# Sorozatgyilkosok listája
A sorozatgyilkos olyan ember, aki kettő vagy több embert gyilkolt meg kettő vagy több bűneset során bizonyos idő alatt, elsősorban pszichológiai okokból. A gyilkosságok közötti szünetek néhány órától, akár néhány évig is terjedhetnek. Sok esetben a feltételezett, vagy bírósági tárgyalás és bűnügyi nyomozás által feltárt gyilkosságok száma eltér a valós illetve az elkövető által bevallott adatoktól.
A sorozatgyilkosok összetett természetének köszönhetően bűncselekményeik beismerése során földrajzi, illetve időbeli ellentmondásokba ütköznek, melyekből a nyomozók összefüggésekre derítenek fényt, illetve következtetéseket vonnak le a lehetséges indítékokat illetően. Hogy összevethessék ezeket, számtalan kategóriát állítottak fel a rendőrök, hogy jóval pontosabban tudják meghatározni, valamint bizonyítani a sorozatgyilkosok tevékenységét. A táblázat negyedik oszlopában szerepelnek azok az adatok, amelyek a gyilkosra rábizonyított eseteket tartalmazzák, míg az ötödik oszlopban az áldozatok feltételezett, vagy becsült száma szerepel. Ezen bűntények közül némelyik mind a mai napig megoldatlan, de a lista tartalmazza, mivel feltehetően szintén sorozatgyilkos volt az elkövető, annak ellenére, hogy ezt kétséget kizáróan nem sikerült bebizonyítani.
A következő lista a nevezetes sorozatgyilkosokról közöl információkat az áldozataik száma alapján besorolva őket.

## Sorozatgyilkosok-Top 20
Ez a lista összeállítás azon modern kori sorozatgyilkosokból, akik a legtöbb rájuk bizonyított és általuk véghezvitt gyilkosságot követték el.

| Név                   | Ország                    | Bűnelkövetés évei | Áldozatainak bizonyított száma | Áldozatainak feltételezett száma | Megjegyzés |
| --------------------- | ------------------------- | ----------------- | ------------------------------ | -------------------------------- | --- |
| Luis Alfredo Garavito | Kolumbia                  | 1992-1999         | 138                            | 172-400+                         | Gyerekgyilkos, szadista és pedofil, akit csak „La Bestia" (A Bestia) néven emlegetnek. 138 gyilkosságért ítélték el, de feltételezhetően több mint 400 áldozatot szedett, akik leginkább utcagyerekek voltak. 1853 évre ítélték el, de ezt 30 évre, majd a hatóságok munkájának segítése miatt 22 évre csökkentették. |
| Pedro Alonso López    | Kolumbia, Peru, Ecuador   | 1969-1980         | 110                            | 310-350+                         | Gyerekgyilkos és pedofil, akit az Andoki Rém néven ismernek. Nyolc és tizenkét év közti lányok voltak célpontjai. 1980-ban tartóztatták le és 1983-ban ítélték el 110 rendbeli gyilkosságért, ezzel szemben 300 ember meggyilkolását vallotta be, ám a pontos szám nem ismert. Annak ellenére, hogy ő volt a 20. század legádázabb gyilkosa, 1998-ban szabadlábra helyezték. Jelenlegi tartózkodási helye ismeretlen.                                                               |
| Javed Iqbal           | Pakisztán                 | 1998-99           | 100                            | 100+                             | Fiatal fiúkat ölt, erőszakolt meg, majd savban feloldotta áldozatait. 2001-ben öngyilkosságot követett el a halálsoron. |
| Mihail Popkov         | Oroszország               | 1992-2010         | 78                             | 84+                              | Másképpen „A vérfarkas”. Volt rendőrtiszt legalább 78 embert gyilkolt meg, ezzel ő Oroszország legtermékenyebb sorozatgyilkosa. |
| Daniel Barbosa        | Kolumbia, Ecuador         | 1974-1986         | 72                             | 150                              | Gyerekgyilkos, akit 150 ártatlan, elsősorban szűz lány meggyilkolásával vádoltak. 72 gyilkosságot vallott be és Pedro Alonso Lópezszel egy börtönbe zárták. Figyelembe véve intelligenciáját úgy tartják róla, hogy mostohaanyjának gyermekkori bántalmazásai motiválták bűntetteinek elkövetésére. Fiatal lányokat fojtott meg Kolumbiában, majd elkapták, de megszökött, ezután Ecuadorban kezdett gyilkolni, de újra letartóztatták és börtönbe vetették. A börtönben ölték meg. |
| Pedro Rodrigues Filho | Brazília                  | 1967-2003         | 71                             | 100+                             | 128 évre ítélték el, de a brazil törvények alapján ebből maximálisan is csak 30 évet kell letöltenie. Azt állította, hogy több mint 100 áldozatot szedett, ebből 47 fogvatartott volt. Megölte apját, majd a szívéből evett egy pár falatot. Első két áldozatát 14 évesen ölte meg és először 1973-ban volt letartóztatva. |
| Yang Xinhai           | Kína                      | 2000-2003         | 67                             | 67                               | Éjszaka rontott rá áldozataira, azok saját otthonában, baltával, húsvágó bárddal és lapáttal ölte meg. 2004 februárjában kivégezték. A Gyilkos Szörny néven vált ismertté. |
| Samuel Little         | Amerikai Egyesült Államok | 1970-2005         | 60                             | 93+                              | Minden bizonnyal ő az Egyesült Államok történetének legtöbb áldozatát szedő sorozatgyilkosa, aki állítása szerint összesen 93 nővel végzett 14 állam területén. A rendőrség később 60 áldozatot tudott megerősíteni. |
| Andrej Csikatilo      | Szovjetunió, Ukrajna      | 1978-1990         | 53                             | 56                               | A Rosztovi Mészáros, a Vörös Hasfelmetsző illetve a Rosztovi Hasfelmetsző néven vált ismertté. Az 1978 és 1990 közt 53 nő és kisgyermek sérelmére elkövetett gyilkosságért ítélték el. 1994-ben kivégezték. |
| Anatolij Onoprijenko  | Szovjetunió, Ukrajna      | 1989-1996         | 52                             | 52+                              | Ukrajna Vadállata, illetve A Terminátor, valamint O. Állampolgár néven vált ismertté. 1989-ben 9 ember meggyilkolásáért ítélték el, majd 1995 és 1996 közt elkövetett további 43 gyilkosságért. 1989-ben halálra ítélték, de megúszta a végrehajtást. 1989 és 1995 között Európában utazgatott, de azt, hogy ezalatt az idő alatt hány embert gyilkolt meg, azt nem tudni. |
| Gary Ridgway          | Amerikai Egyesült Államok | 1982-2000         | 49                             | 71-90+                           | A Green River-i Gyilkos néven ismertté vált férfi 71 nő meggyilkolását ismerte be. Majdnem minden célpontját Seattle környékéről szemelte ki. Miután áldozatait megölte, tetemüket a víz közelében rejtette el. Feltételezhetően több mint 90 áldozatot szedett, végül csak 48-at tudtak rábizonyítani. Később egy 49-ik gyilkosságért is elítélték. |
| Alekszandr Picsuskin  | Oroszország               | 1992-2006         | 48                             | 61+                              | A Sakktábla Gyilkosként vált ismertté. 48 rendbeli gyilkosságért ítélték el, de feltételezik, hogy több mint 61 áldozat haláláért felelős. Tervei szerint 64 embert akart megölni, amely pontosan annyi, amennyi egy normál méretű sakktáblán található mezők száma. |
| Long Zhimin           | Kína                      | 1983-85           | 48                             | 48                               | Munkanélküli embert (többnyire férfiakat) csábított az otthonában, ahol megölte majd eltemette őket. Egy héttel az elítélése után kivégezték. |
| Wang Qiang            | Kína                      | 1995-2005         | 45                             | 45+                              | Többnyire fiatal nőkkel végzett brutális körülmények között. Két évvel az elítélése után végezték ki. |
| Ahmad Suradij         | Indonézia                 | 1986-1997         | 42                             | 70-80+                           | 42 asszony és kislány megfojtásáért ítélték el, mely gyilkosságokról azt állította, hogy azért kellett megtennie, mert szerinte ezek a rémtettek mágikus erővel ruházták fel. 2008. július 11-én végezték ki sortűzzel. |
| Moses Sithole         | Dél-afrikai Köztársaság   | 1994-1995         | 38                             | 38+                              | Munkanélküli asszonyokra vadászott, önmagát gazdag üzletembernek beállítva édesgette magához áldozatait, mondván: állást tud nekik ajánlani, majd egy elszigetelt helyre vitte áldozatait, ahol megerőszakolta, megkínozta, majd meggyilkolta őket. 2410 évre ítélték el, melyből csak 930 év letelte után (lenne) szabadlábra helyezhető. |
| Szergej Tkacs         | Szovjetunió, Ukrajna      | 1984-2005         | 36                             | 80-100                           | Az ukrán rendőrség korábbi nyomozója 8 és 18 év közötti lányokat fojtogatott, majd, miután végzett velük, holttestüket meggyalázta. 100 gyilkosságot vallott be. |
| Gennagyij Mihaszevics | Szovjetunió               | 1971-1985         | 36                             | 55+                              | Nőket fojtott meg. |
| Ted Bundy             | Amerikai Egyesült Államok | 1974-1978         | 35                             | 36+                              | Amerika első „posztmodern” sorozatgyilkosa, aki jó kinézetű, megnyerő külsejű férfi volt. Bundy hivatalosan 30 emberölést vallott be, de később 35-36-ot ismert be. Egyes becslések alapján, akár több mint 100 embert is megölhetett. Két alkalommal is megszökött a börtönből, majd egy napon belül többször is gyilkolt. Időnként pár óra leforgása alatt több nőt is elrabolt ugyanarról a környékről. 1989-ben villamosszékben kivégezték.                                     |
| John Wayne Gacy       | Amerikai Egyesült Államok | 1972-1978         | 33                             | 33+                              | A Gyilkos Bohóc, aki elsősorban fiatal férfiakra vadászott és igen gyakran megerőszakolta áldozatait. Ezután chicagói otthonában temette el őket. 1994-ben kivégezték. |

## Sorozatgyilkosok 30, vagy annál kevesebb áldozattal
| Név                         | Ország                    | Bűnelkövetés évei | Áldozatok beismert száma | Áldozatok becsült száma | Megjegyzés |
| --------------------------- | ------------------------- | ----------------- | ------------------------ | ----------------------- | --- |
| Karl Denke                  | Németország               | 1900-1924         | 30                       | 40+                     | Kannibál volt. Célpontjai elsősorban utazók voltak, akiket rendszerint baltával mészárolt le. |
| Dean Corll                  | Amerikai Egyesült Államok | 1970-73           | 28                       | 28-50+                  | A cukros-bácsi néven is emlegették, mert családjának Houstonban édességboltja volt, és a férfi is rendszeresen adott ingyen édességet a gyerekeknek. Nem véletlen, ugyanis titokban bukott a kisfiúkra – a hetvenes években legalább 28 gyereket bántalmazott, erőszakolt és ölt meg. |
| H. H. Holmes                | Amerikai Egyesült Államok | 1890-94           | 27                       | 200+                    | Chicagó-ban tevékenykedett a 19. század végén. Egy hotelt üzemeltetve fogta el áldozatait. |
| Moupa Cedric Maape          | Dél-afrikai Köztársaság   | 1996-1997         | 27                       | 35+                     | Kalapácsos Gyilkosként vált hírhedtté. Számtalan eszköz segítségével végzett áldozataival, mint például fegyverek, sziklák, kések, és kalapácsok. A különböző eszközök használata miatt a hatóságok a gyilkosságokat sokáig két külön sorozatgyilkosnak tulajdonították. Néhány esetben kővel verte agyon áldozatait, máskor pedig fegyverrel lőtte őket agyon. Maake-ot Moses Sithole elfogását követően tartóztatták le és 38 rendbeli gyilkosság elkövetésében bűnösnek találták. Büntetése összesen 1340 év. |
| Juan Valleo Corona          | Amerikai Egyesült Államok | 1971              | 25                       | 25+                     | Coronát bűnösnek találták farmerek ellen elkövetett többrendbeli gyilkosság elkövetésében. Áldozatait haláluk után gyümölcsöskertekben ásta el. Huszonötszörös életfogytiglani fogházbüntetést kapott. |
| Fritz Haarmann              | Németország               | 1919-1924         | 24                       | 27+                     | A Hannoveri Hentes, illetve a Hannoveri Vámpír néven vált ismertté, mivel előnyben részesítette áldozatai torkának átharapását, amellyel halálos sebet ejtett rajtuk. A gyilkosság után a tetemeket a közeli Leine-folyó mellett rejtette el. Úgy hírlik, hogy több mint 27 áldozatot szedett, többségében fiatal fiúkat és férfiakat. Bűnösnek találtatott 24 rendbeli gyilkosságban, ezért kivégezték. |
| Kiss Béla                   | Magyarország              | 1912-1916         | 24                       | 24+                     | Huszonnégy nő meggyilkolásáért ítélték el, de 1916-ban megszökött a börtönből. További sorsa ismeretlen. |
| Ronald Dominique            | Amerikai Egyesült Államok | 1997-2006         | 23                       | 23+                     | A Bayou fojtogató néven vált ismertté. |
| Gerald Stano                | Amerikai Egyesült Államok | 1969-80           | 22                       | 41+                     | Rengeteg nőt ölt meg az egész keleti parton, leginkább Floridában. 1998-ban végezték ki villamosszék által. |
| Earle Nelson                | Amerikai Egyesült Államok | 1926-1927         | 22                       | 25                      | Nekrofil. Célpontjai főleg középkorú háziasszonyok voltak. Főleg a Nyugati-parton tevékenykedett. 1926-ban elfogták, majd 1928-ban kötél által kivégezték. A Sötét fojtogató, illetve a Gorilla Gyilkos néven vált ismertté. |
| William Bonin               | Amerikai Egyesült Államok | 1979-1980         | 21                       | 36+                     | Egyike az úgy nevezett Országúti Gyilkosoknak. |
| Vasile Tcaciuc              | Románia                   | 1917-1935         | 21                       | 26+                     | Román férfi volt, aki áldozatait elcsalta, majd baltával végzett velük. Miután egy kutya egy holttestet talált házában, letartóztatták 1935. szeptember 7-én. Bevallotta, hogy legalább 26 embert gyilkolt meg. A rendőrök lőtték agyon, miközben épp a börtönből próbált megszökni. |
| Yoo-Young-chul              | Dél-Korea                 | 2003-2004         | 21                       | 26                      | Általában kalapácsot használt időskorú áldozatainak meggyilkolásához, amely szokása később inkább a lefejezésre és az áldozatok megcsonkítására változott. |
| Patrick Kearney             | Amerikai Egyesült Államok | 1965-1977         | 21                       | 28+                     | Általában az út szélén stoppoló fiatal férfiakat és fiúkat vett fel kocsijába, illetve a kaliforniai Redendo Beach meleg szórakozóhelyein talált rá áldozataira, akiket ezután meggyilkolt. |
| Szergej Riakovszkij         | Szovjetunió, Oroszország  | 1988-1993         | 19+                      | -                       | A Balasikai Hasfelmetsző néven vált ismertté. |
| Yavuz Yapıcıoğlu            | Törökország               | 1994-2002         | 18                       | 40                      | Becenevén a "Csavarhúzó Gyilkos". Ő a török történelem legtermékenyebb sorozatgyilkosa. |
| Paul John Knowles           | Amerikai Egyesült Államok | 1974              | 18                       | 35                      | 1974 során számtalan államban meggyilkolt összesen 18 embert. 35 gyilkosságot vallott magáénak. Több FBI-ügynök lőtte agyon. |
| Thierry Paulin              | Franciaország             | 1984-87           | 18                       | 21                      | Társával együtt kiraboltak és megöltek 8 idős embert, majd egyedül folytatta tovább ámokfutását. |
| Huang Yong                  | Kína                      | 2001-2003         | 17                       | 25                      | Főleg tinédzserfiúkat csalt el és ölt meg, habár ő ennél többet, összesen 25 gyilkosságot ismert be, amiket 2001 és 2003 szeptembere között követett el. |
| Robert Hansen               | Amerikai Egyesült Államok | 1980-1983         | 17                       | 21                      | Nőket rabolt el, majd engedett szabadon az alaszkai vadonban, hogy azután vadászhasson rájuk. Ezt a feltárt nyomok alapján derítette ki a rendőrség, akik szerint az általa beismert 17 gyilkosságon felül még legalább négyet követhetett el. |
| Joel Rifkin                 | Amerikai Egyesült Államok | 1989-1993         | 17                       | -                       | [ 1 ] |
| Jeffrey Dahmer              | Amerikai Egyesült Államok | 1978-1991         | 17                       | -                       | Dahmer elfogyasztotta néhány áldozatának a testrészeit, a maradványaikat pedig a fagyasztóban tárolta. Életfogytiglanig tartó börtönbüntetésre ítélték; 1994-ben egy rabtársa, Christopher Scarver végzett vele. |
| Donato Bilanica             | Olaszország               | 1997-1998         | 17                       | -                       | Betörő volt, aki főként prostituáltakat gyilkolt meg 1997-98-ban, mindössze hat hónap leforgása alatt. A Prostigyilkos, illetve a Liguriai Szörny néven vált ismertté. Életfogytiglani börtönbüntetést róttak ki rá. |
| Vlagyimir Kodratyenko       | Ukrajna                   | -                 | 16                       | 20+                     | Kodratyenko és barátja, Vlagyiszlav Volkovics ketten alkották az „éjszakai sorozatos” (nocsnoj szerijnyik) párost. Célpontjaik főként 35-40 év közötti férfiak voltak. |
| Randy Steven Kraft          | Amerikai Egyesült Államok | 1969-1983         | 16                       | 65-100                  | Tizenhat rendbeli gyilkosságért ítélték el, de egy rejtélyes listán 65 gyilkosság elkövetését vállalta magára. Feltehetően bűntársa is volt a bűncselekmények elkövetésekor. |
| Mohhamed Bijeh              | Irán                      | 2004              | 16                       | 20                      | Megerőszakolt és megölt legkevesebb 16 fiút. A Teheráni Sivatagi Vámpír néven vált ismertté. Elítélték, majd a nép nyilvánossága előtt kivégezték. |
| Sipho Thwala                | Dél-afrikai Köztársaság   | 1996−1997         | 16                       | 19                      | A Phoenixi Fojtogató nevet azután a terület után kapta, ahol gaztetteit elkövette. Megerőszakolt, majd megfojtott 19 nőt, majd letartóztatták és elítélték 16 nő meggyilkolásáért. |
| Elias Xithavudzi            | Dél-afrikai Köztársaság   | 1953−1959         | 16                       | -                       | A Panga Emberként vált ismertté, mert gyilkosságaihoz pangát, azaz machétát használt. Leszúrta, majd kirabolta áldozatait. 1960. november 11-én felakasztották. |
| Jimmy Maketta               | Dél-afrikai Köztársaság   | 2005              | 16                       | -                       | Bűnösnek találták 16 rendbeli gyilkosság, illetve 19 rendbeli nemi erőszak vádjában, mely bűncselekményeket mindössze kilenc hónap leforgása alatt követte el 2005 áprilisa és novembere közt. |
| Jack Mogale                 | Dél-afrikai Köztársaság   | 2008−2009         | 16                       | -                       | Megerőszakolta, majd megfojtotta női áldozatait Donnybrook területen. Tizenhat rendbeli gyilkosság, 19 nemi erőszak, kilenc emberrablás, rablás és támadás vádpontjában találták bűnösnek. |
| Robert Lee Yates            | Amerikai Egyesült Államok | 1975−1998         | 16                       | 16+                     | Áldozatait többnyire a Washington állambeli Spokane-ben gyilkolta meg. |
| Michel Fourniret            | Franciaország             | 1987−2001         | 16                       | 16+                     | Az Ogre, illetve az Ardenneki Rém néven vált ismertté. 2003-ban kapták el egy sikertelen emberrablási kísérletet követően. |
| Pietro Pacciani             | Olaszország               | 1968-1985         | 16                       | -                       | 1994-ben gyilkosságért állt bíróság elé, de az ügy bonyolultsága miatt a Legfelsőbb Bíróság elé került. Ez sem segített, mert Pacciani 1998-ban meghalt. Két állítólagos bűntársát is letartóztatták. |
| Charles Ray Hatcher         | Amerikai Egyesült Államok | 1969-1982         | 16                       | -                       | [ 3 ] |
| Jose Antonio Rodriguez Vega | Spanyolország             | 1987-1988         | 16                       | -                       | Az Öreg Hölgyek Gyilkosaként vált ismertté. Megerőszakolt, majd megölt 16 idősödő asszonyt Santander, Cantabria tartományban. Áldozatainak életkora a 61 és a 93 közt szóródik. |
| Lee Choon-jae               | Dél-Korea                 | 1986-91           | 15                       | 15+                     | Legalább 15 ember gyilkolt meg 1986 és 91 között. 2019-ben fogták el. |
| Angel Maturino Rezendiz     | Amerikai Egyesült Államok | 1986-1999         | 15                       | 18                      | A Vasúti Gyilkos néven vált ismertté, mert áldozatait az országot behálózó vasútvonalakon szedte. Mindössze 15 gyilkosságot vallott be, melyeket Texas, Florida és többi amerikai állam területén követett el. |
| Dennis Nilsen               | Egyesült Királyság        | 1978-1983         | 15                       | 15-16                   | Fiatal férfiakat vett fel autójába, majd megcsonkította őket és testrészeiket otthona környékén tárolta. |
| Elfasi Msomi                | Dél-afrikai Köztársaság   | 1950-1956         | 15                       | -                       | Áldozatait baltával vagy késsel ölte meg. 1956-ban felakasztották. |

## Sorozatgyilkos egészségügyi dolgozók
| Név                                    | Ország                    | Bűnelkövetés évei | Áldozatok beismert száma | Áldozatok feltételezett száma | Megjegyzés |
| -------------------------------------- | ------------------------- | ----------------- | ------------------------ | ----------------------------- | --- |
| Harold Shipman                         | Egyesült Királyság        | 1975-1998         | 218                      | 250                           | 15 gyilkosságért ítélték el és feltehetően további 218 betegének haláláért felelős, de valószínűleg több mint 250 embert ölt meg. Diamorfint adott be betegeinek, majd meghamisította azok kórházi leleteit, melyekből így az derült ki, hogy rossz egészségi állapotban voltak. Doktor Halál néven vált ismertté. A börtönben felakasztotta magát. |
| Miyuki Ishikawa                        | Japán                     | 1940-es évek      | 103+                     | 169                           | Több mint 103 újszülött csecsemőt segített a halálba. Szülészeti ápolónőként kisgyermekeket ölt meg, akiknek szülei vonakodtak az azokról való gondoskodástól, mivel a Japánban akkoriban hatályos törvények szerint tiltott volt az abortusz. 1948-ban tartóztatták le és négy év börtönt kapott. |
| Niels Högel                            | Németország               | 2000-05           | 85                       | 85+                           | 97 beteg meggyilkolásával vádolták, végül 85 ember halálában mondták ki bűnösnek Németországban azt az egykori ápolót, aki 2000 és 2005 között halálos gyógyszeradagot adott be betegeinek, hogy újraéleszthesse őket. |
| Donald Harvey                          | Amerikai Egyesült Államok | 1970-1987         | 37                       | 57-87                         | Saját meggyőződéséből a Halál Angyalának tartotta magát. Rendszerint Cincinnati környéki kórházakban vadászott áldozataira. 87 gyilkosságot vallott be, amelyek közül a legfiatalabb áldozat 18 éves volt. Huszonnyolcszoros életfogytiglani fogházbüntetést szabtak ki rá. 2017-ben agyonverték a cellájában. |
| Stephan Letter                         | Németország               | 2003-04           | 29                       | 80+                           | Egykori ápoló és német sorozatgyilkos aki legalább 29 betegének haláláért felelős! 2006-ban tényleges életfogytiglant kapott. |
| Charles Cullen                         | Amerikai Egyesült Államok | 1988-2003         | 29                       | 40+                           | Legkevesebb 29 ember haláláért felelős ápolónő, aki New Jersey és Pennsylvania kórházaiban dolgozott. Cullen további gyilkosságokat is beismert, amelyek a hatóságok szerint akár igaznak is bizonyulhatnak, de egyelőre nem sikerült ezeket igazolni. |
| Anders Hansson                         | Svédország                | 1978-1979         | 27                       | -                             | Sorozatgyilkos volt, aki Gevizollal és Ivizollal mérgezte meg áldozatait. A Kórházi Gyilkos néven vált ismertté (svédül: Sjukhusmorden). |
| Marcel Petiot                          | Franciaország             | 1926-1944         | 26                       | 63                            | Feltételezhetően összesen 63 ember haláláért felelős. 1946-ban kivégezték. |
| Arnfinn Nesset                         | Norvégia                  | 1983 előtt        | 22                       | 27-138                        | A legtöbb embert meggyilkoló sorozatgyilkos a skandináv bűnügyi történelemben, aki ápolónőként dolgozott. 1983. március 18-án ítélték el legkevesebb 22 ember meggyilkolásáért, akiket megmérgezett Curacittal. Ettől függetlenül először 27 gyilkosságot ismert be, majd vallomását visszavonta, végül újabb vallomást tett, amelyben 138 ember meggyilkolását ismerte be. Huszonegy évnyi letöltött börtönbüntetése után – ennyi a maximálisan kiszabható büntetési tétel Norvégiában – 2004-ben kiszabadult. |
| Waltraud Wagner                        | Ausztria                  | 1983-1989         | 15                       | 49-200                        | Ápolónő volt a bécsi Lainz Általános Kórházban, aki halálos injekciókat adott be idősebb betegeknek, de olykor megfojtotta áldozatait. Bűntársaival együtt 49 beteg halálát ismerte be, de feltehetően a tényleges szám elérheti a kétszáz főt is. Egyike a Lainzi Halál angyalainak. |
| Makszim Petrov                         | Oroszország               | 2000-2002         | 12                       | 19                            | Szentpéterváron gyilkolta betegeit, akik feltehetően 19-en voltak. |
| Bobbie Sue Dudley                      | Amerikai Egyesült Államok | 1984              | 12                       | -                             | 1984 decemberében 13 nap alatt 12 betegét gyilkolta meg egy St. Petersburg-i idősek otthonában, Floridában. A tárgyalásán 65 év börtönbüntetésre ítélték. |
| Joan Vila Dilmé                        | Spanyolország             | 2009-10           | 11                       | -                             | Volt biztonsági őr, aki Gironaban összesen 11 idős beteget mérgezett meg egy idősek otthonában. 2013-ban itélték 127 év tetöltendő börtönbüntetésre. |
| Vickie Dawn Jackson                    | Amerikai Egyesült Államok | 2000-01           | 10                       | 22                            | 2000 decembere és 2001 februárja közt 20 embert ölt meg egy texasi kórház nővér, és öt másikat is meg akart, de az már nem jött össze neki. A nő ténykedése eleinte senkinek sem tűnt fel, mert bár egymás után hunytak el légzési problémák miatt a betegek, mind idősek voltak, így az orvosok természetes halálra gyanakodtak. 2002-ben (egy évvel lebukása után) tartóztatták le, és életfogytiglanra ítélték.                                                                                              |
| Maria Fikáčková                        | Csehország                | 1957-60           | 10                       | 10                            | Kórházi nővér, aki az 1960-as évek elején legalább 10 újszülöttet ölt meg. 1961-ben kivégezték. |
| Richard Angelo                         | Amerikai Egyesült Államok | 1987              | 8                        | 25+                           | 8 betege meggyilkolása és további 26 ellen elkövetett gyilkossági kísérlet miatt ítélték tényleges életfogytiglanra. |
| Elizabeth Wettlaufer                   | Kanada                    | 2007-2016         | 8                        | -                             | Inzulinnal mérgezte meg a betegeit egy Woodstock-i kórházban. Életfogytiglani börtönbüntetést kapott. |
| Petr Zelenka                           | Csehország                | 2006              | 7                        | 21                            | Heparinnal és más injekciókkal gyilkolta betegeit 2006 májusától szeptemberéig. Vélhetően több mint 10 ember haláláért felelős. |
| Efren Saldivar                         | Amerikai Egyesült Államok | 1988-98           | 6                        | 50+                           | A férfi légzési nehézségekkel küzdő betegeket ölt meg, elmondása szerint legalább ötvenet, de csak olyanokat, akik már a halál szélén álltak. 1998-ban tett vallomásán később változtatott, és csak hat gyilkosságot ismert be, de ezért is hatszoros életfogytiglant kapott. |
| Orville Lynn Majors                    | Amerikai Egyesült Államok | 1993-1995         | 6                        | 130+                          | A vermillion megyei kórházakban vadászott idősödő áldozataira, akiket kálium-kloriddal mérgezett meg. 360 évre ítélték el Indiana államban. |
| Amy Archer-Gilligan                    | Amerikai Egyesült Államok | 1910-1917         | 5                        | 48+                           | Nyugdíjasotthon-tulajdonos, akiről úgy tartják, hogy megmérgezett több mint 60 beteget és a második férjét. Eredetileg mindössze öt gyilkosságért állították bíróság elé. 1962-ben egy pszichiátriai intézetben halt meg. |
| Irene Leidolf                          | Ausztria                  | 1983-1989         | 5                        | 49-200                        | Waltraud Wagner tettestársa volt. A leinzi Halál Angyalainak egyike. |
| Gwendolyn Graham és Catherine May Wood | Amerikai Egyesült Államok | 1987              | 5                        | -                             | Ápolónők, akik öt betegük haláláért felelősek. A michigani Grand Rapidben tették el őket láb alól. |
| Aino Nykopp-Koski                      | Finnország                | 2004-2009         | 5                        | -                             | Finn ápolónők, akik nyugtatók és ópiátok segítségével öltek meg öt időskorú beteget. |
| Edson Izidoro Guimarães                | Brazília                  | 1999?-1999        | 4                        | 131+                          | 76 év börtönre élték 4 betegének meggyilkolásáért, de valószínűsíthetően több áldozata volt. |
| Kristen Gilbert                        | Amerikai Egyesült Államok | 1990-1996         | 4                        | 70+                           | Letöltendő életfogytiglani börtönbüntetést kapott. |
| Michael Swango                         | Amerikai Egyesült Államok | 1981-1997         | 4                        | 35-60+                        | Gyilkossági és sorozatgyilkossági gyanú merült fel velük szemben. |
| Lucy Letby                             | Egyesült Királyság        | 2015-2016         | 7                        | 8                             | Az Egyesült Királyság modernkori történetének legkegyetlenebb gyermekgyilkosa, aki 2015 júniusa és 2016 júniusa között legalább hét csecsemőt ölt meg és minimum további hatnál kísérelte meg a gyilkosságot. 2023 augusztusában tizennégyszeres tényleges életfogytiglani börtönbüntetésre ítélték. |

## Sorozatgyilkos duók és párok
| Név                                             | Ország                    | Bűnelkövetés évei | Áldozatok ismert száma | Áldozatok feltételezett száma | Megjegyzés |
| ----------------------------------------------- | ------------------------- | ----------------- | ---------------------- | ----------------------------- | --- |
| Tiszazugi méregkeverők                          | Magyarország              | 1914-29           | 162                    | 300+                          | Az elnevezés egy csoport nőre utal, akik tiszántúli falvakban éltek és 1911–1929 között körülbelül 300 embert mérgeztek meg – többnyire ki-ki a saját (hadirokkanttá vált) férjét, a helyi bába szakszerű iránymutatása alapján.                                                                |
| Philadelphiai méregkeverők                      | Amerikai Egyesült államok | 1931-38           | 114                    | 200+                          | Herman és Paul Petrillo által vezetett bűnszövetkezet rengeteg halálért és biztosítási csalásért volt felelős. |
| Delfina és María de Jesús González              | Mexikó                    | 1955 – 64         | 91                     | 91+                           | Gyilkosságok hátterében az egyszerű hideg logika és üzlet volt. A testvérpár ugyanis prostitúciót szervezett, s a "lehasznált árucikkeket", szám szerint 11 férfit és 80 nőt egész egyszerűen eltették láb alól és elásták a kertben.                                                           |
| Lainzi Halál Angyalai                           | Ausztria                  | 1983-89           | 42                     | 200+                          | Maria Gruber, Irene Leidolf, Stephanija Mayker és Waltraud Wagner: négy ápolló aki feltételehetően 200 embert gyilkoltak meg 1983-1989 közt. 2008-ra mindannyiukat szabadlábra helyezték jó magaviseletüknek köszönhetően.                                                                      |
| Brabanti gyilkosok                              | Belgium                   | 1982 – 85         | 28                     | 40+                           | Egy rablógyilkos csoport aki a 80-as években terrorizálta Brabant tartományt. Kilétük máig ismeretlen. |
| Dean Corll, Elmer Wayne Henley és David Brooks  | Amerikai Egyesült Államok | 1970-73           | 28                     | 30+                           | Corll más néven a Cukros Bácsi (Candy Man) és két társa összesen 28 fiatal férfit vagy fiút gyilkoltak meg a texasi Houston közelében. Végül Henley lelőtte Corlltot és véget vetett az ámokfutásnak.                                                                                           |
| Viktor Szajenko és Igor Szuprunyuk              | Ukrajna                   | 2007              | 21                     | -                             | Dnyepropetrovszki mániákusok néven híresültek el aki 2007 nyarán egy brutális támadás sorozatot hajtottak végre amelynek következtében 21 ember halt meg. |
| Artur Rino és Pavel Szkacsevszkij               | Oroszország               | 2007-09           | 20                     | 37                            | 2007 és 09 között legalább 20 migránssal végeztek Moszkva környékén. |
| Wang Zongfang és Wang Zongwei                   | Kína                      | 1983              | 19                     | -                             | Testvérpár aki 1983 februárja és szeptembere között 19 embert gyilkoltak meg. Egy rendőrségi tűzpárbaj közben veszítették életüket. |
| Vlagyiszlav Volkovics és Vlagyimir Kondratyenko | Ukrajna                   | 1991–96           | 16                     | -                             | Az úgynevezett Éjszakai Sorozatgyilkos 1991 és 1996 között 16 emberrel végeztek. Vlagyimir Kondratyenko a letartóztatásuk után öngyilkos lett, Vlagyiszlav Volkovics életfogytiglani börtönbüntetést kapott.                                                                                    |
| A tisztogatók                                   | Oroszország               | 2014-15           | 15                     | 15+                           | Pavel Vojtov és társai akik legalább 15 hajléktalant gyilkoltak meg Moszkva-szerte. |
| "Zebra gyilkosságok"                            | Amerikai Egyesült Államok | 1973-74           | 15                     | -                             | Egy radikális fekete iszlamista csoport aki San Franciscót rettegésben tartotta, 15 embert megölve s további 8-at megsebesítve. |
| Fred West és Rosemary West                      | Egyesült Királyság        | 1967-87           | 12                     | 12+                           | Fred az előzetesben felakasztotta magát, Rose jelenleg is életfogytiglani büntetését tölti. |
| Briley testvérek                                | Amerikai Egyesült Államok | 1971-79           | 12                     | -                             | Három testvér összesen 12 gyilkosságot követtek el a 70-es évek Richmond—jában. Kettőt közülük kivégeztek azóta. |
| Angelo Buono és Kenneth Bianchi                 | Amerikai Egyesült Államok | 1977-79           | 10+2                   | -                             | Hillside Stranglers azaz Hegyvidéki Fojtogatók. Unokatestvérek akik közösen 10 nőt gyilkotak meg Kaliforniában, emeltet Bianchi további két nőt Washingtonban. Mind a kettőjüket többszörös életfogytiglanra itélték.                                                                           |
| Leonard Lake és Charles Ng                      | Amerikai Egyesült Államok | 1982-85           | 11                     | 25+                           | Volt tengerészgyalogosok, akik több mint 25 emberrel végeztek San Francisco környékén. Lake öngyilkos lett, Ng pedig a halálsoron várja az ítéletének a végrehajtását. |
| Shen Changyin és Shen Changping                 | Kína                      | 1999-2004         | 11                     | -                             | Testvérpár, akik 1999 és 2004 között 11 örömlánnyal végzetek. 2006-ban végezték ki mindkettőjüket. |
| John Bunting és társai                          | Ausztrália                | 1992-99           | 11                     | -                             | A snowtowni gyilkosságok elkövetői akik különös kegyetlenséggel végeztek az áldozataikkal. |
| Wolfgang Abel és Marco Furlan                   | Olaszország, Németország  | 1977-84           | 10                     | 27                            | Felsőbbrendűnek tartották magukat másoknál, s úgy érezték joguk van kiiktatni a szerintük legalacsonyabb rendű embertársaikat. |
| John Allen Muhammad és Lee Boyd Malvo           | Amerikai Egyesült Államok | 2002              | 10                     | 17                            | A DC mesterlövészek akik véletlenszerűen lőttek le embereket Maryland és Virginia államban. Tíz ember meghalt, további három pedig súlyosan megsebesült. További hét gyilkosságot is kapcsolatba hozták velük ország szerte. Malvo életfogytiglant kapott, míg Muhammad-ot 2009-ben kivégezték. |
| Gerald és Charlene Gallego                      | Amerikai Egyesült Államok | 1978-80           | 10                     | -                             | Sacramento környékén elő pár fiatal lányokat rabolt el és ölt meg. Gerald a halálsoron halt meg, Charlene vádalku keretében 16 év börtön után szabadult. |
| Anthony és Nathaniel Cook                       | Amerikai Egyesült Államok | 1973-81           | 9                      | 9+                            | Testvérek, akik legalább 9 embert gyilkoltak meg (főként párokat) Toledo (Ohio)-ban. Mindkettüjöket hosszú börtönbüntetésre ítélték. |
| Michel Fourniret és Monique Olivier             | Franciaország Belgium     | 1987-2003         | 8                      | 12+                           | Francia házaspár akik védtelen nőket/lányokat támadtak meg és raboltak el, hogy megöljék őket. |
| Alton Coleman és Debra Brown                    | Amerikai Egyesült Államok | 1984              | 8                      | -                             | Két hónap leforgása alatt, hat különböző állam területén követtek el rablásokat, nemi erőszakot és gyilkosságokat a Közép-Nyugaton. Colemant 2002-ben végezték ki, Brown jelenleg is életfogytiglani büntetését tölti.                                                                          |
| Jaroslav és Dana Stodolovi                      | Csehország                | 2001-02           | 8                      | -                             | Alkoholista pár aki 2001 és 02 között 8 idős embert gyilkolt meg és rabolt ki. Tényleges életfogytiglanra ítélték őket. |
| Dale Hausner és Samuel Dieteman                 | Amerikai Egyesült Államok | 2005-06           | 8                      | -                             | Sorozatlövöldözők (Serial Shooter) akik Phoenix környékén összesen 8 embert öltek meg, s további 19-et megsebesítettek. |
| Futoshi Matsunaga és Junko Ogata                | Japán                     | 1996- 98          | 7                      | 9                             | Legalább 7 embert öltek meg, köztük egy egész családot. Mindkettőjüket halálra ítélték. |
| Christopher Worrell és James Miller             | Ausztrália                | 1976-77           | 7                      | -                             | A trurói gyilkosságok két elkövetője. Worrel egy autóbalesetben hunyt el, mielőtt a holttesteket megtalálták volna. |
| Artyom Anufrijev és Nyikita Litkin              | Oroszország               | 2010-11           | 6                      | -                             | A média által irkutszki mániákusoknak nevezett páros, akik a dnyepropetrovszki mániákusokat utánozva gyilkoltak. Artyom tényleges életfogytiglant, Nyikita pedig 24 év börtönt kapott. |
| Douglas Clark és Carol M. Bundy                 | Amerikai Egyesült Államok | 1980              | 6                      | 7+                            | Más néven Sunset Strip Slayers, akik örömlányokat vettek fel a kocsijukkal a Sunset Stripen városnegyedében majd meggyilkolták őket. Bundy életfogytiglant, Clark halálbüntetést kapott. |
| Kiss Árpád, Kiss István és Pető Zsolt           | Magyarország              | 2008-09           | 6                      | -                             | A közbeszédben romagyilkosságokként ismert eset egy cigányok elleni támadássorozat elkövetői. |
| David Alan Gore és Fred Waterfield              | Amerikai Egyesült Államok | 1981-83           | 6                      | -                             | Unokatestvérek akik közösen 6 nőt raboltak el és gyilkoltak meg Floridában. Waterfield-et tényleges életfogytiglanra ítélték, Gore-t 2012-ben kivégezték. |
| Chijon család/banda                             | Dél-Korea                 | 1993-94           | 5                      | 7                             | 1993 és 1994 között 5 gazdag embert raboltak el és gyilkoltak meg a társadalmi különbségek miatt. A csapat nagy részét kivégezték. |
| Ray és Faye Copeland                            | Amerikai Egyesült Államok | 1986–1989         | 5                      | 12                            | Idős házaspár akik legalább 5 férfival végeztek a Missouri farmjukon. Ők voltak legidősebb emberek akit valaha halálra itéltek. Később Faye büntetését életfogytiglanra módositották. |
| Ian Brady és Myra Hindley                       | Egyesült Királyság        | 1963-65           | 5                      | -                             | 10 és 17 év közötti gyermekeket raboltak el és öltek meg Manchesterben. Az egyikük holtteste mai napig nem került elő. |
| Gwendolyn Graham és Catherine May Wood          | Amerikai Egyesült Államok | 1987              | 5                      | -                             | Ápolónők, akik öt betegük haláláért felelősek Michiganben. Wood vádalkut kötött, és 2020-ban szabadult, mig Graham tényleges életfogytiglani börtünbüntetését tölti. |
| Lawrence Bittaker és Roy Norris                 | Amerikai Egyesült Államok | 1979              | 5                      | -                             | 1979 júniusa és októbere között 5 fiatal lányt raboltak el és öltek meg. Norris vádalku cserébe 45 évet, Bittaker halálbüntetést kapott a tetteikért. |
| Roy Fontaine és Michael Kitto                   | Egyesült Királyság        | 1977-78           | 5                      | -                             | Rabló-tolvaj páros. Fontaine volt a főelkövető, Kitto pedig a tettestársa aki segített eltüntetni a bizonyítékokat |
| Gen Sekine és Hiroko Kazama                     | Japán                     | 1993              | 4                      | 7                             | A Saitama kutyaszerető gyilkosságok elkövetői, akik 1993 áprilisa és augusztusa között négy embert öltek meg. |
| James Marlow és Cynthia Coffman                 | Amerikai Egyesült Államok | 1986              | 4                      | 5                             | Legalább négy nőt bántalmaztak szexuálisan és öltek meg Kalifornia és Arizona államban. Halálra ítélték őket, jelenleg a kivégzésükre várnak. |
| Martha Beck és Raymond Fernandez                | Amerikai Egyesült Államok | 1947-49           | 3                      | 17+                           | A Nászutas Gyilkosok akik legalább 3 nő haláláért felelősek. 1951-ben végezték ki őket. |
| Suzan és Michael Carson                         | Amerikai Egyesült Államok | 1981-83           | 3                      | 3+                            | Másképpen San Francisco Witch Hunters (San Francisco-i boszorkány vadászok). Nevüket onnan kapták, hogy egy saját okkult vallást alapitottak amelynek része volt, hogy "boszorkányokat" ölnek meg. Tetteikért 75 év börtönre itékték őket.                                                      |
| John Duffy és David Mulcahy                     | Egyesült Királyság        | 1985-86           | 3                      | -                             | Másképpen a vasúti gyilkosok akik 1982 és 86 nőket támadtak meg és bántalmaztak szexuálisan, majd 85 és 86 között három áldozatukat meg is ölték. Duffy-t 1986-ban, Mulcahy-t 1999-ben fogták el a rendőrök. Mind kettejüket tényleges életfogytiglanra ítélték.                                |
| Sante és Kenneth Kimes                          | Amerikai Egyesült Államok | 1996-98           | 3                      | -                             | Anya-Fia páros akik több mint 60 bűncselekményt követek el, köztük többrendbeli hamisítást, csalást és három gyilkosságot. |
| James Paster és Stephen McCoy                   | Amerikai Egyesült Államok | 1980-81           | 3                      | -                             | 1 férfit és 2 nőt öltek Texasban. McCoy-t 1989. május 24-én, Paster-t pedig 1989. szeptember 20-án végezték ki. |

## Azonosított sorozatgyilkosok

### Afganisztán
- Abdullah Shah – A Kabultól Dzsalalabáig vezető úton legalább 20 utazót ölt meg, valamint a feleségével is végzett. 2004. április 20-án kivégezték.

### Antiqua és Barbuda
- John Baughman – Egykori amerikai rendőrtiszt, aki 1995-ben lelökte a második feleségét egy hotel tetejéről, valamint egy közeli barátja és első felesége meggyilkolásával is gyanúsították az USA-ban. 2000-ben öngyilkos lett.

### Argentína
- Cayetano Domongo Grossi – Argentína első ismert sorozatgyilkosa. Olasz bevándorló volt, aki 1896 és 1898 között 5 újszülött gyermekét gyilkolta meg. 1900-ban kivégezték.
- Cayetano Santos Godino – Másképpen Petiso Orejudo ('A nagy fülű istencsapása'). 4 embert ölt meg 17 éves kora előtt.
- Robledo Puch – az „angyalarcú gyilkos” illetve a „fekete angyal” 11 embert gyilkolt meg, valamint több tucat másikat rabolt és erőszakolt meg mielőtt 1972-ben letartóztatták. 1980-ban életfogytiglani börtönbüntetésre ítélték.
- Francisco Antonio Laureana – Más néven "The Satyr of San Isidro" aki legalább 13 nőt gyilkolt és erőszakolt meg 1974 és 1975 között. Egy rendőrségi tűzharc során vesztette életét.
- Marcelo Antelo – Más néven The San La Muerte Killer (San La Muerte-i gyilkos) aki 2010 februárja és augusztusa között 4 embert lőtt le és még többet megsebesített.
- Florencio Fernández – Más néven The Argentin Vampire ("Az argentin vámpír"). Az 1950-es években a szülővárosában, Monterosban 15 nőt ölt meg. 1968-ban, a börtönben halt meg.
- Yija Murano – Más néven Monserrat Poisoner ("A monserrati méregkeverő"). 1979-ben 3 nőt mérgezett meg Buenos Airesben.
- Javier Hernán Pino – 2015 februárja és októbere között 5 embert rabolt ki és ölt meg 3 városban. Életfogytig tartó szabadságvesztésre ítélték.
- Juan Catalino Domínguez – 1944 és 1948 között 8 embert ölt meg, mielőtt a rendőrök lelőtték volna.

### Ausztrália
- Eric Edgar Cooke – Legalább 7 embert ölt meg és ő volt az utolsó ember, akit felakasztottak Nyugat-Ausztráliában.
- Paul Denyer – Másképpen Frankston Serial Killer ('A frankstoni sorozatgyilkos'). 3 nőt ölt meg Frankstonban, Melbourne külvárosában.
- Peter Dupas – Háromszoros életfogytiglani börtönbüntetésre ítélték többszörös emberölés és nemi erőszak miatt.
- Kathleen Folbigg – 4 kisgyermekét fojtotta meg 1991 és 1999 között.
- John Wayne Glover – Másképpen North Shore Granny Killer ('Az északi parti nagyigyilkos').1989 és 1990 között 6 idős nőt ölt meg északi partjain. 2005-ben felakasztotta magát a cellájában.
- Eddie Leonski – Másképpen Brownout Murderer ('Az áramszünet-gyilkos'). Az amerikai származású katonatiszt a második világháború idején a kötelező esti áramszünetek alatt 3 nőt fojtott meg.
- William MacDonald – Másképpen Sydney Mutilator ('A sydneyi csonkító'). Legalább 5 férfit ölt meg 1961 júniusa és 1963 áprilisa között Sydney-ben.
- Ivan Milat – Másképpen Backpack Murderer ('A hátizsákos gyilkos'). 7 turistával végzett.
- Helen Patricia Moore – 6 gyermekre támadt rá. 4-en azonnal, egyikük később halt meg, harmadik áldozata pedig túlélte.
- Martha Needle – 6 embert ölt meg, köztük egész családját is megmérgezte.
- Martha Rendell – "A gyilkos mostoha", 3 nevelt gyermekével végzett.
- Christopher Worrell – A trurói gyilkosságokban volt szerepe. 7 nőt ölt meg.
- James Miller – A trurói gyilkosságok másik „szereplője". 6 nő megöléséért ítélték el, bár állítása szerint Worrell volt az elkövető.
- John Justin Bunting, Robert Joe Wagner, Mark Ray Haydon, James Spyridon Vlassakis, Elizabeth Harvey, Thomas Trevilyan – A snowtowni gyilkosságok elkövetői. 11 embert öltek meg összesen.
- Mark Brandon Chopper Read – 19 embert ölt meg, de sosem ártatlanokat (elmondása szerint). Életéről film is készült, Eric Bana főszereplésével.
- Bradley Robert Edwards – Más néven Claremont serial killer ("A claremonti sorozatgyilkos"). 2 nőt megölt és 3 nő eltűnésével is kapcsolatba hozható a neve. 1996 és 1997 között „tevékenykedett” Ausztráliában.
- John Balaban – Más néven The Roman Maniac („A román mániákus”). Román emigráns, aki 1948 és 1953 legalább 5 embert ölt meg Ausztráliában és Franciaországban, köztük feleségét és annak családját. 1953-ban kivégezték.
- David és Catherine Bernie – Az ún. "Moorhouse Gyilkosságok" elkövetői. A házaspár 4 nőt erőszakolt és gyilkolt meg 1986-ban.
- Gregory Brazel – 1982-ben egy fegyveres rablás során agyonlőtt egy nőt, majd 1990-ben két prostituálttal is végzett.
- Robert Francis Burns – 8 gyilkosság elkövetését vallotta be; 1883-ban felakasztották.
- Thomas és John Clarke – Testvérek, akik vasútállomásokat raboltak ki. 5 rendőrt öltek meg. 1867-ben mindkettőjüket felakasztották.
- John Leslie Coombes – 1984-ben megölt két férfit, majd 2009-ben egy nőt is.
- Bandali Debs – Két rendőr és két prostituált megöléséért ítélték el az 1990-es években.
- Leonard Fraser – Más néven Rockhampton Rapist. 4 nő meggyilkolásáért ítélték el.
- Caroline Grills – Más néven Thally néni. Új-Dél-Walesben 5 családtagját mérgezte meg 1947 és 1953 között.
- Paul Steven Haigh – Az 1970-es évek végén 7 embert gyilkolt meg. Életfogytiglani szabadságvesztésre ítélték a felmentés lehetősége nélkül.
- Matthew James Harris – 1998-ban, mindössze öt hét leforgása alatt megfojtotta egy barátjának a testvérét, egy női barátját és egy szomszéd férfit Wagga Wagga-ban.
- Thomas Jeffries – A tasmaniai büntetés-végrehajtási intézet szökevénye, aki 5 ember meggyilkolásáért felelős. 1826-ban kivégezték.
- Frances Knorr – Más néven Babagyakorló Gyilkos. Angol születésű csecsemőgondozó, aki 3 csecsemőt ölt meg. 1894-ben kivégezték.
- John Lynch – Más néven Berrima Axe Murderer ("A berrimai fejszés gyilkos"). 1835 és 1841 között 10 embert ölt meg.
- John és Sarah Makin – 19.század végi csecsemőgondozó házaspár, akik egymás után 12 gyermeket öltek meg és ástak el.
- Malachi Martin – Jane Macmanamin meggyilkolásáért ítélték el és további 4 ember meggyilkolásával gyanúsítják, továbbá úgy vélik, hogy szerepe volt anyja halálában is. 1862-ben az Adelaide Goalnál felakasztották.
- Dan Morgan – Más néven Mad Dog ("Az Őrült Kutya"). Erőszakos férfi, aki 1864 és 1865 között 3 embert ölt meg. A korabeli rendőrök lőtték agyon.
- Alexander Pearce – Ír elítélt, aki hét másik elítélttel együtt megszökött a börtönből, közülük ötöt később meggyilkolt, egyikükből evett is. 1824-ben felakasztották.
- Derek Percy – 1969-ben meggyilkolt egy gyermeket, de az 1960-as évekből további 8 gyermekgyilkossággal is gyanúsították. A börtönben halt meg, tüdőrák következtében.
- Lindsey Robert Rose – új-dél-walesi sorozat- és bérgyilkos, aki 5 embert gyilkolt meg 1984 és 1994 között.
- 'Snowy' Rowles, más néven "Murchison gyilkosságok" – Három ember halálának megnevezése. Az áldozatokat Arthur Upfield kiadatlan regényében szereplő módszerrel gyilkolták meg.
- Albert Schmidt – Más néven The Wagga Murderer ("A Wagga Gyilkos"). Német bevándorló, aki legalább 3 bevándorlótársát gyilkolta meg 1888 és 1890 között. Mindössze egy gyilkosságért ítélték el és végezték ki.
- Arnold Sodeman – Más néven School-girl Strangler ("Az iskolás lányok fojtogatója"). Az 1930-as években 4 iskolás lányt ölt meg Melbourne-ben.
- John "Rocky" Whelan – A tasmániai büntetési intézmény szökevénye, aki 5 ember meggyilkolásáért felelős. 1855-ben végezték ki.
- Christopher Wilder –  az 1980-as évek elején a ,,Szépségkirálynő-gyilkosnak hívtak, mivel áldozatai egytől egyig fiatal hölgyek voltak, akik modellek, hostessek voltak, vagy akár szépségversenyeket is megjártak.

### Ausztria
- Elfriede Blauensteiner – 3 vagy 5 embert megmérgezett.
- Waltraud Wagner, Irene Leidolf, Maria Gruber és Stefanija Mayer – 'A Lainzi Halál Angyalai', nővérként több száz embernek adtak be halálos injekciót a lainzi kórházban Bécsben.
- Jack Unterweger – Író és szadista. 10 prostituált megöléséért ítélték el.
- Max Gufler – Megmérgezett és vízbe fojtott nőket; 4 gyilkosság és két gyilkossági kísérlet elkövetéséért ítélték el, de vélhetően 18 bűncselekményt követett el. 1966-ban meghalt.
- Dariusz Kotwica – Más néven The Euro Ripper. Lengyel csavargó, aki legalább 3 nyugdíjast gyilkolt meg Ausztriában és Svédországban 2015-ben; további gyilkosságokkal gyanúsítják Hollandiában, Csehországban és az Egyesült Királyságban is. A három ország együttes ítéletet hozott rajta.
- Martha Marek – 3 családtagját és egy bérlőjét is talliummal mérgezte meg a saját házában 1932 és 1937 között. 1938-ban kivégezték.
- Wolfgang Ott – Szexuális bűnelkövető és feltételezett sorozatgyilkos, aki 1995-ben öt nőt rabolt el, kettőt közülük meg is ölt. 1996-ban életfogytig tartó szabadságvesztésre ítélték.
- Harald Sassak – Gázüzemi alkalmazott, aki 1971 és 1972 között rablások során 6 embert ölt meg; diagnosztizálatlan betegségben halt meg 2013-ban.
- Hugo Schenk – Más néven Viennese Housemaids Killer ("A bécsi szobalány gyilkos"). Csaló, aki 1883-ban 4 szobalányt ölt meg a társával, Karl Schlossarekkel, de további gyilkosságokkal is gyanúsították. 1884-ben kivégezték.
- Guido Zingerle – Más néven Monster of Tyrol ("Tyrol Szörnye"). Olasz férfi, aki 1946 és 1950 között kegyetlenül megerőszakolt nőket Olaszországban és Ausztriában. Közülük legalább kettőt megölt úgy, hogy egy halom kő alá temette őket. A börtönben halt meg májrákban 1962-ben.

### A Bahamák
- Cordell Farrington – 2002 és 2003 között 4 gyereket és a homoszexuális szeretőjét is megölte. Halálra ítélték, később a büntetését életfogytiglanra változtatták.
- Michaiah Shobek – Más néven The Angels of Lucifer ("Lucifer Gyilkos Angyalai"). Amerikai emigráns, aki 1973 és 1974 között 3 amerikai turistát gyilkolt meg. 1976-ban kivégezték.

### Banglades
- Roshu Kha – Egy szerelmi visszautasításon feldühödve legalább 11 ruhabolti dolgozót ölt meg Chandpur közelében.
- Ershad Sikder – Karrier bűnöző és korrupt politikus, aki az 1990-ben években számos ember megkínzásáért volt felelős; 7 rendbeli gyilkosság miatt ítélték el, 2004-ben kivégezték

### Belgium
- Cecile Bombeek – Másnéven "Godfrida nővér". Apáca, aki három beteget mérgezett meg.
- Marc Dutroux, Michelle Martin és Michel Lelievre – Pedofil és gyermekgyilkosok. 6 fiatal lányt raboltak el, majd megkínozták őket (4 közülük meghalt).
- Marie Alexandrine Becker – Legalább 11 embert mérgezett meg Digitalissal. Életfogytig tartó szabadságvesztésre ítélték, 1938-ban meghalt.
- Michael Bellen – Más néven The Strangler of the Left Bank ("A Bal Parti Fojtogató"). 1964 és 1982 Levinben megerőszakolt és megölt 4 nőt. 2020-ban halt meg a börtönben szívelégtelenség következtében.
- Jan Caubergh – 1979-ben megfojtotta állapotos szomszédját, a barátnőjét és közös gyermeküket; halálra ítélték, de az ítéletet életfogytiglani börtönbüntetésre módosították. 2013-ban bekövetkezett haláláig ő volt az országban, aki a leghosszabb ideig volt börtönben.
- Étienne Dedroog – A Lodgers Killer néven vált ismertté. 2011 októberétől novemberéig egy franciaországi panzió tulajdonosát, illetve egy banki alkalmazottat gyilkolt meg. Spanyolországban is gyanúsítják gyilkossággal; életfogytig tartó szabadságvesztésre ítélték.
- Staf Van Eyken – Más néven Vampire of Muizen ("A muizeni vámpír"). 1971 és 1972 között 3 nőt erőszakolt és fojtott meg Muizenben és Bonheidenben. Halálra ítélték, később büntetését életfogytiglani börtönbüntetésre módosították.
- Renault Hardy – Más néven The Parkinson's Murderer ("A Parkinson gyilkosa"). 3 nőt gyilkolt meg a Flamand közösségben 2009 és 2015 között; életfogytig tartó szabadságvesztésre ítélték.
- Ronald Janssen – Egykori tanár, aki 2007-ben megölt egy gimnazista lányt, majd 2010-ben a szomszédjával és az élettársával is végzett. 2011-ben életfogytig tartó szabadságvesztésre ítélték.
- Marie-Thérèse Joniaux – Megmérgezte 3 családtagját 1894 és 1895 között. 1895-ben halálra ítélték, de az ítéletet életfogytig tartó szabadságvesztésre módosították; Antwerpenben halt meg 1923-ban.
- Junior Kabunda – Más néven The Monster of Brussels ("Brüsszel szörnye"). 2006-ban egy rablás során meggyilkolta Benjamin Rawitz-Castel zongoraművészt, 2009-ben pedig saját lányát és nagymamáját. Életfogytig tartó szabadságvesztésre ítélték.
- Nestor Pirotte – Más néven The Crazy Killer ("Az Őrült Gyilkos"). Az egyik legkönyörtelenebb belga bűnözőnek számító férfi, aki 1954 és 1981 között mintegy 7 ember meggyilkolásáért felelős, köztük a saját nagynényje haláláért is ő felel. 2000-ben hunyt el, szívrohamban.

### Bolívia
- Ramiro Artieda – Az 1920-as évek elején monetáris célokból megölte a testvérét, majd emigrált az Egyesült Államokba. Később visszatért, és 1938-ig további 7 nővel végzett. 1939-ben letartóztatták. Beismerő vallomást tett. Halálra ítélték, és sortűzzel kivégezték.

### Brazília
- José Augusto do Amaral – Brazília első sorozatgyilkosa. 1926 és 1927 között 3 áldozattal végzett. A tárgyalás előtt meghalt.
- Luiz Baú – Másnéven The Monster of Erechim. 1975-ben megölte a feleségét, majd további 4 emberrel végzett. A börtönben halt meg 1980-ban.
- Douglas Baptista – 8 gyereket fojtott vízbe 1992. és 2003. között.
- José Paz Bezerra – Más néven Morumbi Monster (A morumbi-i rém"). Több mint 20 nőt gyilkolt meg São Paulo és Pará területén.
- Tiago Henrique Gomes da Rocha – Biztonsági őr, aki 2011 és 2014 között bizonyítottan 39 embert ölt meg, akik leginkább hajléktalanok, nők, transzvesztiták és homoszexuálisok voltak. Áldozatait fegyverrel lőtte agyon.
- Sailson Jose das Gracas – 2004 és 2014 között legalább 42 embert ölt meg; áldozatai kivétel nélkül fehér nők voltak, akiket leggyakrabban puszta kézzel fojtott meg.
- Pedro Rodrigues Filho – 14 évesen gyilkolt először, majd a helyi drogdílereket vette célba. A börtönben megölte a saját apját is, akinek kitépte a szívét, és evett belőle egy darabot.A börtönben több tucat rabtársával is végzett, a gyanú szerint legalább 71 embert ölt meg.
- Francisco das Chagas Rodrigues de Brito – 1989 és 2003 között volt aktív Maranhão és Pará területén, áldozatainak számát 30 és 42 közé teszik a hatóságok.
- Marcelo Costa de Andrade – 14 fiút gyilkolt meg a '90-es évek elején Itaboraí-ban. Később megszökött a börtönből, a jelenlegi holléte ismeretlen.
- Febrônio Índio do Brasil – Erőszaktevő sorozatgyilkos, aki 1926 és 1927 között 6 nővel végzett.
- Abraão José Bueno – Brazil ápoló, akit 2005-ben 110 évre ítéltek 4 gyermek megöléséért és négy másik meggyilkolásának kísérletéért.
- Hélio José Muniz Filho – Több mint 65 emberrel végzett. 1997-ben 201 év börtönre ítélték.
- Florisvaldo de Oliveira – A São Paulo-i katonaság egykori tisztje több mint 50 gyilkosságot követett el 1980 és 1983 között. 113 év börtönre ítélték, ám miközben a börtönbe szállították, megtámadták és orvgyilkosság áldozata lett.
- Edson Izidoro Guimarães – 4 gyilkosságért ítélték el, de a gyanú szerint összesen 131 emberrel végzett. Gyilkosságait 1999 januárjától májusáig követte el.
- Marcelo de Jesus Silva – 20 embert ölt meg. 2010-ben fogták el.
- Jorge Luiz Thais Martins – A katonai tűzoltóság ezredese 2010 augusztusa és 2011 januárja közötti öt hónapos periódus során 9 kábítószerhasználót ölt meg Curitiba városában.
- José Vicente Matias – 1999 és 2005 között 6 nőt erőszakolt, gyilkolt meg és darabolt fel. Az áldozataiból evett is.
- Sebastião Antônio de Oliveira – Más néven The Monster of Bragança. 1953 és 1975 között 5 gyilkosságot és 8 nemi erőszakot követett el. 1976 januárjában, a tárgyalás előtt felakasztotta magát a cellájában.
- Francisco de Assis Pereira – Más néven The Park Maniac. 1997 és 1998 között 11 gyilkosságot követett el São Paulo-ban. 268 év börtönbüntetést kapott.
- Diogo Figueira da Rocha – Más néven Dioguinho. 1894 és 1897 között több mint 50 embert ölt meg São Paulo-ban.
- Roneys Fon Firmino Gomes – Más néven The Tower Maniac ("A Torony Mániás"). 6 prostituálttal végzett 2005 és 2015 között. 21 év börtönre ítélték.
- Orlando Sabino Camargo – Más néven Monster of Capinópolis. Gyaníthatóan 12 emberrel végzett, bár vitatott, hogy sorozatgyilkos volt-e.
- Anísio Ferreira de Sousa – Orvos, a gyanú szerint egy szekta tagja. Úgy vélik, számos gyermeket meggyilkolt a szekta kultuszának nevében. 77 év börtönre ítélték.
- Marcos Antunes Trigueiro -Taxisofőr, aki 2009 áprilisa és 2010 februárja között 5 nőt erőszakolt és fojtott meg São Paulo, Rio de Janeiro és Minas Gerais területén.

### Burundi
- Ivomoku Bakusuba – Több mint 67 gyilkosság elkövetését vallotta be. Az 1940-es vagy az 1950-es években öngyilkos lett.

### Ciprusi Köztársaság
- Nikosz Metaxasz – Ciprus első sorozatgyilkosa. A hivatásos katonatiszt 2016 és 2017 között bizonyítottan 7 nőt és gyereket gyilkolt meg, de a gyanú szerint akár 30 áldozatot is szedhetett 2016 és 2018 között. Hétszeres életfogytiglani börtönbüntetésre ítélték.

### Csehország
- Maria Fikáčková – Kórházi nővér, aki az 1960-as évek elején legalább 10 újszülöttet ölt meg. 1961-ben kivégezték.
- Viktor Kalivoda – 2005 októberében három embert lőtt le. Korában szerepelt a Legyen Ön is milliomos cseh változatában. 2010-ben öngyilkosságot követett el a börtönben.
- David Kozák – a 2023-as prágai lövöldözés elkövetője azt megelőzően három embert ölt meg – köztük az apját és egy csecsemőt – összesen 17-et.
- Jaroslav és Dana Stodolovi – Alkoholista] pár, aki 2001 és 2002 között 8 idős embert gyilkolt meg és rabolt ki. Tényleges életfogytiglanra ítélték őket.
- Petr Zelenka – Egykori ápoló, aki 2006 májusa és decembere között legalább 7 betegét mérgezte meg. Tényleges életfogytiglanit kapott tetteiért.
- Hubert Pilčík – 1948 és 1951 között legalább 5 nővel végzett. A tárgyalására várva öngyilkosságot követett el.
- Ladislav Hojer – Erőszaktevő és kannibál. 1978 és 1981 között összesen 5 nőt gyilkolt meg. 1986-ban akasztották fel a börtönben.
- Jiří Straka – Tinédzser sorozatgyilkos aki 1985 februárja és májusa között tizenegy nőt támadott meg, közülük hárman életüket vesztették a támadásokban.
- Václav Mrázek – 1951 és 1957 között legalább hét ember megöléséért ítéltek el Chomutovban. Elsősorban szexuális indíttatásból bántalmazta áldozatait. Felakasztották nem sokkal az elítélése után.
- Jaroslava Fabiánová – 1981 és 2003 között négy pénzügyi indíttatású gyilkosságot követett el. Jelenleg életfogytig tartó szabadságvesztést tölti egy női börtönben.

### Dánia
- Dagmar Overbye – Koppenhágai gyermekgondozó, aki megölte a rábízott gyermekeket 1913 és 1920 között. Áldozatai számát 9 és 25 közé teszik.
- Thor Nis Christiansen – Dán származású sorozatgyilkos, aki 1976 és 1979 között 4 fiatal nőt gyilkolt meg Kaliforniában. A rabtársai végeztek vele 1981-ben.

### Dél-afrikai Köztársaság
- Daisy de Melker – Méregkeverő, aki megölte két férjét és egy fiát. 1932-ben kivégezték.
- Pierre Basson – Ő volt az ország első dokumentált sorozatgyilkosa. 1903 és 06 között nyolc férfit fojtott vízbe Fokváros egyik külkerületében. Tárgyalására várva öngyilkos lett.
- Cedric Maake – Másképpen Wemmer Pan Killer ('A Wemmer Pan-i gyilkos'). 27 gyilkosságot követett el és sorozatban hajtott végre nemi erőszakot. 1340 évre ítélték.
- Gamal Lineveldt – 1940 októbere és novembere közt négy nőt vert halálra az otthonukban vagy annak közelében. 1942 során végezték ki akasztással.
- Moses Sithole – 38 fiatal lányt ölt meg 1994 és 1995 között.
- Stewart Wilken – 7 utcalány meggyilkolásáért ítélték el amiket 1990 és 1997 között követett el Port Elizabeth-ben.
- Gert Van Rooyen – Pedofil, aki 7 gyermeket erőszakolt és ölt meg felesége, Francina "Joey" Haarhoff segítségével. A lebukástól tartva öngyilkosok lettek.
- Jack Mogale – Úgy is ismerik mint a "West-End-i gyilkos" aki 16 nő életét vette el 2008 és 2009 között Johannesburg környékén.
- Sipho Thwala – A "Phoenix-i fojtogató" 1996 és 1998 között 19 nőt gyilkolt meg és további 10-et megerőszakolt.
- Thozamile Taki – Másképpen a "Cukornádas Gyilkos" aki 2007 során 13 embert gyilkolt meg.
- Elias Xithavudzi – 1953 és 59 között 16 fehér férfit gyilkolt meg Atteridgeville városában, hogy vissza vágjon az apartheid ellen. 1960-ban akasztották fel tetteiért.
- Cameron Wilson – 2014 és 2016 között több embert támadott meg Cape Town-ban, közülük 5 embert szúrt halálra.
- Louis Van Schoor – Ex-rendőr és biztonsági őr, aki a nyolcvanas évek végén rengeteg feketét lőtt le, állítása szerint mindannyian betörők voltak. 1992-ben 7 gyilkosságért és két gyilkossági kísérletért elítélték.
- Jimmy Maketta – Másnéven a Jesus Killer, aki 16 gyilkosságot követett el mindössze kilenc hónap leforgása alatt 2005 áprilisa és novembere közt.
- Norman Simons – A The Station Strangler ("Az Állomásos Fojtogató"). Egykori tanár, aki 1986 és 1994 között 22 diákjával végzett.
- Themba Sukude – Más néven Newcastle serial killer. 4 férfit gyilkolt meg és további két nőt megerőszakolt a Newcastle-i Trim Parkban 2004 februárja és 2005 januárja között. Ötszörös életfogytiglant és további 40 év börtönbüntetést kapott.
- Richard Nyauza – 19 embert (köztük 2 meg nem született magzatot) gyilkolt meg a Rossway Kőbányában és környékén 2002 és 2006 között. Tizenhatszoros életfogyiglant és további 140 év börtönbüntetést kapott.
- Themba Vilakazi – Más néven The Railway Killer. 2005 júliusa és novembere között legalább 3 fekete férfit gyilkolt meg a Pretoria vasútvonalai mentén, de további két gyilkossággal is gyanúsítják. 2013-ban fogták el, két évvel később bűnösnek találták és életfogytiglani börtönbüntetésre és további 36 évre ítélték.

### Dél-Korea
- Ju Jongcshol – 20 embert megölt és néhányuknak evett a májából, főleg gazdag öregembereket és prostituáltakat.
- I Cshundzse – Legalább 15 ember gyilkolt meg 1986 és 1991 között. 2019-ben fogták el.
- Csidzson banda – 1993 és 1994 között 5 gazdag embert raboltak el és gyilkoltak meg a társadalmi különbségek miatt. A csapat nagy részét kivégezték.
- Kang Hoszun – 2010-ben halálra ítéltek 10 nő, köztük a felesége és az anyósa meggyilkolása miatt. Jelenleg is a kivégzésére vár.
- Csong Namgju – 2004 és 2006 között 14 embert ölt meg Szöulban. Tárgyalására várva öngyilkos lett.
- Kim Tedu – 1975 során 17 embert gyilkolt meg az otthonukban. Tetteiért felakasztották.

### Ecuador
- Daniel Barbosa – Másképpen The Beast Of The Andes ('Az andoki bestia'). Állítólag 71 embert ölt meg, de ez vitatott.
- Gilberto Antonio Chamba Jaramillo – Más néven "Monster of Machala" aki 1988 és 1993 között, valamint 2004-ben összesen 9 nőt gyilkolt meg.

### Egyesült Államok
- Charles Albright – Más néven The Eyeball Killer ("A Szemgolyó Gyilkos"). 3 nőt ölt meg Dallas-ban és műtéti úton eltávolította a szemüket.
- Richard Angelo – Másképpen The Angel of Death ('A halál angyala'). Ápoló, aki legalább 8 beteggel végzett.
- Scott Erskine – 1989-ben egy örömlányt Floridában, 1993-ban pedig két tinédzser fiút gyilkolt meg Kaliforniában. Előbbiért életfogytiglant, utóbbiért halálbüntetést kapott. 2020-ban hunyt el a Covid járvány miatt.
- Susan Atkins "Sadie" – Charles Manson tanítványa, a Tate-LaBianca gyilkosságok egyik elkövetője. 8 gyilkosságban vett részt.
- Patricia Krenwinkel "Katie"– A Charles Manson szekta tagja, 7 gyilkosságért ítélték el.
- Charles Watson "Tex" – Charles Manson híve, a Tate-LaBianca gyilkosságok egyik elkövetője. 7 gyilkosság fűződik a nevéhez.
- Charles Manson – A Tate-LaBianca gyilkosságok kitervelője.
- Joe Ball – Másképpen The Alligator Man ('Az aligátorember'). Legalább 20 nőt ölt meg a 20. század elején Texasban.
- Herbert Baumeister – Férfiakat szedett fel és ölt meg Indiana és Ohio államban. Áldozatainak ismert száma 11, de húsznál több is lehetett. Letartoztatása előtt öngyilkos lett.
- Martha Beck és Raymond Fernandez – Másképpen "Honeymoon Killers" ('A nászutas gyilkosok'), "Lonely Hearts Slayers" ('Magányos Szívek Gyilkosai'). Az 1940-es években megöltek legalább 3 nőt és egy gyereket.
- David Berkowitz – Másképpen Son of Sam ('Sam fia') és The .44 Caliber Killer ('A 44-es kaliberű gyilkos'). 6 embert ölt meg további 7-et megsebesített New Yorkban.
- Salvatore Perrone – Másképpen Son of Sal ('Sal fia'), aki 2012 júliusa és novembere között 3 bolti eladót lőtt le egy 22-es kaliberű puskával Brooklynban.
- Juan Covington – Volt ápoló, aki 2003 és 2005 között több emberre rá lőtt Philadelphiában, közülük 3-an életüket vesztették.
- Bloody Benders – Egy család, akik megölték a fogadójukba betérő vendégeket 1872-ben. A hatóságok összesen 20 áldozatukra bukkantak rá.
- Daniel Conahan – Más néven The Hog Trail Killer, aki legalább 6 férfival végzett Floridában 1994 és 1996 között. Jelenleg a halálsoron várja az ítéletének a végrehajtását.
- Robert Berdella – Más néven Kansas City Butcher (Kanas City-i mészáros). 6 férfi elrablásáért, megkínzásáért és meggyilkolásáért ítélték el az 1980-as években.
- Kenneth Bianchi – Ő és unokatestvére (Angelo Buono) voltak a hegyvidéki-i fojtogatók. Közösen 12 embert öltek meg 1977 és 1979 között.
- William Bonin – Másképpen The Freeway Killer ('Az autópályás gyilkos'). 14 fiatal férfi megerőszakolása és meggyilkolása miatt végezték ki 1996-ban.
- Rodney Alcala – Másképpen Dating Game Killer (A társkereső játék gyilkos). 1971 és 1979 között legalább 8 nővel végzett Kalifornia, New York és Wyoming államban. Gúnynevét onnan kapta, hogy szerepelt egy társkereső televíziózós műsorban a gyilkosságok idején. Áldozatai valódi száma akár elérheti a 100-at is.
- Adolph Laudenberg – Másképpen The Santa Strangler ("A Mikulás Fojtogató"), aki 1972 és 1975 között legalább 4 nőt fojtott meg a kaliforniai San Pedro-ban. 2002-ben fogták el, miután bevallotta tetteit a mostohalányának, ő pedig feljelentette a rendőrségen. 2006-ban tényleges életfogytiglanra ítéltek, a hatóságok szerint több megoldatlan gyilkosságért is felelős lehet.
- Faryion Wardrip – 1984 és 1986 között 5 fiatal nőt gyilkolt meg Wichita megye (Texas) területen.
- Robert Charles Browne – 2 gyilkosság miatt ítélték el, bár ő 48 áldozatról beszélt, amelyek közül 7-et rá is bizonyítottak.
- Cleophus Prince Jr. – Másképpen "The Clairemont Killer", aki 1990 januárja és szeptembere között 6 nőt gyilkolt meg San Diego-ban. Tetteiért halálra ítélték.
- Jerry Brudos – Másképpen The Shoe-Fetish Slayer ('A cipő-fetisiszta gyilkos'). Legalább 4 nőt ölt meg Oregon-ban.
- Ted Bundy – Másképpen The Campus Killer ("Az egyetemi gyilkos") vagy Lady Killer ("A nőgyilkos"). Joghallgató, aki megerőszakolt és megölt 30 nőt különböző államokban.
- Judy Buenoano – Biztosítási csaló, 3 családtagját mérgezte meg.
- Dean Carter – Legalább 4 nőt ölt meg Kaliforniában 1984 áprilisában alig öt nap alatt.
- Joseph Kallinger – Súlyos téveszmék kísérték, azt hitte, hogy maga Isten jelölte ki a gyilkosságokra egy nagyobb ügy érdekében. 1974 és 1975 között 3 embert ölt meg (köztük az egyik fiát) és még többet megtámadott és megkínzott Pennsylvania és New Jersey államban.
- Richard Chase – Másképpen Vampire of Sacramento ("A sacramentói vámpír"). 6 embert ölt meg az 1970-es években. 1980-ban a börtönben gyógyszer túladagolással öngyilkos lett.
- Dean Corll – Másképpen The Candy Man ("A cukrosbácsi"). Elmer Wayne Henleyvel és David Brooksszal együtt legalább 27 fiút öltek meg.
- Juan Corona – Mexikói bevándorló, aki 25 embert ölt meg 6 hét leforgása alatt.
- Charles Cullen – Ápoló, aki legalább 29 beteget ölt meg halálos injekcióval New Jerseyben és Pennsylvaniában.
- Jeffrey Dahmer – Milwaukee-i kannibál, aki 17 afrikai és ázsiai férfival közösült, majd brutálisan megölte őket. 1994-ben egy rabtársa ölte meg.
- Carlton Gary – Az ún. Harisnyás fojtogató, aki 7 idős nőt gyilkolt meg Columbus (Georgia)-ban. 2018-ban végezték ki méreginjekcióval.
- William Henry Hance – 4 nőt gyilkolt meg Georgia-i katonai támaszpontokon környékén 1977 és 1978 között. 1994-ben végezték ki villamosszékkel.
- Albert DeSalvo – Másképpen The Boston Strangler ("A bostoni fojtogató"). 13 nőt ölt meg az 1960-as években, bár ez vitatott.
- Westley Allan Dodd – 3 fiatal fiút ölt meg. 1993-ban felakasztották.
- Nannie Doss – Másképpen The Giggling Granny ("A vihogó nagyi"). Megmérgezte 4 férjét, 2 gyerekét, 2 nővérét, 2 unokáját és unokaöccsét.
- Mack Ray Edwards – 6 gyereket ölt meg 1953 és 1969 között.
- Albert Fish – Másképpen The Cannibal, The Moon Maniac ("A holdmániás") és The Werewolf of Wisteria ("Wisteria farkasembere"). Szadista és pedofil, aki kibelezett több gyereket.
- William Choyce – 1988 és 1997 között legalább 3 nővel végzett Oakland és Stockton környékén. 2008-ban halálra ítéltek, jelenleg a kivégzésére vár. A rendőrség úgy véli, feltehetően több áldozata is lehetett.
- Wayne Adam Ford – Másképpen Wayward Wayne ("Csökönyös Wayne"). Kamionsofőr, aki 4 nőt ölt meg 1997 és 1998 között. Ő adta fel magát a rendőrségnek.
- Joseph Paul Franklin – Rasszista gyilkos. Merényletet kísérelt meg Larry Flint és Vernon Jordan ellen. Áldozatai száma 7 és 22 közé tehető. 2013-ban végezték ki Missouri államban.
- John Wayne Gacy – Másképpen Killer Clown ("A gyilkos bohóc"). 33 férfit és fiút ölt meg, a tetemeket elásta chicagói otthona alatt.
- Donald Henry Gaskins – Másképpen Meanest Man in America ("A legaljasabb ember Amerikában"). 1991-ben kivégezték. Állítása szerint több mint 200 áldozata volt, de a nem megfelelő rendőri munka miatt ez a szám máig nincs bizonyítva.
- Ed Gein – 2 embert ölt meg és további 5 eltüntetésével gyanúsították. Brutális cselekedetei ihlették A bárányok hallgatnak, a Psycho és A texasi láncfűrészes mészárlás című filmeket.
- Kristen Gilbert – Másképpen Angel of Death. 4 embert ölt meg ápolóként injekcióval.
- Harvey Glatman – 3 nőt elcsalt egy fotózásra, majd megerőszakolta és megölte őket. 1959-ben kivégezték.
- Nathaniel White – 6 nőt gyilkolt meg a kilencvenes évek elején. Állítása szerint a Robotzsaru 2 című film inspirálta a gyilkosságok előtt.
- Timothy Wilson Spencer – 5 nőt gyilkolt meg 1984 és 1989 között Virginiában. 1994-ben végezték ki.
- Gwendolyn Graham és Catherine May Wood – Michigan-i ápolónők, 5 idős női betegüket gyilkolták meg.
- Paul Durousseau – Egykori taxisofőr, aki 1997 és 2003 között legalább 7 emberrel végzett Floridában. Jelenleg a halálsoron várja a kivégzését.
- Belle Gunness – Anyagi haszon reményében ölte meg udvarlóit és saját gyerekeit, 42 áldozata is lehet.
- Robert Hansen – Alaszkai pék, aki a saját faházában ölt meg prostituáltakat. Áldozatai számát 17 és 21 közé teszik, de ennél több is lehet.
- Richard Rogers – Más néven "The Last Call Killer", aki 1991 és 1993 között 4 meleg férfit gyilkolt meg és darabolt fel New Jersey, New York és Pennsylvania államban. 65 év börtönre ítélték.
- Donald Harvey – Másképpen Angel of Death. Több mint 80 "kegyes gyilkosságot" vallott be, ebből 37 igazolt.
- H. H. Holmes – 1890 és 1894 között volt aktív, főleg az 1893 -as chicagói világkiállítás alatt. 9 gyilkosságért ítélték el, ő maga 27 ember megölését vallotta be, de a gyanú szerint akár 230 áldozata is lehetett.
- Philip Carl Jablonski – 5 nőt ölt meg Utah és Kalifornia államban 1978 és 1991 között.
- Vincent Johnson – Másképpen Brooklyn Strangler ("A brooklyni fojtogató"). Kábítószerfüggő hajléktalan volt, aki legalább 5 örömlányal végzett.
- Genene Jones – Texasi gyermekápolónő, aki csecsemőket mérgezett meg. 2 gyilkosságot bizonyítottak rá, de több mint 60 csecsemő megölésével gyanúsították.
- Patrick Kearney – Másik nevén The Trash Bag Killer. Hullagyalázó, aki legalább 21 férfit ölt meg Kalifornia szerte.
- Edmund Kemper – 15 évesen kezdett el gyilkolni Santa Cruzban. 6 nővel és családjával is végzett.
- Sante Kimes – Csaló, akit a nyereségvágy vezérelt gyilkosságai során. Fiával, Kenneth Kimes-szal együtt 3 ember halálért felelősek.
- Sharon Kinne – Három embert lőtt le, köztük egyet Mexikóban. Egy női mexikói börtönből megszökött, azóta a holléte ismeretlen.
- Heriberto Seda – New York-i sorozatgyilkos, aki a hírhedt Zodiákus nevében kezdett ámokfutásba az 1990-es évek elején. Támadásai során 3 embert ölt meg és további 5-öt sebesített meg. A tetteiért összesen 232 év börtönre ítélték.
- Paul John Knowles – 18 nőt erőszakolt és ölt meg 1974 során. Ő 20 gyilkosságot vallott be, de a gyanú szerint az áldozatai száma elérheti a 35-öt is. 1974 decemberében FBI ügynökök lőtték agyon, miközben megpróbált elszökni.
- Randy Kraft – Összesen 16 gyilkosságért ítélték el, de valószínűleg több mint 68 fiatal férfival végzett Kaliforniában.
- Anthony Shore – Más néven a "Tourniquet Killer". Texas-i sorozatgyilkos és gyermekmolesztáló, aki 1986 és 1995 között 4 lányt/nőt gyilkolt meg. 2018-ban végezték ki.
- Delphine LaLaurie – "A New Orleans-i bestia" több rabszolgáját is halálra kínozta. Elmenekült.
- Leonard Lake és Charles Ng – Volt tengerészgyalogosok, akik több mint 25 emberrel végeztek. Lake öngyilkos lett, Ng-t halálra ítélték és jelenleg is a kivégzésére vár.
- Kendall Francois – Mindenki szelíd óriásnak nézte, amíg a rendőrség meg nem találta az otthonában nyolc elrejtett áldozatát.
- Derrick Todd Lee – Másképpen Baton Rouge Serial Killer ("A Baton Rouge-i sorozatgyilkos"). Legalább 7 embert ölt meg 1992 és 2003 között.
- Sean Vincent Gillis – A másik hírhedt Baton Rouge-i sorozatgyilkos, aki 1994 és 2004 között 8 nőt gyilkolt és csonkított meg.
- Ronald Dominique – 1997 és 2006 között összesen 23 férfit gyilkolt meg Lousiana szerte. A beismerő vallomásáért cserébe tényleges életfogytiglanit kapott.
- Henry Lee Lucas – Saját bevallása szerint mintegy 600 embert ölt meg, de csupán 3 gyilkosság esetében sikerült saját tanúvallomásán kívül egyéb bizonyítékokkal is alátámasztani bűnösségét. 11 rendbeli gyilkosság elkövetéséért ítélték el.
- Chicago-i hasfelmetszők – Négyfős sátánista csoport, aki 1981 és 1982 között legalább 5 nőt gyilkoltak meg.
- James Marlow és Cynthia Coffman – Négy fiatal lányt raboltak ki, erőszakoltak és öltek meg. Halálra ítélték őket, jelenleg a kivégzésükre várnak.
- Bobby Joe Long – 1984 folyamán 10 nőt erőszakolt és gyilkolt meg Tampában, Floridában. 2019-ben végezték ki.
- Rhonda Belle Martin – Két férjét, három gyermekét és az édesanyját is megölte arzénmérgezéssel.
- Blanche Taylor Moore – Fekete özvegy, 2 gyilkosságért ítélték el, de legalább 4 áldozata lehet.
- John Allen Muhammed – 10 embert ölt meg távcsöves puskával Washington és Marylandben. 2009-ben végezték ki.
- Herbert Mullin – Skizofrén, aki Santa Cruzban ölt meg 13 embert, hogy megelőzze a földrengéseket.
- Earle Nelson – Másképpen Gorilla Man ("A gorillaember"). Hullagyalázó sorozatgyilkos, aki legalább 22 emberrel végzett. 1928-ban végezték ki.
- Carl Panzram – 21 gyilkosságot vallott be, de ebből csak 4 igazolt.
- Dorothea Puente – Egy idős nő aki megölt 9 általa ápolt idős embert Sacramentoban a 80-as években.
- Dennis Rader – Másképpen BTK Killer (BTK = Bind, Torture and Kill, "Megkötöz, megkínoz és megöl"). 1974 és 1991 között 10 embert ölt meg a Kansas állambéli Wichita és Park City városokban.
- Richard Ramirez – Másképpen The Night Stalker ("Az Éjszakai Vadász"). 14 embert gyilkolt meg Los Angelesben 1984 és 1985 között.
- Angel Maturino Resendiz – 9 embert ölt meg Texas, Kentucky és Illinois államokban 1997 és 1999 között. 2006-ban végezték ki.
- Arthur Gary Bishop – Másképpen The Salt Lake Slayer aki 1979 és 1983 között 5 fiatal fiút rabolt el és gyilkolt meg Utahban. 1988-ban végezték ki méreginjekcióval.
- Gary Ridgway – Másképpen The Green River Killer ("A Green River-i gyilkos"). 2003-ban 48 prostituált meggyilkolásáért ítélték el, de feltételezik, hogy több, mint 90 áldozatot szedett. A gyilkosságokat 1982 és 1998 között követte el Seattle környékén.
- Harvey Miguel Robinson – Tinédzser sorozatgyilkos, aki 1992 és 1993 között 3 nőt gyilkolt meg Pennsylvania államban. Halálra ítélték, jelenleg a kivégzése ellen fellebbezik.
- Joel Rifkin – 17 nőt ölt meg New Yorkban és Long Islanden. Egy rutin közúti vizsgálat során fogták el.
- John Edward Robinson – Másképpen Cyber Sex Killer vagy SlaveMaster. 8 embert ölt meg 1984 és 1999 között, akik közül volt, akit az internet segítségével cserkészett be. Halálra ítélték, jelenleg a kivégzésére vár Missouriban.
- Danny Rolling – A Gainsville-i hasfelmetsző, aki 1990-ben 5 diákot ölt meg Floridában. 2006-ban végezték ki. Később kiderült, hogy egy Louisiana-i hármas gyilkosságért is felelős.
- Rory Conde – 6 nőt fojtott meg 1994 és 1995 között Floridában. Jelenleg a halálsoron várja az ítéletének a végrehajtását.
- Michael Bruce Ross – 8 nőt megerőszakolt és megölt Connecticut és New York államban. Ő volt az utolsó ember, akit kivégezték Connecticut-ban, mielőtt eltörölték volna a halálbüntetést.
- Robin Lee Row – Egyik férjét és három gyermekét ölte meg tűzhalállal Kaliforniában és Idahóban.
- Efren Saldivar – Orvos, aki 6 betegét ölte meg (egyesek szerint közel 120 az áldozatok valódi száma) 1988 és 1998 között.
- Lorenzo Gilyard – Másképpen Kansas City Strangler (A Kansas City-i fojtogató), aki 1977 és 1993 között legalább 13 örömlányt fojtott meg.
- George Russell – Másképpen az Eastside Killer (Eastside-i gyilkos), aki 1990 során 3 nő otthonába tört be és gyilkolt meg Bellevue-ban.
- Joseph E. Duncan III – Elítélt amerikai sorozatgyilkos és gyerekmolesztáló, jelenleg a halálsoron van 7 ember meggyilkolásáért, amely bűncselekményeket 1996 és 2005 között követett el.
- Altemio Sanchez – Más néven Bike Path Rapist, aki 1990 és 2006 között Buffalo környékén rengeteg nőt támadott és erőszakolt meg. Közülük legalább hárommal végzett is.
- Gerard John Schaefer – Másképpen The Killer Cop ("A gyilkos rendőr") vagy The Florida Sex Beast (A floridai szexszörny"). Rendőrtiszt, aki feltételezhetőleg 34-nél is több nőt ölt meg.
- Tony Costa – 1968 és 1969 között legalább 4 fiatal lánnyal végzett Massachusetts állam Provincetown régiójában.
- Tommy Lynn Sells – Egy ember megöléséért ítélték el, de több mint 22 ember megölésével gyanúsítják az egész országban. 2014-ben végezték ki.
- Arthur Shawcross – Másképpen Genesee River Killer ("A Genesee folyói gyilkos"). 2 kisgyerekkel és 11 nővel végzett. Összesen 14 ember ölt meg.
- David Carpenter – Más néven The Trailside Killer ("Az ösvény menti gyilkos"). 1979 és 1981 között legalább 10 emberrel végzett San Francisco különböző turista útvonalai mentén. Végül "csak" 7 gyilkosságért ítélték halálra.
- Reinaldo Rivera – 1999 és 2000 között 4 nőt gyilkolt meg, és még többet bántalmazott szexuálisan Georgia-ban és Dél-Karolina államban. Jelenleg a kivégzésére vár.
- Lydia Sherman – 42 családtagját mérgezte meg patkányméreggel, akik közül bizonyítottan 12-en vesztették életüket.
- Lemuel Smith – 5 embert ölt meg szabadlábon, valamint végzett egy női börtönőrrel is.
- Timothy Krajcir – 1977 és 1982 között 9 nőt gyilkolt meg Missouri és Illinois államban. 2007-ben fogták el, és ítélték 13-szoros életfogytiglanra.
- Morris Solomon Jr. – Homicidal Handyman (Gyilkos ezermester). Egykori afroamerikai vietnámi háborús veterán, aki legalább 6 fiatal nőt ölt meg 1986 és 1987 között Sacramentóban, de több áldozata is lehetett. Jelenleg a halálsoron várja ítéletének végrehajtását.
- Gerald Stano – Állítása szerint 41 nőt ölt meg, de ez nem bizonyított. 1998-ban végezték ki Floridában.
- Benjamin Atkins – 11 nőt gyilkolt meg 1992 és 1993 között Detroit-ban. A börtönben hunyt el AIDS miatt.
- Jack Owen Spillman – 1994 és 1995 között 3 embert ölt meg. Az egyik alkalommal ivott áldozata véréből.
- Charles Starkweather – 11 embert ölt meg egy ámokfutás során. A kiskorú szeretője, Caril Ann Fugate segített neki a bűncselekmények elkövetésében.
- Cary Stayner – Másképpen Yosemite Murderer. 4 nőt ölt meg. Halálra ítélték, jelenleg a kivégzésére vár.
- Lee Roy Martin – Más néven a Gaffney-i Fojtogató aki a Dél-Karolina államban 4 embert gyilkolt meg 1967 és 1968 között.
- Michael Swango – Belgyógyász és sebész, aki 30 betegét és kollégáját mérgezte meg.
- William Suff – Másképpen Riverside Killer (A riverside-i gyilkos). Legalább 12 nőt ölt meg Kaliforniában a kilencvenes évek elején. A tetteiért halálra ítélték.
- Marybeth Tinning – 9 gyerekét megfojtotta, és megpróbálta méreggel megölni a férjét is.
- Gary Ray Bowles – 6 férfi meggyilkolásáért ítélték halálra. 2019-ben végezték ki Floridában.
- Steven Brian Pennell – Másképpen "The I-40 Killer" (40-es autópálya gyilkos) 1987 és 1988 között 5 stoppoló nőt gyilkolt meg. Halálra ítélték, 1992-ben végezték ki. Ő volt Delaware állam első és eddigi egyetlen sorozatgyilkossa.
- Robert Spangler – 1978-ban megölte a családját, majd 1993-ban a harmadik feleségét is. 2000-ben fogták el és ítélték el életfogytiglanra.
- Ottis Toole – Henry Lee Lucas tettestársa. 6 gyilkosságért ítélték el Floridában, de feltehetően jóval több áldozata volt.
- Michael Hughes – 1986 és 1993 között legalább 7 nőt gyilkolt meg Los Angeles belvárosában. Jelenleg a Kaliforniai halálsoron várja az ítéletének végrehajtását.
- Chester Turner – 15 nőt gyilkolt meg Los Angelesben 1987 és 98 között. Halálra ítélték, jelenleg a kivégzésére vár.
- Henry Louis Wallace – charlotte-i sorozatgyilkos, aki legalább 11 fiatal nőt ölt meg 1992 és 1994 között. Halálra ítélték, jelenleg a kivégzésére vár.
- Larry Eyler – Habár csak két gyilkosságért ítélték el, a beismerő vallomásában 21 gyilkosságról számolt be Indiana és Illinois állam területén.
- Carl "Coral" Eugene Watts – Másképpen The Sunday Morning Slasher ("A vasárnap reggeli mészáros"). Nők tucatjait ölte meg Texas és Michigan államokban.
- Wayne Williams – Másképpen Atlanta Child Murderer ("Az atlantai gyerekgyilkos"). Több mint 20 gyerekkel végzett, de 2 felnőtt megölése miatt ítélték el.
- Randall Woodfield – Másképpen I-5 Killer ("5-ös autópálya gyilkosa"). 18 embert ölt meg az autópályán 1979 október és 1981 február között.
- Aileen Wuornos – Prostituált, aki 7 kuncsaftját lőtte le Floridában, bár állításai szerint a gyilkosságai önvédelem voltak.
- Robert Lee Yates – Egykori amerikai katona, aki 13 emberrel végzett 1996 és 1998 között Spokane környékén. Feltételezhetően több áldozata is volt a korábbi években.
- Richard Beasley – Egykori szélhámos és tolvaj, aki 2011 során 3 idős férfit csábított el álláshirdetések alapján hogy lelője őket és ellopja a személyazonosságukat. Tetteiért halálra ítélték Ohio államban.
- Andrew Cunanan – Megölt 5 embert, köztük divattervezőjét, Gianni Versacét.
- Bobbie Sue Dudley Terrell – Ápolónő, aki egy St. Petersburg-i idősotthonban 12 betegével végzett, inzulin-túladagolással. 1988 februárjában 65 év börtönre ítélték, de 2007-ben egy fertőzés miatt meghalt a börtönben.
- Joseph James DeAngelo – Más néven Original Night Stalker, East Area Rapist és Golden State Killer, aki 1970 és 1986 között 12 embert ölt meg, és további 50 nőt megerőszakolt Dél-Kaliforniában.
- Arohn Kee – Más néven az "East-Harlem-i Erőszaktevő" aki 1991 és 1998 között 3 nőt gyilkolt meg, s még többet bántalmazott.
- Mark Goudeau – Másnéven Baseline Killer. 2004 és 2005 között 9 gyilkosságot követett el. Jelenleg az Arizonai halálsoron van.
- Lonnie Franklin Jr. – Másnéven Grimm Sleeper. 1985 és 2007 között legalább 10 nővel végzett Los Angeles belvárosában. 2016-ban ítélték halálra. 2020-ban hunyt el a börtönben.
- Gary Michael Hilton – Más néven The National Forest Serial Killer ("A Nemzeti Erdei Sorozatgyilkos"). 4+ embert gyilkolt meg 2005 december és 2008 január között. Floridában halálra ítélték, valamint később Észak-Karolina és Georgia többszörös életfogytiglani börtönbüntetésre ítélte.
- Robert Hayes – Más néven Daytona Beach Killer ("A Daytona Beach-i Gyilkos"), aki 2005 és 2016 között 4 nőt gyilkolt meg a floridai Daytona Beach-en, de további három gyilkossággal is gyanúsítják.
- Paul Michael Stephani – Más néven Veepy-Voiced Killer ("A Sírós Hangú Gyilkos"). 3 nőt gyilkolt meg és két másikat súlyosan megsebesített 1980 és 1982 között Minnesota államban. A támadásai után mindig telefonált a rendőrségre. 40 évre ítélték, de 1998-ban meghalt a börtönben.
- Cesar Barone – 1991 és 1993 között 4 nőt gyilkolt meg az Oregon állami Hillsboro közelében. A halálsoron hunyt el 2009-ben. Szokták "Ted Bundy barátjának" is hívni, mert rabtársak voltak egy Florida-i börtönben, ahol állítólag sokat beszélgettek egymással.
- Posteal Laskey Jr. – Más néven Cincinnati Strangler ("A Cincinnati-i fojtogató"). Egy nő megöléséért ítélték el, de 7 gyilkossággal gyanúsították, amelyeket 1965 és 1966 közt követett el.
- Glen Edward Rogers – Másnéven The Cross County Killer és The Casanova Killer. 4 gyilkosságért ítélték el, de egy további esettel is gyanúsítják. Ő maga 70 emberölést vallott be, melyeket Kalifornia, Kentucky, Florida, Mississippi és Louisiana államokban követett el 1993 és 1995 között. Jelenleg a halálsoron várja kivégzését.
- Donald Leroy Evans – 1975 és 1991 között volt aktív. 3 gyilkosság elkövetéséért ítélték el, de később további 12 gyilkosságot is sikerült rábizonyítani. 1999 januárjában egy rabtársa végzett vele a börtönben.
- Montie Rissell – 1976 és 1977 között 5 fiatal nőt gyilkolt meg Virginia államban.
- Itzcoatl Ocampo – 2011 októbere és 2012 januárja között 6 embert ölt meg, többségük védtelen hajléktalan ember volt. A tárgyalására várva öngyilkos lett.
- Bernard Giles – Ő volt Florida első ismert sorozatgyilkosa, aki 1973 szeptembere és novembere közt 5 nőt gyilkolt meg. Jelenleg tényleges életfogytiglani börtönbüntetését tölti.
- Charles Schmid Jr. – Másképen "The Pied Piper of Tucson", aki 3 fiatal lányt ölt meg 1964 és 1965 között. 1975-ben a rabtársai gyilkolták meg.
- Dana Sue Gray – 3 idős nőt gyilkolt meg a pénzükért 1994 februárja és márciusa között Kalifornia Riverside megyéjében.
- Jane Toppan – Massachusettsi ápolónő, aki 1895 és 1901 között 33 ápoltját mérgezte és ölte meg. Elmegyógyintézetbe zárták.
- Christine Falling – Bébiszitter, aki 3 gondjaira bízott gyermeket, valamint két csecsemőt és egy idősödő asszonyt fojtott meg 1980 és 1982 között Floridában.
- Thomas Dillon – Más néven The Roadside Sniper ("Az útszéli mesterlövész"). 5 férfit és számos állatot ölt meg Ohio-ban 1989 és 1992 között.
- Samuel Little – 1970 és 2005 között végzett bizonyítottan 60 áldozatával, ám a gyanú szerint 93 embert gyilkolt meg 1970 és 2012 között. Az Egyesült Államok legtöbb áldozatát szedő sorozatgyilkosa.
- Stewart Weldon – 2017 és 2018 között 3 nőt rabolt el és gyilkolt meg a Massachusetts állami Spriengfield-ben. A rendőrség egy rutin közúti ellenőrzés során fogta el megmentve ezzel a negyedik áldozatának életét. 2021-ben háromszoros életfogytiglani börtönbüntetésre ítélték.
- Dorothy Williams – 3 idős embert gyilkolt meg 1987 decembere és 1989 júliusa között.
- Kevin Gavin – 3 idős asszonyt gyilkolt meg Brooklynban 2015 januárjában, mindössze három hét leforgása alatt.
- Joseph Naso – 1977 és 1994 között legalább 4 nővel végzett, de akár 10 gyilkosság is a számlájára írható. Jelenleg a halálsoron várja az ítéletének végrehajtását.
- Jack Harold Jones – Legalább 3 nőt fojtott meg Floridában és Arkansasban 1988 és 1998 között, de több esettel is gyanúsították.
- David Meirhofer – 1967 és 1974 között bizonyítottan 4 gyilkosságot követett el Montanában. Ő volt az első, akit a Szövetségi Nyomozóiroda profilja alapján fogtak el. A tárgyalása előtt öngyilkos lett.
- Donald Gene Miller – 1977 és 1978 között 4 nőt gyilkolt meg, köztük a barátnőjét East Lansing környékén.
- Andre Crawford – Afroamerikai férfi, aki 11 nőt ölt meg 1993 és 1999 között Chicago-ban. 2017-ben hunyt el a börtönben.
- Ervin Cherry – 3 nőt ölt meg Floridában 1993 és 1994 között. Háromszoros életfogytiglanra ítélték.
- Gordon Northcott – Más néven The Boy Butcher. 1926 és 1928 között bizonyítottan 3 fiatal fiút rabolt és gyilkolt meg. Halálra ítélték, és 1930. október 2-án a San Quentin börtönben felakasztották.
- Charles Severance – Bosszúból lőtt agyon 3 embert azok házában egy .22-es kaliberű revolverrel a virginiai Alexandriában 2014-ben.
- Clementine Barnabet – Vudu papnő, aki éjszakánként fejszével afroamerikai családokat irtott ki 1911 során. Összesen 35 áldozatot szedett.
- Jake Bird – Bizonyítottan 13 gyilkosságot követett el 1930 és 1947 között, de a gyanú szerint akár 44 áldozata is lehetett. 1949-ben felakasztották.
- Vaughn Greenwood – Más néven The Skid Row Slasher ("A Skid Row-i Késelő"), aki 1964 és 1975 között 11 emberrel végzett Los Angeles-ben. A tizenkettedik áldozata túlélte a támadást.
- James Swann – Más néven The Shotgun Stalker. 1993-ban Washington DC-ben sörétes puskával véletlenszerűen lőtt rá emberekre; 4-et megölt és további 5-öt megsebesített.
- Craig Price – 1987 és 1989 között, 14 és 15 éves kora között 4 nőt gyilkolt meg Warwick-ban, Rhode Island-en.
- Aaron Saucedo – Más néven The Maryvale Serial Shooter ("A Maryvale-i sorozatlövő") – 2015 augusztusa és 2016 júliusa között tizenkét emberre lőtt rá; 9-et megölt, hármat pedig megsebesített.
- Elroy Chester – Más néven The Clown Mask Killer ("A Bohóc Maszkos Gyilkos"). 5 embert ölt meg a saját házukban 1997 augusztusa és 1998 februárja között a texasi Port Arthur-ban. 2013 júniusában méreginjekcióval kivégezték.
- Howard Milton Belcher – Más néven The Necktie Killer ("A Nyakkendős Gyilkos"). 2002 októberében 4 férfival végzett Georgia államban. 2004 júniusában életfogytiglani börtönbüntetésre ítélték.
- Lloyd Gomez – Más néven The Phantom Hobo Killer. 9 hajléktalan férfival végzett Kaliforniában 1950 és 1951 között. Halálra ítélték, a San Quentin állami börtön gázkamrájában végezték ki 1953-ban.
- Ray Jackson – Más néven The Gilham Park Strangler ("A Gilham Parki Fojtogató"). 6 nőt fojtott meg a Missouri állambeli Kansas City Gilham Park nevű negyedében 1989 és 1990 között.
- Bruce Mendenhall – Más néven a The Truck Stop Killer, aki 1992 és 2007 között legalább 6 nőt ölt meg Tennessee államban, de a gyanú szerint akár 9 áldozatot is szedhetett.
- John Fautenberry – Teherautósofőr, aki a munkája során Oregon, New Jersey, Ohio és Alaszka államban 5 embert ölt meg. 2009. július 14-én méreginjekcióval kivégezték.
- Clifton Bloomfield – 2005. és 2008. között 5 embert ölt meg Új-Mexikóban, 195 év börtönbüntetésre ítélték. Filmstatiszta ként is dolgozott szerepelt a Breaking Bad-ben és Az Elítélt című filmben is.
- Alexander Wayne Watson – 1986 és 1994 között legalább 4 nőt gyilkolt meg Maryland államban. Tetteiért életfogytiglani börtönbüntetésre ítélték.
- Brian Dugan – 1983 és 1985 között legalább 3 lányt erőszakolt és ölt meg.
- Bruce Lindahl – Legalább 12 gyilkosságot és további 9 nemi erőszakot követett el 1976 és 1981 között Illinois államban.
- Roger Kibbe – Más néven The I-5 Strangler ("Az Autópályás Fojtogató") Legalább 7 nőt ölt meg az 1970-es és az 1980-as években Kalifornia északi részén. 2021 februárjában cellatársa végzett vele.
- David Leonard Wood – 1987 májusa és augusztusa között legalább 6 nőt ölt meg a texasi El Pasoban, holttestüket elásva a sivatagban. A tetteiért halálra ítélték.
- Clark Perry Baldwin – Volt kamionsofőr, aki 1991-ben és 1992 között 3 nőt gyilkolt meg Tennessee és Wyoming államban. 2020-ban tartóztatták le.
- William Devin Howell – 2003 során 7 nőt gyilkolt meg Connecticut államban. 2017-ben ítéltek el, 360 év börtönre.
- Dallen Bounds – 1999 során 4 embert gyilkolt meg Dél-Karolina államban. Elfogása előtt öngyilkosságot követett el.
- Roger Dale Stafford – Bizonyítottan 9 emberrel végzett 1974 és 1978 között Oklahoma és Alabama államokban. 1995-ben méreginjekcióval végezték ki.
- Terry Peder Rasmussen – Más néven The Chameleon Killer ("A Kaméleon Gyilkos"). Legalább 6 gyilkosságot követett el New Hampshire-ben 1978 és 2002 között.
- Harry Edward Greenwell – Más néven The I-65 Killer ("A 65-ös Államközi Úti Gyilkos") és The Days Inn Killer. Legalább 3 nőt ölt meg a 65-ös országúton Kentucky és Indiana állam között 1987 és 1989 között. 2013-ban meghalt.
- Todd Kohlhepp – 2003 és 2016 között bizonyítottan 7 embert ölt meg Dél-Karolinában, de a gyanú szerint több áldozata is lehetett.
- Tony Ables – Legalább 4 emberrel végzett Floridában 1970 és 1990 között.
- Edward James Adams – 1920 és 1921 közötti egy év alatt 7 embert, köztük három rendőrtisztet ölt meg.
- Franklin DeWayne Alix – 1997 és 1998 között bizonyítottan 3 embert ölt meg a texasi Houstonban rablások során, de több gyilkossággal is gyanúsítják. 2010-ben végezték ki.
- Howard Allen – 3 idős embert gyilkolt meg Indiana államban 1974 és 1987 között. A börtönben halt meg.
- Quincy Allen – 4 embert ölt meg Észak-és Dél-Karolina államban 2002 júliusa és augusztusa között.
- Ronald Allridge – 1976 és 1985 között rablásokat követett el, amelyek során legalább 3 emberrel végzett.
- Tony Ray Amati – 3 embert ölt meg Las Vegas-ban 1996-ban.
- Robert Ben Rhoades – 1989 és 1990 között két házaspárt ölt és kínzott meg. 50 nő meggyilkolásával gyanúsítják. Mikor elfogták Rhoades azt állította hogy 15 éve foglalkozott ezzel. Kétszeres életfogytiglani börtönbüntetésre ítélték
- Stephen Wayne Anderson – 1973 és 1980 között legalább 9 emberrel végzett Utahban, Nevadában és Kaliforniában. A San Quentin Állami Börtönben végezték ki 2002-ben.
- William Dale Archerd – Legalább 3 embert ölt meg inzulinnal 1947 és 1966 között Észak-Kaliforniában. A börtönben halt meg.
- Amy Archer-Gilligan – Ápolónő, aki legalább 10 beteget ölt meg a Connecticuti Állami Kórházban 1910 és 1917 között, de a gyanú szerint akár 50 emebrrel is végezhetett.
- Jorge Avila-Torrez – Két fiatalkorú lányt ölt meg Illinoisban 2005-ben, majd 2009-ben Virginiában végzett egy harmadik nővel is. Tetteiért halálra ítélték.
- Anthony Balaam – Más néven The Tranton Strangler ("A trantoni fojtogató"). 4 nőt erőszakolt és fojtott meg a New Jersey-beli Trenton városában 1994 és 1996 között.
- Patrick Baxter – Egy nőt és két lányt erőszakolt és gyilkolt meg a New York állambeli Westchester megyében 1987 és 1990 között.
- Rocky Beamon – Floridában kirabolt és megölt egy nőt, majd a börtönben további két szexuális bűnelkövetővel is végzett. A gyilkosságokat 2005 és 2017 közt követte el. Kivégzésének végrehajtása előtt öngyilkosságot követett el.
- Donald Beardslee – Megölt egy nőt Missouri-ban 1969-ben, majd a szabadulása után még két nővel végzett Kaliforniában. 2005-ben kivégezték.
- Cimmaron Bell – A barátnőjét és egy háromtagú férfitársaságot lőtt le 2003 és 2004 között. Halálra ítélték.
- Monroe Betterton – 1904 és 1919 között 3 feleségét gyilkolta meg különösen brutális módon Missouriban és Oklahomában. 1920-ban kivégezték.
- Richard Biegenwald – 1958 és 1983 között bizonyítottan 6 gyilkosságot követett el New Jersey-ben, de a gyanú szerint akár 11 áldozata is lehetett.
- Robert Biehler – 4 embert lőtt le Los Angelesben 1966 és 1973 között. A börtönben halt meg.
- Henry Busch – 3 nőt fojtott meg Kaliforniában 1960-ban. 1962-ben kivégezték.
- Jerome Dennis – 5 nőt gyilkolt meg New Jersey államban 1991 és 1992 között.
- David Dowler – 3 embert mérgezett meg kloroformmal a texasi Odessában 1983 és 1987 között.
- Charles Lee Duffy – 3 asszonyt rabolt ki, erőszakolt és gyilkolt meg Georgia állam két megyéjében 1997-ben. Tényleges életfogytiglanra ítélték.
- Brian Dugan – Sorozat-erőszakoló, aki 3 nővel végzett Chicagóban és környékén 1983 és 1985 között.
- Ramon Escobar – El Salvador-i illegális bevándorló, aki agyonverte nagybátyját és nagynénjét, valamint további 5 hajléktalannal végzett 2018 során.
- Anthony Garcia – Egykori háziorvos, aki 4 korábbi betegét gyilkolta meg bosszúból 2008 és 2013 között Omahában, amiért kirúgták állásából.
- Wesley Brownlee – Legalább 7 embert lőtt agyon Stocktonban, Kaliforniában 2021 áprilisa és 2022 szeptembere közt.
- Ryan Scott Blinston – 3 ember torkát vágta el Kaliforniában 2020-ban. Háromszoros életfogytiglanra ítélték.
- Angelina Barini – 4 férfit drogozott be és ölt meg 2016-ban Queens-ben, New Yorkban. 30 év börtönbüntetésre ítélték.
- Gary Francis Poste – Más néven a Zodiákus gyilkos. Bizonyítottan 6 embert ölt meg az 1960-as évek végén a San Franciscói öböl térségében, de ennél több gyilkossággal is gyanúsítják. 2021-ben azonosították.
- Laron Williams – Legalább 3 embert ölt meg Tennessee-ben 1977 és 1981 között, de további két esettel is gyanúsították. 1985-ben a rabtársai végeztek vele.
- Charles Barr – Más néven The Petting Party Bandit. 1923 januárja és májusa között szerelmespárokat támadott meg a szerelmesek sétányán Memphisben; 3 áldozatával végzett, egy túlélte a támadást. 1926-ban kivégezték.
- Lester Brocklehurst Jr. – Barátnőjével, Bernice Feltonnal mindössze 6 hét leforgása alatt legalább 3 férfit öltek meg 1937-ben. 1938-ban villamosszékkel kivégezték.
- Wilbur Lee Jennings – Más néven The Ditchbank Murderer. Legalább 6 nőt ölt meg a kaliforniai Fresnóban és Sacramentóban 1981 és 1984 között. Halálra ítélték, de a végrehajtás előtt meghalt.
- Alvin Johnson – Wilbur Lee Jennings társa, akivel közösen 3 embert ölt meg Oregonban és Utah államban 1972 és 1983 között.
- Jose Guerrero – Emberrabló és sorozatgyilkos, aki legalább 3 nőt erőszakolt és gyilkolt meg a kaliforniai Maderában 1995 és 1998 között.
- Ray Dell Sims – Legalább 5 lányt gyilkolt meg a kaliforniai Fresnóban 1974 és 1977 között.
- John Floyd Thomas Jr. – Legalább 7 nőt gyilkolt meg Los Angelesben és környékén az 1970-es és '80-as években, de a gyanú szerint további 10-15 gyilkosságért is felelős.
- Deangelo Martin – 4 nőt gyilkolt meg és további kettőt megerőszakolt Detroitban 2018 februárja és 2019 júniusa között.
- Juan David Ortiz – Egykori határőr, aki 4 prostituáltat ölt meg 2018 szeptemberében.
- Anthony LaRette Jr. – 1977 és 1980 között legalább 3 nőt erőszakolt meg és késelt halálra, de a gyanú szerint több áldozata is volt. 1995-ben méreginjekcióval kivégezték.
- Vernon Brown – 5 embert gyilkolt meg Indiana és Missouri államban 1980 és 1986 között. 2005-ben méreginjekcióval kivégezték.
- Lorenzo Fayne – 6 embert ölt meg Wisconsin és Illinois államokban 1989 és 1993 között. Halálra ítélték, ítéletét később életfogytiglanra módosították.
- Jerry Little – 4 nőt ölt meg a Missouri állambeli St. Louisban 1985 és 1988 között. 1990-ben életfogytiglani börtönbüntetésre ítélték; négy évvel később meghalt a rácsok mögött.
- Winford Stokes – 3 embert (köztük a bűntársát) ölt meg 1969 és 1978 között Missouriban. 1990-ben méreginjekcióval kivégezték.
- James Dale Ritchie – Több mint 5 embert gyilkolt meg az alaszkai Anchorage-ben és környékén 2016-ban. Egy rendőrségi tűzharc során lelőtték.
- Dayton Leroy Rogers – Másnéven Molalla Forest Murderer ("A molallai erdei gyilkos"). Bizonyítottan 7 nőt ölt meg 1987-ben Oregon államban, de egy további gyilkossággal is gyanúsítják. 2006-ban halálra ítélték.
- Edward H. Rulloff – Kanadai születésű orvos, aki legalább 3 embert ölt meg 1844 és 1870 között New York államban, de két további gyilkossággal is gyanúsították.
- Todd Alan Reed – Más néven The Forest Park Killer ("Az erdei park gyilkosa"). 1999 áprilisa és júniusa között megerőszakolt és megfojtott 3 hajléktalan nőt az Oregon állambeli Portlandben, majd holttestüket a Forest Park rezervátumba dobta. Két további, 1987-ben történt gyilkossággal is gyanúsítják.
- Gerald Parker – 5 nőt erőszakolt és ölt meg a kaliforniai Orange megyében 1978 és 1979 között, hatodik áldozata túlélte a támadást, a nő magzata azonban halva született.
- Ivan Jerome Hill – Más néven The 60 Freeway Killer. 1986 és 1994 között legalább 8 nőt erőszakolt és ölt meg Los Angelesben, a holttesteket a 60-as autópálya mentén dobta ki. DNS-minta alapján fogták el, 2007-ben halálra ítélték.
- Robert Sylvester Alston – Legalább 4 nőt erőszakolt, gyilkolt meg és darabolt fel Greensboróban, Észak-Karolinában 1991 és 1993 között, de két további gyilkossággal is gyanúsítják.
- Robert Maury – Más néven The Tipster Killer. Legalább 3 nőt fojtott meg Kaliforniában 1985 és 1987 között, de további két gyilkossággal is gyanúsítják. Becenevét onnan kapta, hogy a gyilkosságok után teleonált a rendőrségre, és felfedte, hol találhatóak a holttestek.
- John Price Hayter – 3 embert gyilkolt meg 1953 és 1986 között. Többszörös életfogytiglanra ítélték Texasban és Floridában. 1995-ben meghalt.
- Edwin Kaprat – Más néven The Granny Killer ("A Nénegyilkos"). 1991 és 1993 között 6 idős asszonyt gyilkolt meg Floridában. Két rabtársa végzett vele a börtönben.
- Billy Mansfield – Legalább 5 emberrel végzett Floridában és Kaliforniában 1975 és 1980 között.
- Roy Allan Melanson – 3 gyilkosság és számos nemi erőszak miatt ítélték el, amelyeket Kalifornia, Colorado és Louisiana államokban követett el, de további két texasi gyilkossággal is gyanúsították. 2020 májusában meghalt.
- Vickie Dawn Jackson – Legalább 10 beteget ölt meg izombénító gyógyszerrel a texasi Nocona kórházában 2000 és 2001 között. Életfogytiglanra ítélték.
- Levi Boone Helm – Más néven The Kentucky Cannibal ("A Kentucky-i kannibál"). Legalább 11 embert ölt és evett meg 1850 és 1864 között Kentucky, Kalifornia, Idaho, Missouri, Oregon és Utah államokban. Elfogása évében felakasztották.
- Jerry Walter McFadden – Más néven The Animal ("Az Állat"). 1973 és 1986 között bizonyítottan 4 gyilkosságot követett el Oregon és Texas államokban, de ennél többel is gyanúsították. 1999 októberében villamosszékkel kivégezték a texasi Huntsville-i Börtönben.
- Richard Evonitz – 3 gyilkosság miatt ítélték el, de 6 gyilkossággal gyanúsították, amelyeket Virginiában követett el 1987 és 2002 között. A gyanú szerint ennél is több áldozata volt. A letartóztatása előtt öngyilkosságot követett el.
- Kevin Taylor – 4 prostituáltat fojtott meg Chicagóban 2001 júniusa és augusztusa között. 2006-ban többszörös életfogytiglani börtönbüntetésre ítélték.
- Hubert Geralds – Más néven The Englewood Strangler ("Az Englewood-i Fojtogató"). 5 nőt gyilkolt meg 1994 és 1995 között Illinois államban. Halálra ítélték, később ezt életfogytiglani börtönbüntetésre módosították.
- Andre Crawford – Erőszaktevő sorozatgyilkos és nekrofil, aki 11 nőt ölt meg 1993 és 1995 között Chicagóban.
- Daniel Lee Siebert – Más néven The Southside Slayer. 3 gyilkosságért ítélték el, amelyeket 1979 és 1986 között követett el, de ő maga 12 gyilkosságot vallott be, amelyeket Alabama, Kalifornia, Nevada és New Jerseyben követett el. Halálra ítélték, de a végrehajtás előtt meghalt rákban.
- Thomas Whisenhant – 1963 és 1976 között legalább 4 nőt gyilkolt meg az alabamai Mobile megyében. 2010-ben méreginjekcióval kivégezték.
- Walter Hill – 5 embert ölt meg Alabama és Georgia államokban 1952 és 1977 között. 1997-ben Alabamában villamosszékkel kivégezték.
- Gregory McKnight – 2 ember megöléséért ítélték el, de egy további gyilkossággal is gyanúsítják, amely bűntetteket 1992 és 2000 között követett el a lakásán Ohióban.
- Michael Player – Más néven The Skid Row Slayer. 10 embert ölt meg Los Angeles Skid Row negyedében 1986 szeptemberében és októberében. 1986. október 10-én egy szállodai szobában főbe lőve magát öngyilkosságot követett el.
- Vaughn Greenwood – Más néven The Skid Row Slasher. 11 csavargót ölt meg Dél-Kaliforniában 1964 novembere és 1975 januárja között.
- Thomas Eugene Creech – 5 gyilkosság miatt ítélték halálra, de további 7 gyilkossággal is gyanúsítják, amelyeket 1974 és 1981 között követett el Kalifornia, Idaho és Oregon államokban. Jelenleg az idahói halálsoron várja a kivégzését.
- Ricardo Caputo – Más néven The Lady Killer. 1971 és 1977 között bizonyítottan 4 nővel végzett New York és Kalifornia államokban, valamint Mexikóban, de további két gyilkossággal is gyanúsították. 1997-ben szívroham végzett vele.
- Joseph Baldi – Más néven The Queens Creeper. 1970 és 1972 között 4 lányt és nőt szúrt halálra Queensben. Kétszeres életfogytiglanra ítélték, 2009-ben meghalt a börtönben.
- John Francis Roche – Betörő, nemi erőszaktevő és sorozatgyilkos, aki Manhattan keleti részén lévő Yorkville negyedben legalább 4 embert gyilkolt meg 1953 és 1954 között. 1956-ban a Sing Sing börtönben villamosszékkel kivégezték.
- James Koedatich – 2 gyilkosság miatt ítélték el, amiket 1982-ben követett el, de korábban Floridában megölte a lakótársát, valamint a cellatársával is végzett, bár ez utóbbi önvédelem volt. 2019-ben a börtönben hunyt el.
- Norman Roye – 1954 elején és tavaszán 3 nőt erőszakolt és gyilkolt meg New York Harlem negyedében. 1956-ban a Sing Sing börtönben villamosszékkel kivégezték.
- Robert Shulman – Legalább 5 fiatal nőt gyilkolt meg a New York állambeli Hicksville-ben 1991 és 1995 között. Halálra ítélték, ezt később életfogytiglanra módosították. 2006-ban a börtönben halt meg.
- Ricky Lee Green – Legalább 4 embert ölt meg Texasban 1985 és 1986 között. Két esetben a felesége is segített neki. A gyanú szerint áldozatainak száma a 12-t is elérhette.1997 októberében a texasi Huntsville Börtönben méreginjekcióval kivégezték.
- William Dean Christensen – Más néven The American Jack the Ripper ("Az amerikai Hasfelmetsző Jack"). 1982 és 1983 között legalább 4 embert ölt és csonkított meg az Egyesült Államokban és Kanadában. 40 évre ítélték gyilkosságért és nemi erőszakért, de 3 évvel büntetése megkezdése után, 1990-ben meghalt a börtönben.
- Christopher Peterson – Más néven The Shotgun Killer. 4 gyilkosság miatt ítélték el Michiganben, de további 3 gyilkossággal is gyanúsították.
- Marc Sappington – Más néven The Kansas City Vampire ("A Kansas City-i vámpír"). Skizofrén és kannibál, aki 4 férft ölt meg 2001 márciusa és áprilisa között Kansas City-ben, Kansas államban, a holttestekből evett is. Életfogytiglani börtönbüntetésre ítélték.
- Michael Lee Lockhart – Bizonyítottan 3 embert ölt meg Florida, Indiana és Texas államokban 1987 és 1988 között. Mindhárom állam halálra ítélte, 1997-ben Texas államban kivégezték.
- Oscar Ray Bolin – 3 nő elrablásáért, megerőszakolásáért és meggyilkolásáért ítélték el és végezték ki Floridában, amely bűncselekményeket 1986 és 1987 között követett el. Később egy negyedik, 1987-ben Texas államban elkövetett gyilkossággal is kapcsolatba hozták.
- John Ruthell Henry – 1975-ben megölte feleségét Floridában, majd 10 év letöltése után szabadult, és 1985-ben második feleségével és mostohafiával is végzett. 2014-ben a Floridai Állami Börtönben méreginjekcióval kivégezték.
- Anthony LaRette – Legalább 16 gyilkosságot követett el 1976 és 1980 között Florida, Missouri és Kansas államokban, de a gyanú szerint az áldozatok száma akár a 31-et is elérhette. 1995 novemberében méreginjekcióval kivégezték.
- John Price Hayter – 3 embert ölt meg Texas és Florida államokban 1953 és 1986 között. 1995-ben a börtönben halt meg.
- Charles Albanese – 1980 és 1983 között 3 rokonát ölte meg arzénmérgezésekkel, hogy megszerezze a banki alapjaikat, ingatlanjaikat, életbiztosításukat és nyugdíjukat. Két perben is halálra ítélték, és 1995-ben Illinoisban méreginjekcióval kivégezték.
- John Getreu – Megölt egy nőt Nyugat-Németországban 1963-ban, majd Kaliforniában is végzett két másik nővel 1975-ben, de több gyilkossággal is gyanúsítják. 2018-ban fogták el, 2023 szeptemberében a börtönben halt meg.
- Harold Haulman – 1999-ben Németországban megölte egy honfitársát, majd szabadonbocsájtása után visszatért az Egyesült Államokba, ahol 2005 és 2020 között további 3 emberrel végzett. Kétszeres életfogytiglani szabadságvesztésre ítélték a szabadonbocsájtás lehetősége nélkül.
- Robert Smallwood – 1999 és 2006 között 3 nőt fojtott meg a Kentucky állambeli Lexingtonban. 2007-ben életfogytiglanö börtönbüntetésre ítélték.
- Rodney Bixler – Erőszaktevő sorozatgyilkos, aki 2000 februárja és októbere között 3 nőt fojtott meg Kentuckyban. 40 évre ítélték.
- Nathaniel Burkett – Erőszaktevő sorozatgyilkos, aki 1978 és 2002 között 4 embert ölt meg Nevadában és egy másikat Mississippiben. 2012-ben fogták el, 2018-ban elítélték. 2021-ben a börtönben halt meg Covid-19-fertőzés miatt.
- Ronald Hinton – 1996 és 1999 között 3 nőt gyilkolt meg Chicago Rogers Park negyedében. 2004-ben bűnösnek vallotta magát, hogy elkerülje a halálbüntetést, és életfoytiglani börtönbüntetést kapott.
- Norman Flowers – 2005 márciusa és májusa között 3 emberrel végzett Nevadában, de egy negyedik bűnténnyel is gyanúsítják.
- Billy Lee Chadd – 1974 és 1978 között 4 emberrel végzett Kaliforniában és Nevadában, 4 másik áldozata túlélte a támadást. Halálra ítélték, ezt később háromszoros életfogytiglanra plusz 13 évre módosították.
- Joe Michael Ervin – 1969 és 1981 között 6 embert ölt meg Texas és Nevada államokban. A tárgyalására várva öngyilkos lett.
- David Villarreal – 1978 és 1981 között legalább 5 homoszexuális férfit kínzott és gyilkolt meg a texasi San Antonioban és Dallasban.
- Danny Bible – Más néven The Ice Pick Killer ("A jégcsákányos gyilkos"). Sorozat-erőszakoló és gyermekmolesztáló, aki 1979 és 1983 között 4 fiatal nővel végzett Montana, Texas és Louisiana államokban. 2018 júniusában a texasi Huntsville-i Börtönben méreginjekcióval kivégezték.
- Harrison Graham – 7 nőt gyilkolt meg a pennsylvaniai Philadelphiában, a maradványaikat a lakásában őrizte. Halálra ítélték, amit később életfogytiglanra módosítottak.
- Howell Emanuel Donaldson III – Más néven The Seminole Heights Serial Killer ("A Seminole Heights-i sorozatgyilkos"). 2017-ben 4 embert gyilkolt meg a floridai Tampa Seminole Heights negyedében.
- Cleophus Cooksey Jr. – 9 embert ölt meg az arizonai Phoenixben és környékén 2017 novembere és decembere között. Tárgyalása 2025 áprilisára lett kitűzve.
- Larme Price – 4 arab embert gyilkolt meg 2003-ban New Yorkban, saját bevallása szerint bosszúból a 2001. szeptember 11-i terrortámadásért. 150 év börtönbüntetésre ítélték a feltételes szabadlábra helyezés lehetősége nélkül.
- Neal Bradley Long – Más néven The Shotgun Stalker. 1972 és 1975 között 21 támadást hajtott végre afroamerikai férfiak ellen; 7 embert megölt, 14 másikat megsebesített. Többszörös életfogytiglanra ítélték, 1998-ban egy minnesotai szövetségi börtönben halt meg.
- Sarah Jane Robinson - Más néven The Boston Borgia. Bizonyítottan 8 embert mérgezett és ölt meg 1881 és 1886 között Bostonban, de további 3 gyilkossággal is gyanúsították. Számos esetben tanácsokat adott más, családtagjaikat meggyilkolni szándékozónak. 1906-ban meghalt a börtönben.
- Mary Cowan - A The Borgia of Maine néven elhíresült asszony 1884 és 1894 között megmérgezte 2 férjét, 4 gyermekét és mostohafiát, és megpróbálta megölni harmadik férjét is. A Maine-i Állami Börtönben halt meg 1898-ban.
- Sarah Whiteling - Más néven The Wholesale Poisoner. A német származású amerikai sorozatgyilkos 1888 márciusa és májusa közötti három hónap leforgása alatt megmérgezte és megölte férjét és két gyerekét. 1889 júniusában felakasztották.
- Marie Noe - 1949 és 1968 között 8 gyermekével végzett. 1999-ben bűnösnek vallotta magát; 20 év próbaidőre és pszichiátriai vizsgálatokra ítélték. 2016-ban meghalt.
- Alfredo Prieto - 9 embert ölt meg 1988 és 1990 között Virginiában és Kaliforniában. Mindkét államban halálra ítélték, és 2015-ben Virginiában méreginjekcióval kivégezték.
- Khalil Wheeler-Weaver - 3 nőt gyilkolt meg a New Jersey-beli Orange-ban 2016 augusztusa és novembere között, egy további áldozata túlélte a támadást. Ezenkívül gyanúsítják egy negyedik gyilkossággal is. 160 év börtönbüntetésre ítélték.
- Dellmus Colvin - Teherautósofőr, aki 2000 és 2005 között legalább 7 nőt rabolt el, erőszakolt és gyilkolt meg Ohióban.
- Robert Rembert - 1997 és 2015 között legalább 5 gyilkosságot követett el az ohiói Clevelandben.
- Shawn Grate - Erőszaktevő sorozatgyilkos, aki 2006 és 2016 között bizonyítottan 5 nőt erőszakolt és gyilkolt meg Ohióban, de ennél többel gyanúsítják. Halálra ítélték, kivégzését 2025-re tűzték ki.
- Anthony Kirkland - 2006 és 2009 között 4 embert (két nőt és két lányt) erőszakolt és gyilkolt meg Ohióban. 1987-ben megölte a barátnőjét is. Halálra ítélték, jelenleg a kivégzésére vár az ohiói halálsoron.
- Michael Madison - 3 nőt gyilkolt meg 2012 és 2013 között Ohióban. Halálra ítélték, jelenleg a kivégzésére vár.
- Anthony Sowell - Más néven The Cleveland Strangler ("A clevelandi Fojtogató"). 11 nőt fojtott meg Ohióban 2007 májusa és 2009 szeptembere között. A börtönben halt meg.
- Reginald Perkins - 3 nő (köztük mostohaanyja) meggyilkolásáért ítélték el és végezték ki, de további 3 gyilkossággal is gyanúsították, amely bűncselekményeket 1980 és 2000 között követett el Ohio és Texas államokban.
- Charles William Davis - 1974 és 1977 között a marylandi Baltimore-ban 4 nőt gyilkolt meg és több másikat megerőszakolt, de több gyilkossággal is gyanúsítják.
- Charles Jackson - Más néven The East Bay Slayer. Erőszaktevő sorozatgyilkos, aki 1975 és 1982 között legalább 7 nőt és egy férfit gyilkolt meg a San Franciso-öböl térségében, de több gyilkosság elkövetésével is gyanúsították.
- Emanuel Lovell Webb - Más néven The East End Killer. 4 nőt erőszakolt és ölt meg 1990 és 1993 között a connecticuti Bridgeportban. Miután 2008-ban elfogták, 60 év börtönbüntetésre ítélték.
- Eugene Blake - 1967-ben elítélték egy fiatal nő meggyilkolásáért Nyugat-Virginiában, majd 1982 és 1984 között további két embert ölt meg Ohióban. 20 évtől életfogytig tartó börtönbüntetésre ítélték, legkorábban 2032 áprilisában szabadulhat feltételesen.
- John Peter Malveaux - Erőszaktevő sorozatgyilkos, aki 1997 januárja és októbere között 4 vagy 5 gyilkosságot követett el a louisianai Opelousas környékén. Négyszeres életfogytiglani szabadságvesztésre ítélték.
- John Floyd Thomas Jr. - Más néven The West Side Rapist és The Southland Strangler. Bizonyítottan 7 nőt gyilkolt meg Los Angeles környékén 1972 és 1986 között, de a gyanú szerint áldozatainak száma elérhette a 15-öt is.
- Warren Leslie Forrest - Két nő meggyilkolásáért ítélték el Washingtonban, de a gyanú szerint akár 7 áldozattal is végezhetett 1971 és 1974 között.
- Cecil Henry Floyd - Legalább 6 embert ölt meg a feleségével közösen elkövetett rablások során Indiana, Florida, Nebraska és Kansas államokban 1973 és 1974 során, de további öt gyilkossággal is gyanúsították. Indiana és Nebraska életfogytiglani börtönbüntetésre ítélte feltételes szabadonbocsájtás lehetősége nélkül. 2011-ben, Indianában halt meg a rácsok mögött.
- Richard Macek - Más néven The Mad Biter, The Bite Mark Murderer és The Bite Mark Killer. Két nő és egy kislány meggyilkolásáért ítélték el, amelyeket Wisconsin és Illinois államokban követett el 1974 augusztusa és szeptembere között, de több gyilkossággal is gyanúsították. 1987-ben öngyilkos lett a wisconsini börtönben.
- George Lamar Jones - 1972-ben Mississippiben megölt egy nőt, majd szabadulása után további két nővel végzett a wisconsini Milwaukee-ban 1993 és 1997 között. Életfogytiglani börtönbüntetésre ítélték, 2012-ben a rácsok mögött halt meg.
- Walter Earl Ellis - Más néven The Milwaukee North Side Strangler. 1986 és 2007 között legalább 7 nőt erőszakolt és fojtott meg Milwaukee északi részén. 2011-ben hétszeres életfogytiglani börtönbüntetésre ítélték.
- Mauricio Silva - Más néven The Monster ("A Szörnyeteg"). 4 embert (köztük féltestvérét) ölt meg Los Angelesben 1978 és 1984 között. Halálra ítélték, jelenleg a San Quentin Állami Börtönben várja az ítéletének végrehajtását.
- Gary Taylor - Más néven The Phantom Sniper és The Royal Oak Sniper. Rabló, sorozaterőszakoló és sorozatgyilkos, aki 4 vagy 5 gyilkosságot követett el és további 12-t kísérelt meg 1954 és 1975 májusa között Florida, Michigan, Texas és Washington államokban, de összesen legalább 20 gyilkosság elkövetésével gyanúsítják.
- Milton Johnson - Más néven The Weekend Murderer ("A hétvégi gyilkos") és The Morning Murderer ("A reggeli gyilkos"), aki egyszerre volt sorozatgyilkos és tömeggyilkos is. Feltehetően 14 gyilkosságot követett el, amelyek 1983. június 25 és augusztus 25 között történtek az Illinois állambeli Will megyében; az áldozatok közül kettő rendőr volt.
- Edward Walton - 5 embert gyilkolt meg Alabama, Illinois, Pennsylvania, Ohio és Nyugat-Virginia államokban 1896 és 1908 között. 1908 júliusában Nyugat-Virginiában felakasztották.
- Mose Gibson - Betörő és sorozatgyilkos, akit legalább 7 gyilkosság elkövetéséért tartanak felelősnek, amelyeket 1908 és 1920 között követett el Louisiana, Florida, Arizona és Kalifornia államokban. 1920 szeptemberében a San Quentin Állami Börtönben felakasztották.
- Asbury Respus - Legalább 8 embert gyilkolt meg Virginiában és Észak-Karolinában 1910 és 1931 között. 1932 januárjában villamosszékben kivégezték Észak-Karolinában.
- Earl Richmond - 1991 áprilisa és novembere között 4 gyilkosságot (köztük két gyermek ellenit) követett el New Jersey-ben és Észak-Karolinában. 2005-ben méreginjekcióval kivégezték.
- Monroe Hickson - Más néven Blue Boy. Szökevény, aki 4 gyilkosságot és egy további gyilkossági kísérletet követett el 1946 áprilisa és szeptembere között. Életfogytiglani börtönbüntetésre ítélték. 1967-ben természetes halállal hunyt el a rácsok mögött.
- Alfred Gaynor - Erőszaktevő sorozatgyilkos, aki kilenc, 20 és 45 év közötti nőt gyilkolt meg a massachussettsi Springfieldben 1995 és 1998 között. Négyszeres életfogytiglani börtönbüntetésre ítélték feltételes szabadlábra helyezés nélkül.
- Lyndon Fitzgerald Pace - Betörő és sorozatgyilkos, aki nőket rabolt ki Atlantában 1988 és 1989 között, közülük bizonyítottan 4-et megölt, valamint gyanúsítják egy ötödik gyilkosság elkövetésével is. 1996-ban halálra ítélték, jelenleg is a kivégzésére vár.
- Richard Louis Hunter - Hamisító és sorozatgyilkos. 1986 márciusa és áprilisa között Atlantában megerőszakolt és meggyilkolt 4 nőt, majd kirabolta a lakásukat. Életfogytiglani börtönbüntetésre ítélték.
- Jason Thorburg - Bizonyítottan 3 embert gyilkolt meg és darabolt fel Texasban mindössze egy hét leforgása alatt 2021-ben, továbbá bevallott egy negyedik, 2017-ben elkövetett gyilkosságot is. Beszámolt arról is, hogy kannibalizmusra is vetemedett. 2024 decemberében halálra ítélték.
- Lawrence Bittaker és Roy Norris - Más néven The Toolbox Killers ("A szerszámosláda gyilkosok"). Kétfős gyilkos csapat, akik 1979-ben, mindössze öt hónap leforgása alatt elraboltak, megerőszakoltak, megkínoztak és meggyilkoltak 5 tizenéves lányt Dél-Kaliforniában. Bittakert halálra ítélték, Norris életfogytiglanit kapott; előbbi 2019-ben, utóbbi férfi pedig 2020-ban hunyt el.
- Antonio Reyes - 6 embert ölt meg és további négyet - köztük három gyereket - megkísérelt Chicagoban 2020-ban mindössze kilenc hónap alatt.
- Warren Luther Alexander - Más néven The Ventura Strangler ("A venturai fojtogató"). Bizonyítottan 3 prostituáltat fojtott meg Kalifornia Ventura megyéjében 1977 májusa és decembere között. 2024 augusztusában tartóztatták le, miután a DNS-e egyezést mutatott a bűnügyi helyszíneken talált és az áldozatokról vett mintákkal. A bizonyítottakon kívül további gyilkosságokkal is gyanúsítják.
- Perez Reed - A gyanú szerint legalább 7 embert ölt meg Kansas City-ben és két másikat megsebesített St. Luisban  2021 és 2022 között.
- James Paster és Stephen McCoy - Kétfős gyilkos csapat, akik minimum 3 embert öltek meg 1980 és 1981 között Texasban. Mindkettejüket halálra ítélték; Paster a kivégzése előtt bevallott még két gyilkosságot.
- William Lewis Reece - Erőszaktevő és emberrabló sorozatgyilkos, akit Oklahomában elítéltek egy nő megöléséért, Texasban pedig emberrablásért. Később beallotta a texasi gyilkos mezőkön történt gyilkosságok közül háromnak az elkövetését, amiért 2022-ben életfogytiglani börtönbüntetésre ítélték.
- William George Davis - Más néven Angel of Death ("A halál angyala"). Ápoló, aki bizonyítottan 4 beteggel végzett a texasi Tylerben lévő CHRISTUS Trinity Mother Kórházban 2017 júniusa és 2018 januárja között és gyanúsítják további három esettel is. 2021-ben halálra ítélték, az ítélet elleni fellebezésről még nem hoztak bírálatot.
- Kimberly Clark Saenz - Más néven Angel of Death ("A halál angyala"). 10 betegre támadt rá egy texasi dialízis központban ápolónőként 2008-ban; 5 áldozattal végzett és további 5 ellen kísérelt meg gyilkosságot. 2012-ben életfogytiglani börtönbüntetésre és további 60 évre ítélték.
- Martha Wise - 3 családtagját ölte meg sorozatos arzénmérgezéssel és további 14-et tett testi nyomorékká ugyanígy 1924-ben Ohióban.
- Velma Barfield - Fekete özvegy, akit egy gyilkosságért ítéltek el és végeztek ki 1984 novemberében Észak-Karolinában, de a gyanú szerint akár 7 áldozattal is végezhetett 1969 és 1978 között. Ő volt  az első nő, akit méreginjekcióval végeztek ki.

### Egyesült Királyság
- Dr John Bodkin Adams – Vitatott, hogy legalább 163 emberrel végzett
- Beverley Allitt – Másképpen Angel of Death ("A halál angyala"). Nővér volt a gyermekgyógyászaton, 4 csecsemővel végzett és 9 másikat megsebesített. 1991-ben elítélték.
- Robert Black – Skót leánygyilkos. 3 gyilkosságért ítélték el, de jóval többel gyanúsították.
- Ian Brady és Myra Hindley – A moori gyilkosok. 5 gyereket öltek meg Manchesterben és környékén 1963 júliusa és 1965 októbere között.
- Steven Wright – A suffolki fojtogató, aki 2006 során 5 nőt gyilkolt meg Ipswich környékén.
- George Chapman – 3 nőt mérgezett meg 1897 és 1902 között. Egy ideig azt feltételezték róla, hogy ő a Hasfelmetsző Jack.
- John Childs – 1980-ban bebörtönözték 6 ember megölése miatt.
- John Christie – Másképpen The Necrophile ("A halottgyalázó"). Nőket, elsősorban prostituáltakat gyilkolt, 1953-ban felakasztották legkevesebb 8 gyilkosság elkövetéséért.
- Trevor Hardy – "The Beast of Manchester" ("Manchester réme") aki 1974 és 1976 között 3 tinédzser lányt gyilkolt meg.
- Mary Ann Cotton – 21 családtagját ölte meg a viktoriánus időkben.
- Thomas Neill Cream – Másképpen Lambeth Poisoner ("A lambeth-i méregkeverő"). Az Egyesült Államokban kezdte a gyilkosságokat, majd Londonban folytatta. Legkevesebb 5 embert ölt meg 1881 és 1892 között.
- Stephen Griffiths – 2009 és 2010 között 3 örömlányt gyilkolt meg Bradford környékén. Korábban tanulmányozta a sorozatgyilkosokat, és úgy döntött, ő is az akar lenni.
- Joanna Dennehy – 3 férfit ölt meg Cambridgeshire-ben, majd másik két férfit is megkéselt, de túlélték. A bűncselekmények elfedésében barátja, Gary Stretch is asszisztált.
- Levi Bellfield – Másképpen The Bus Stop Killer, aki 2002 és 2004 között 3 fiatal lányt/nőt gyilkolt meg, és további egyet súlyosan megsebesített.
- Philip Smith – 2000 őszén 3 nővel végzett Birmingham városában.
- Bruce George Peter Lee – Másképpen Hull Arsonist ("A hulli gyújtogató"). 26 emberrel végzett, ezáltal az egyik "legszaporább" angol sorozatgyilkos.
- Kenneth Erskine – Másképpen Stockwell Strangler ("A stockwelli fojtogató"). 7 nyugdíjas megölésért ítélték el 1988-ban.
- Catherine Flannagan és Margaret Higgins – Liverpooli nővérek, akik 4 embert öltek meg a biztosításukért.
- Stephen Port – A The Grindr Killernek nevezett gyilkos 2014 és 2015 között 4 fiatal fiút gyilkolt meg London Barking negyedében, köztük egy felvidéki magyart is.
- John George Haigh – Másképpen Acid Bath Murderer ("A savfürdős gyilkos") és Vampire of London ("A londoni vámpír"). 6 embert ölt meg, a holttesteket kénsavban oldotta fel.
- Anthony Hardy – Másképpen Camden Ripper ("A camdeni hasfelmetsző"). 3 nőt ölt meg.
- Colin Ireland – Másképpen Gay Slayer ("A meleg-gyilkos"). 5 homoszexuális férfival végzett a kilencvenes évek közepén.
- Steven Griveson – Más néven a Sunderland Strangler ("A Sunderland-i fojtogató"), aki 1990 és 1994 között legalább 4 tinédzser fiút gyilkolt meg.
- Robert Napper – Másképpen Plumstead Ripper, aki 1992 és 1993 között 3 embert gyilkolt meg.
- Michael Lupo – Másképpen Wolf Man ("A farkasember"). Az olasz származású gyilkos 4 ember életét oltotta ki.
- Dale Cregan – Egykori kábítószer bűnöző, aki 2012 során 4 emberrel végzett köztük, két rendőrnővel.
- Patrick Mackay – 11 gyilkosságot vallott be, de csak háromért ítélték el.
- Robert Maudsley – Másképpen Hannibal the Cannibal ("Hannibál, a kannibál"). 4 embert ölt meg, köztük hármat a börtönben.
- Raymond Leslie Morris – Pedofil sorozatgyilkos, aki 1965 és 1967 között 3 fiatal lányt gyilkolt meg Staffordshire-ben. A rendőrség egy negyedik eltűnést is hozzá köt.
- Peter Moore – Üzletember, aki véletlenszerűen ölt meg embereket Wales-ben, összesen 4 férfit.
- John Cooper – Wales-i sorozatgyilkos, aki 1985 és 1989 között 4 emberrel végzett.
- John Duffy és David Mulcahy – Másképpen The Railway Killers ("A Vasúti Gyilkosok"), akik 1982 és 1986 között több embert is megtámadtak és bántalmaztak, közülük hármat meggyilkoltak.
- Lenny Murphy – A Shankill Butchers ("A shankilli mészárosok") vezére. Nem ítélték el emberölésért, de számtalan embert megölt akciói során.
- Dennis Nilsen – Skót sorozatgyilkos, aki 15 emberrel végzett 1978 és 1983 között.
- Mark Rowntree – 19 évesen 4 embert ölt meg.
- Roy Fonataine/Archibald Hall – 1977 és 1978 között 5 emberrel végzett. Mindegyik gyilkosságnál a pénz volt a fő indíték.
- Harold Shipman – Orvos, 15 gyilkosságért ítélték el, de egy későbbi vizsgálat megállapította, hogy legalább 215 emberrel végzett (a lehetséges felső határ 457 áldozat) 25 év alatt.
- George Joseph Smith – Másképpen The Brides in the Bath Murderer ("Menyasszonyok a kádban" gyilkos). 3 nőt gyilkolt meg.
- Ian McLoughlin – 1983-ban megfojtott egy férfit, amiért 13 év börtönre ítéltek, de 1989-ban feltételesen szabadlábra került. 1992-ben késsel megölte az akkori élettársát, amiért 25 évre ítéltek. 2012-ben ismét szabadlábra helyezték, de 24 órával később ismét gyilkolt ezúttal egy idős férfit aki korábban a cellatársa volt. Jelenleg a 40 éves börtönbüntetését tölti, várhatóan soha nem szabadul a börtönből.
- Peter Sutcliffe – Másképpen Yorkshire Ripper ("A yorkshire-i hasfelmetsző"). 1981-ben 13 nő megöléséért ítélték el, de utólag kiderült, hogy összesen 36 emberrel végzett.
- Fred West és Rosemary West – Másképpen House of Horrors ("A borzalmak háza" gyilkosok). 12 fiatal lányt öltek meg.
- Graham Frederick Young – Másképpen The Teacup Poisoner ("A teáscsészés méregkeverő"). 3 embert mérgezett meg 1962 és 1971 között.
- Kiernan Kelly – Másképpen The London Underground Serial Killer ("A londoni metró sorozatgyilkosa"). A Norther Line metróvonal különböző állomásain 18 embert lökött metrószerelvények alá 1953 és 1983 között.
- Theodore Johnson – Jamaicai származású bűnöző, aki 1985 és 2016 között 3 feleségét/barátnőjét ölte meg.
- Catherine Wilson – Egy gyilkosság miatt akasztották fel 1862-ben, de a gyanú szerint legalább 7 áldozata volt, akikkel 1854 és 1862 között végzett.
- Amelia Dyer – Bébifarmer, aki 1880 és 1896 között bizonyítottan 6 gondjaira bízott csecsemőt gyilkolt meg a házában, de a hatóságok szerint az áldozatai száma meghaladhatta a 400-at is.
- Daniel Gonzalez – Más néven Freddy Krueger Killer. A Rémálom az Elm utcában főgonoszát utánozva brutálisan meggyilkolt 4 embert és két továbbit súlyosan megsebesített 2004 szeptemberében. 2007-ben öngyilkosságot követett el az elmegyógyintézetben.
- Jordan Monaghan – 2013 és 2019 között 3 családtagját ölte meg.
- Lucy Letby – 2015 és 2016 között legalább 7 csecsemőt ölt meg és legalább további hatot kísérelt meg. Tizennégyszeres életfogytiglani börtönbüntetésre ítélték.
- Gordon Cummins – Más néven The Blackout Killer, Blackout Ripper és The Wartime Ripper. 1942 februárjában egy hatnapos ámokfutás során Londonban 4 nőt gyilkolt meg és két másikat megsebesített. Ugyanezen év nyarán kivégezték.
- Peter Tobin – 3 gyilkosság miatt ítélték el, amelyeket 1991 és 2006 között követett el. Egy ideig úgy tartották, hogy ő lehetett a Bible John nevű brit sorozatgyilkos, de később a rendőrség elvetette ezt az elméletet.

### Fehéroroszország
- Ivan Kules – Alkoholista, aki 2013 és 2014 között 3 eladónőt ölt meg a Hrodnai területen; 2016-ban kivégezték.
- Eduard Likov – Orosz bevándorló, aki 2002 és 2011 között, részeg veszekedések alkalmával 5 embert ölt meg. 2014-ben kivégezték.
- Henadz Madesztavics Mihaszevics – Önkéntes rendőr, aki 1971 és 1985 között 36 nőt ölt meg, majd úgy tett, mint aki nyomoz a gyilkosságok ügyében. 1987-ben kivégezték.
- Ihar Aljakszandaravics Mirenkov – Más néven A szvetlahorszki lidérc Homoszexuális gyerekgyilkos, aki 1990 és 1993 között 6 fiút gyilkolt meg. 1996-ban kivégezték.
- Szergej Pugacsov és Alekszandr Burgyenko – A polocki négyes vezetői; bűnözők, akik 2001 és 2002 között 2 lányt és 2 autókedvelőt öltek meg. Továbbá két társával együtt sorozatos betörésekért is felelősök. Pugacsovot 2005-ben kivégezték, Burgyenkót életfogytiglanra ítélték.
- Aljakszandar Vasziljevics Szergejcsik – 6 embert ölt meg 2000 és 2006 között a Scsucsin és Hrodna körzetben. 12 gyilkosságot vallott be, 2007-ben kivégezték.

### Észak-Macedónia
- Viktor Karamarkov – a „macedóniai Raszkolnyikov”. kábítószerfüggő, aki 2009 márciusa és októbere között 4 idős asszonyt gyilkolt meg Szkopjéban. Életfogytiglani börtönbüntetésre ítélték.
- Vlado Taneszki – a „gyilkos riporter”. Bűnügyi oknyomozó újságíró, aki 2005 és 2008 között Kicsevo városában 3 idősödő takarítónőt gyilkolt meg a saját lakásukban. A tetteiről írt cikkei keltették fel a hatóságok figyelmet rá, így bukott le. 2008-ban, a tárgyalás előtt öngyilkos lett a cellájában.

### Finnország
- Michael Maria Penttilä – Finnország első és eddigi egyetlen sorozatgyilkosa bizonyítottan 1985 és 2018 között végzett 4 áldozattal, de ennél több gyilkossággal is gyanúsítják.

### Franciaország
- Michel Fourniret – A feleségével Monique Olivier-vel 8 gyilkosságot vallott be, de feltételezhetően tíznél is több emberrel végzettek.
- Sid Ahmed Rezala – Másképpen "The Killer of the Trains", aki 3 nőt gyilkot meg 1999 során a francia vasútvonalak mentén.
- Hélene Jegado – Háziszolga, aki vagy 36 embert mérgezett meg 1833 és 1851 között. 1852-ben kivégezték.
- Henri Désiré Landru – 11 embert ölt meg 1915 januárja és 1919 januárja között . Charlie Chaplin által játszott Monsieur Verdoux személyét is ő inspirálta.
- Émile Louis – Megerőszakolt és megkínzott fiatal fogyatékos nőket.
- François Vérove – Egykori rendőr, aki 1986 és 1994 között 4 nővel végzett Párizs szerte. 2021-ben azonosították a halála után.
- Louis Joseph Philippe – Más néven A francia Hasfelmetsző. 1861 és 1866 között 8 nőt ölt meg. Nyaktiló által végezték ki.
- Christine Malévre – "Az eutanázia Madonnája", több mint 30 beteget gyilkolt meg ápolónőként.
- Marcel Petiot – Orvos, aki 63 menekülttel végzett a nácik által megszállt Franciaországban. 1946-ban kivégezték.
- Guy Georges – "The Beast of the Bastille" (Bastille szörnye/réme), 7 nőt gyilkolt meg a '90-es években.
- Rémy Roy – 1990 és 1991 között 3 meleg férfit gyilkolt meg a saját lakásukban.
- Denis Waxin – Pedofil férfi, aki 1985 és 1992 között Lille-ben 3 lányt ölt meg.
- Patrick Salameh – A "Marseille-i Hasfelmetsző", aki 2008 során 4 nővel végzett.
- Louis Poirson – Egy madagaszkári férfi, aki 1995 és 1999 között 4 idős embert gyilkolt meg Douains környéken.
- David Lefèvre – 1999 és 2011 között 3 férfit gyilkolt meg Amiens városában.
- Gilles de Rais – 15. századi gyerekgyilkos, 800 fiút is megölhetett.
- Joseph Vacher – Másképpen The French Ripper ("A francia Hasfelmetsző"). 11 emberrel végzett a 19. században.
- Jeanne Weber – 6 gyermekével végzett, az elmegyógyintézetben öngyilkos lett.
- Patrice Alègre – Legalább 5 nőt gyilkolt meg 1989 és 1997 között.
- Thierry Paulin – Társával együtt kiraboltak és megöltek legalább 18 idős embert 1984 és 1987 között.
- Eugen Weidmann – Német sorozatgyilkos, aki 6 embert ölt meg Franciaországban 1937 júliusa és novembere között anyagi haszonszerzés céljából. 1939-ben nyaktilóval kivégezték.
- Marie-Madeleine-Marguerite d'Aubray - Más néven Madame de Brinvilliers. Arisztokrata, akit 3 rokonának meggyilkolása miat végeztek ki 1676 nyarán, de a gyanú szerint áldozatainak száma meghaladthatta az 50-et is.

### Ghána
- Charles Quansah – 9 nőt fojtott meg Accrában, bár 34 gyilkossággal gyanúsították. 2003-ban halálra ítélték.

### Hollandia
- Lucia de Berk – Nővér, akit 7 gyilkosságért és 3 gyilkossági kísérletért ítéltek el 2003-ban.
- Koos Hertogs – 3 lányt erőszakolt és gyilkolt meg.
- Sietske Hoekstra – 4 kisbabáját fojtotta meg közvetlenül a születésük után.
- Maria Swanenburg – 102 embert mérgezett meg arzénnel az 1880-as években, de csak 27-en haltak bele.
- Willem van Eijk – 5 nőt gyilkolt meg 1971 és 2001 között. 2019-ben hunyt el.
- Frans Hooijmaijers - Más néven Fat Frans ("Kövér Frans") és The good Samaritan ("Az irgalmas szamaritánus"). Bizonyítottan 5 beteget ölt meg egy kerkradei kórházban 1970 és 1975 között, de a gyanú szerint az áldozatok száma a 259-et is elérhette.

### India
- Thug Behram – A Thugee orgyilkos szekta vezetője, aki 931 gyilkosságot vallott be.
- Raman Raghav – Utcagyerekeket gyilkolt, valamint egyesekkel álmukban végzett. 23 gyerek megöléséért ítélték el, de a gyanú szerint 41 áldozata volt.
- Akku Yadav – 1991 és 2004 között legalább 3 nőt gyilkolt meg és 200-nál is többet megerőszakolt. Az egyik kiszemelt áldozata végzett vele önvédelemből.
- Auto Shankar – 9 fiatal lányt ölt meg 1988 során. 1995-ben végezték ki.
- Charles Sobhraj – 12-nél is több nyugati turistával végzett Délkelet-Ázsiában az 1970-es években.
- Mohan Kumar – Más néven Ananda vagy Cyanid Mohan. 2003 és 2009 között mintegy 20 embert ölt meg ciánnal. 2013-ban kivégezték.
- Surinder Koli – 2005 és 2006 között Noida-ban 19 nőt és gyermeket ölt meg és fogyasztott el. Halálra ítélték a tetteiért.
- Amardeep Sada – Mindössze 8 éves korában, 2006 és 2007 között 3 kisgyermekkel végzett.
- Maina Ramulu – 21 nőt gyilkolt meg Hyderabadban 2003 és 2021 között.
- Sukhwinder Dhillon – 5 családtagját mérgezte az életbiztosításuk miatt Indiában és Kanadában.
- Ram Saroop - 11 férfival végzett Pandzsábban tizennyolc hónap leforgása alatt; az egyik áldozata katona volt. 2024 decemberében tartóztatták le.

### Indonézia
- Ahmad Suradji – 42 nőt ölt meg.
- Very Idham Henyansyah – 11 férfit és fiút gyilkolt meg 2006 és 2008 között.

### Irán
- Mohammed Bijeh – Másképpen Tehran Desert Vampire ("A teheráni sivatagi vámpír"). 16 fiatal fiúval végzett Teherán közelében. 2005-ben kivégezték.
- Said Hanai – Másképpen The Spider Killer (A pókgyilkos). 16 nőt ölt meg Mashhad városában. 2002-ben kivégezték.
- Gholamreza Khoshroo Kurdieh – Az Éjszakai denevér, aki 9 nőt gyilkolt meg 1992 és 1997 között. Akasztással végezték ki.
- Hoshang Amini – Másképpen The Ghost of the Quanat Wells ("A Quanat-kutak szelleme") és The Filc Hat Killer. 1954 és 1962 között 67 embert gyilkolt meg Varamin városában, a holttesteket kutakba dobálta. 1963-ban felakasztották.
- Ali Asghar Borujerdi – Más néven Asghar the Murderer ("Asghar, a gyilkos"). Bizonyítottan 33 fiú és fiatal férfi megerőszakolásáért és brutális meggyilkolásáért ítélték el, amelyeket Iránban és Irakban követett el, de áldozatainak száma több is lehetett. 1934 januárjában felakasztották.

### Izrael
- Nicolai Bonner – 4 embert ölt meg Haifában 2005 februárja és májusa között. Az áldozatok általában hajléktalanok voltak.
- Fjodor Beshnery - 2013 és 2016 között megerőszakolt és meggyilkolt 4 nőt Asdódban, Tel-Avivban és Haifában, majd elégette a holttestüket.

### Japán
- Mijazaki Cutomu – Másképpen The Otaku Murderer ("Az otaku gyilkos"), The Little Girl Murderer ("A kislányok gyilkosa") és Dracula. 4 óvodás kislányt megölt, a harmadik és negyedik áldozatából evett is. 2008-ban végezték ki.
- Isikava Mijuki – Szülészeti ápolónőként kisgyermekeket ölt meg, akiknek szülei vonakodtak az azokról való gondoskodástól, mivel a Japánban akkoriban hatályos törvények szerint tiltott volt az abortusz. 1948-ban tartóztatták le és négy év börtönt kapott.
- Kakehi Csiszako – Fekete özvegy, aki 2007 és 2013 között legalább 7 férfival végzett, haszonszerzés céljából. 2017-ben halálra ítélték.
- Hidaka Hiroaki – Volt taxisofőr, aki 1996 áprilisa és szeptembere között 4 nőt gyilkolt meg Hiroshimában. 2006-ban végezték ki.
- Macunaga Futosi és Ogata Dzsunko – 1996 és 1998 között megkínoztak és megöltek legalább 7 embert, köztük egy egész családot. Mindkettőjüket halálra ítélték, később Ogata-nak az ítéletét tényleges életfogytiglanra módosítottak.
- Jamadzsi Jukio – 2000-ben megölte az édesanyját, 2005-ben pedig egy lány testvérpárt. 2009-ben végezték ki.
- Fukiage Szataró – 1906-ban halálra verte egyik lány ismerősét, amelyért 15 évet ült börtönben. Majd 1923 és 1924 között további 6 fiatal lányt gyilkolt meg Kiotóban. 1926-ban akasztották fel.
- Siraisi Takahiro – Más néven a twitteres sorozatgyilkos. 2017 augusztusa és novembere között 9 emberrel (8 nővel és 1 férfival) végzett. Halálra ítélték tetteiért.
- Szuzuki Jaszunori – 2004 decembere és 2005 januárja között 3 nőt gyilkolt meg és rabolt ki haszonszerzés céljából. 2019-ben végezték ki.
- Maeue Hirosi – Más néven The Suicide Website Murderer ("Az öngyilkosok weboldalának gyilkosa"). 3 embert gyilkolt meg 2005 februárja és júniusa között Oszaka közelében. Áldozatait egy öngyilkossági paktum weboldalon cserkészte be, majd a találkozások alkalmával megfojtotta őket. 2009 júniusában kivégezték.
- Ókubo Kijosi – 8 fiatal nőt gyilkolt meg 1971 márciusa és májusa között Gunma tartományban. 1976-ban kötél által végezték ki.
- Nakamura Szeiszaku – Más néven Hamamatsu Deaf Killer ("A Hamamatsu-i süket gyilkos"). Tinédzser korában, 1938 és 1942 között legalább 9 embert gyilkolt meg, de két további emberölés bűntettével is gyanúsították. 1943-ban felakasztották.
- Kamata Jaszutosi – Az Oszakai Hasfelmetsző, aki 5 nő meggyilkolásáért volt felelős 1985 és 1994 között. 2016-ban végezték ki kötél által.
- Szekine Gen – A Saitama kutyaszerető gyilkosságok elkövetője, aki 1993 áprilisa és augusztusa között 4 embert ölt meg a társával.
- Kacuta Kijotaka – Tolvaj, aki 1972 és 1982 között legalább 8 emberrel végzett. 2000-ben végezték ki.

### Kazahsztán
- Nyikolaj Dzsumagalijev – Másképpen Metal Fang ("A fémagyar"). Kannibál és erőszaktévő, aki legalább 10 emberrel végzett.
- Rusztam Kiknadze – 2004-ben két nőt megölt amiért 14 évre ítélték majd szabadulása után 2020-ban megölt még 3 nőt amiért 26 évet kapott.

### Kanada
- Paul Bernando és Karla Homolka – Egy házaspár, amely 3 fiatal lányt ölt meg.
- William Patrick Fyfe – 5 idős nő megölésért ítélték el.
- Russell Johnson – 7 nőt ölt meg és 1978 óta egy elmegyógyintézetben kezelik.
- Allan Legere – Monster of Miramichi ("Miramichi réme"). 5 embert ölt meg 1986 és 1989 között.
- Wayne Boden – Másképpen "The Vampire Rapist", aki 4 embert gyilkolt meg 1969 és 1971 között.
- Michael Wayne McGray – 4 ember megölésért ítélték el, de 16 gyilkosságról adott részletes leírást.
- Clifford Olson – 11 gyereket ölt meg különösen brutális módon.
- Robert Pickton – 6 gyilkosságért ítélték el, de ő közel 50 vancouveri prostituált megölését vallotta be.
- Peter Woodcock – 3 gyereket ölt meg 1956 és 1957 között, 1991-ig elmegyógyintézetben ápolták, amikor kiszabadult és megölte a negyedik áldozatát.
- Elizabeth Wettlaufer – 2007 és 2016 között 8 beteget meggyilkolt és 6 másikat megsebesített a Woodstock-i kórházban. Inzulinnal ölt. Életfogytiglani börtönbüntetést kapott.
- Cody Legebokoff – Tinédzser sorozatgyilkos, aki 2009 és 2010 között 4 nőt gyilkolt meg.
- Bruce McArthur – 2010 és 2018 között 8 homoszexuális férfival végzett, a 9-dik áldozatát a rendőrök mentették meg.
- Jeremy Skibicki – 2022 márciusa és májusa között 4 nőt erőszakolt és gyilkolt meg Winnipegben. Négyszeres életfogytiglanra ítélték.
- Sabrina Kauldhar - 3 embert késelt halálra három nap alatt az ontariói Burlingtonban 2024 októberében. Jelenleg a tárgyalására vár.

### Kenya
- Collins Jumaisi Kalusha – 42 nő meggyilkolását vallotta be, akikkel 2022 és 2024 között végzett, a holttesteket a Nairobiban lévő kőbányában rejtette el.

### Kirgizisztán
- Viktor Szelihov – Más néven ("A meztelen démon"). 1962 és 1964 között fiatal lányokat és nőket támadott és erőszakolt meg Frunzében és környékén, közülük legalább 3-mal végzett is. 1965-ben kivégezték.

### Kína
- Jang Hszin-haj (Yang Xinhai) – 65 ember megölését vallotta be, 2004-ben kivégezték.
- Kao Cseng-jung (Gao Chengyong) – A "kínai Hasfelmetsző Jackként" ismertté vált sorozatgyilkos, aki 1988 és 2002 között meggyilkolt 10 nőt és egy kislányt. 2019-ben végezték ki.
- Csao Cse-hung (Zhao Zhihong) – 1996 és 2005 között rengeteg nőt támadott és erőszakolt meg, közülük 6-ot meg is ölt. 2019-ben végezték ki.
- Csou Ko-hua (Zhou Kehua) – Rendőrtiszt, aki titokban 2004 és 2012 között üzleteket és bankokat rabolt ki. A támadásai során 10 ember halt meg és még többen megsérültek. 2012-ben az utolsó támadása során lelőttek.
- Huang Jung (Huang Yong) – 2002 és 2003 között legalább 17 férfit/fiút ölt meg. Még az elfogása évében kivégezték.
- Csou Ju-ping (Zhou Youping) – 2009 októbere és novembere között 6 meleg férfit fojtott meg és rabolt ki. 2014-ben végezték ki.
- Si Quey – Eredeti nevén Huang Li-huj, aki az ötvenes években 7 kisfiút ölt meg Kínában és Thaiföldön. 1959-ben végezték ki.
- Csang Jung-ming (Zhang Yongming) – 2008 és 2012 között 11 embert ölt meg. 2013-ban végezték ki.
- Sen Csang-jin és Sen Csang-ping (Shen Changyin és Shen Changping) – Testvérpár, akik 1999 és 2004 között 11 örömlánnyal végzetek. 2005-ben halálra ítélték mindkettőjüket.
- Vang Csiang (Wang Qiang) – 1995 és 2003 között legalább 45 emberrel végzett brutális körülmények között. Két évvel az elítélése után végezték ki.
- Lo Su-piao (Luo Shubiao) – Az esős éjszakai mészáros, aki 19 fiatal nőt gyilkolt meg Kanton környékén 1990 és 1994 között. A rá következő évben végezték ki.
- Vang Cung-fang és Vang Cung-vej (Wang Zongfang és Wang Zongwei) – Egy testvérpár, akik 1983 februárja és szeptembere között 19 embert gyilkoltak meg. Egy rendőrségi tűzpárbaj közben veszítették életüket.
- Li Ping-ping (Li Pingping) – 2002 és 2003 között 4 örömlányt gyilkolt meg majd darabolt fel az otthonában. Később egy addig megoldatlan 1995-ös hármas gyilkosságot is rábizonyítottak. Jelenleg a kivégzésére vár.
- Hua Zsuj-cso (Hua Ruizhuo) – 1998 és 2001 között 14 utcalányt fojtott meg, miután felvette őket az autójába. 2002-ben végezték ki.
- Lung Cse-min (Long Zhimin) – 1983 és 1985 között 48 munkanélküli embert (többnyire férfiakat) csábított az otthonában, ahol megölte majd eltemette őket. Egy héttel az elítélése után kivégezték.
- Tung Ven-jü (Dong Wenyu) – Nekrofil sorozatgyilkos, aki 2006 márciusa és májusa között 6 ember otthonába tört be, hogy megölje őket. A következő év novemberében hajtották rajta végre a halálos ítéletet.
- Kung Zsun-po (Gong Runbo) – 2005 márciusa és 2006 februárja között 6 gyermeket rabolt el és gyilkolt meg. Még 2006-ban elítélték és kivégezték.

### Kolumbia
- Luis Alfredo Garavito – 140 fiút megerőszakolt, majd végzett velük. Ecuadorban is "tevékenykedett".
- Pedro Alonso Lopez – Másképpen The Monster of the Andes ("Az andoki rém"). Állítólag 300 szűz lányt ölt meg, de ez erősen vitatott. Ő is feltűnt Ecuadorban.
- Esneda Ruiz Cataño – Fekete özvegy, aki 2001 és 2010 között legalább 3 férfival végzett.
- Tomás Maldonado Cera – Másképpen a The Satanist ("A Sátánista"). Nevét onnan kapta, hogy 2002 és 2018 között 10 embert vert halálra, akinek a testein sátánista szimbólumokat hagyott.
- Luis Gregorio Ramirez – 30 ember meggyilkolásával vádolják Kolumbia különböző településeiben. Végül 19 gyilkosságért ítélték el, amiket 2010 és 2012 között követett el.

### Lengyelország
- Julian Koltun – Nőket erőszakolt és gyilkolt Kelet-Lengyelországban.
- Zdzisław Marchwicki – Állítólag 14 embert ölt meg, de vitatott, hogy sorozatgyilkos lett volna.
- Mariusz Trynkiewicz – Egykori katona tiszt, aki 1988 nyarán 4 fiatal fiút rabolt el és gyilkolt meg.
- Pawel Tuchlin – A "Skorpió" összesen 9 nőt gyilkolt meg 1975 és 1983 között. 1987-ben kivégezték.
- Władysław Mazurkiewicz – Másképpen The Gentleman Killer ("Az úri gyilkos"). 30 nővel végzett.
- Joachim Knychala – 5 nőt gyilkolt meg 1975 és 1982 között.
- Stanislaw Modzelewski – 7 nőt ölt meg Łódźban az 1960-as években. 1970-ben kivégezték.
- Leszek Pękalski – 17 nőt ölt meg.
- Bogdan Arnold – 1966 és 1967 között 4 nőt gyilkolt meg Krakkóban, akiknek a holttesteivel élt együtt. 1968-ban kivégezték.
- Łucjan Staniak – Másképpen The Red Spider ("A vörös pók") és The Red Ripper ("A vörös csonkító"). 6 nő megölésért ítélték el, de 20 gyilkosságot vallott be.

### Lettország
- Kaspars Petrovs – 23 idős rigai nő megölésért ítélték el 2005-ben, de 38 gyilkosságot vallott be.
- Ansis Kaupēns – Katonai dezertőr, aki 1920 és 1926 között 30 rablást és 19 gyilkosságot követett el. 1927-ben végezték ki.
- Jurij Krinitsyn – A rigai Upir néven is ismert; elmebeteg orosz bevándorló, aki 1975-ben Rigában megölt 3 férfit, köztük két KGB-tisztet. Alkalmatlannak találták a tárgyalásra, önkéntelen kötelezettségvállalásra ítélték.
- Stanislav Rogolev – Más néven Agent 000 ("A 000-ás ügynök"). Kirabolt, megerőszakolt és meggyilkolt 10 nőt 1980 és 1982 között. 1984-ben kivégezték.

### Libanon
- George és Michel Tanielian – Más néven The Taxi Driver Killers ("A taxisofőr gyilkosok"). Szíriai fivérek, akik 2011 júliusa és novembere között taxisofőröket öltek meg és raboltak ki Matn körzetben. Mindkettőjüket halálra ítélték.

### Litvánia
- Valentinas Laskys – A lányával közösen követtek el rablásokat Litvániában és Fehéroroszországban 1990 és 1992 között, amelyek alatt legalább 4 embert öltek meg. 1993-ban a lányával együtt kivégezték.
- Antanas Varnelis – 1992 júliusa és decembere között több településen kirabolt és meggyilkolt 6 nyugdíjast. 1994-ben kivégezték.

### Magyarország
- Balogh Lajos – a százhalombattai rém. 1995-ben 25 évre ítélték 4 ember meggyilkolásáért, bár 5 áldozata volt. Az ötödik a saját apja, de azt az anyja vállalta magára és később Balogh Lajosra nem is bizonyították rá.
- Báthori Erzsébet – grófnő, aki állítólag szolgálókat ölt-öletett meg. Egyes szóbeszédek szerint 650 lánnyal végzett. Magyar történészek szerint koholt vádak alapján és ítélet nélkül börtönözték be – a vagyonáért.
- Dér Csaba – szerb-magyar állampolgárságú csantavéri bűnöző, a balkáni drogterjesztő hálózatok bérgyilkosa. Négy embert gyilkolt meg Szerbiában, Magyarországon és Hollandiában.
- Donászi Aladár – fegyveres bandita, az ún. skálás gyilkos.
- Ember Zoltán – a szentkirályszabadjai sorozatgyilkos. 80 éven felüli, idős embereket ölt meg puszta nyereségvágyból.
- Erdélyi Nándor – a bolti sorozatgyilkos ötvenezer forintért gyilkolt meg négy eladót.
- Faludi Tímea – a Fekete Angyal-ügy főszereplője. Ápolónő volt, aki több tucat idős embernek adott be injekciókat jogosulatlanul. A bíróság a beismerő vallomása ellenére nem látta igazoltnak azt, hogy a betegek Faludi injekcióitól hunytak volna el.
- Elek Margit – 4 vagy 6 embert gyilkolt meg nyereségvágyból.
- Gerzsány Mária – kisteleki méregkeverő, családtagjai megmérgezése mellett hasznos tanácsokkal és kiegészítő szolgáltatásokkal látta el a családtagjaik meggyilkolását tervező környékbelieket is.
- Gyömbér Pál – Szegvár környéki baltás rablógyilkos. Még saját esküvőjére menvén is embert ölt.
- Holhos Jánosné – 4 embert ölt meg nikotinoldattal.
- Jáger Mari – hódmezővásárhelyi méregkeverő, áldozatainak száma legalább 5.
- Jancsó Ladányi Piroska és édesanyja, Jancsó Borbála – 5 lányt öltek meg Törökszentmiklóson Piroska leszbikus vágyainak kielégítése végett, valamint nyereségvágyból.
- Kiss Árpád, Kiss István (bűnöző) és Pethő Zsolt – a romagyilkosok. 2008. július 21. és 2009. augusztus 3. között öt megye kilenc településén támadtak romákra és összesen 6 embert öltek meg.
- Kiss Béla – a cinkotai bádogos. Legalább 24 nővel végzett. Az első világháború zűrzavaros éveiben eltűnt.
- Kovács Péter – a martfűi rém. 1957-67 között hat nőt támadott meg, négyüket meggyilkolta, ketten túlélték a fejükre mért kalapácsütéseket.
- Kruchió Tibor – szegedi fegyveres rabló.
- Léderer Gusztáv – katonatiszt, aki számos politikai gyilkosságot követett el. Felesége szeretőjének feldarabolásáért 1925-ben kivégezték.
- Nagy László – a móri mészárlás azon elkövetője, aki 8 embert ölt meg akkor és több postással is végzett.
- Nemeskéri Gusztáv – nyereségvágyból gyilkolt meg négy embert – köztük saját féltestvérét – 1996 és 1999 között.
- Pándy András és Pándy Ágnes – másképpen a magyar lelkész és lánya. 6 embert öltek meg Belgiumban.
- Pápics Ferenc – a várdai rém . 2007 során egy magányos asszonyt, majd később egy időskorú házaspárt ölt meg. A Pécsi Ítélőtábla jogerősen tényleges életfogytiglani szabadságvesztésre ítélte.
- Pipás Pista – Pipás Pista, azaz Rieger Pálné férfiruhába öltözve járta Szeged környékét bérgyilkosságokat vállalva.
- Varga Sándor – erdélyi rablógyilkos, négy áldozata volt Budapest déli elővárosaiban.
- Szabó Zoltán – másképpen a balástyai rém. 5 emberrel végzett.
- A tiszazugi arzénes asszonyok – több mint 300 embert mérgeztek meg 1914 és 1929 között.
- Horváth Csanád Jutas – a sajtóban elterjedt nevén a kulcsi családirtó. Néhány nap leforgása alatt négy családtagját ölte meg.
- T. Tamás – Más néven a rákóczifalvi rém. 2017 és 2018 során 3 hatvan év feletti férfit gyilkolt meg.[8]
- E. László – 2017 és 2020 között ölt meg 2 embert, két másikat pedig súlyosan megsebesített Budapesten, a Kámfor utcában.
- Éles Imre – győri építkezési vállalkozó, akit két villanyszerelő meggyilkolásával gyanúsítanak hivatalosan, akik 2015. június 3. és 2018. március 31. között tűntek el, ám valószínűleg jóval több áldozata is lehet.
- Soós Lajos – 5 embert, köztük egy rendőrt gyilkolt meg a rendszerváltás éveiben.
- Vitális Imre – betyár, aki 3 embert gyilkolt meg (köztük az anyósát és a feleségét) 1910 nyarán. Mikor a csendőrök sarokba szorították, öngyilkosságot követett el.
- Németh István – Soós Lajos bűntársaként 1979-ben két embert ölt meg, majd szabadulása után, 2008-ban egy hajléktalannal is végzett.

### Marokkó
- Hadj Mohammed Mesfewi – Más néven The Marrakesh Arch-Killer, aki legalább 36 nőt gyilkolt meg. 1906-ban keresztre feszítéssel kivégezték.

### Mexikó
- Juana Barraza Samperio – Másképpen Mataviejitas („Az öreg hölgyek gyilkosa”). Mexikóvárosban „tevékenykedett” 2006. január 25-éig. Feltehetően több mint 30 gyilkosságot követett el, de a rendőrök csak 7-et bizonyítottak rá, ő mindössze 4-et vallott be.
- Adolfo de Jesús Constanzo – Másképpen El padrino de Matamoros („Matamoros keresztapja”). Szektavezető, aki legalább 13 embert gyilkolt meg a Palo Mayombe vallás nevében. Egy rendőrségi tűzpárbaj során halt meg.
- Delfina és María de Jesús González – 91 embert öltek meg, 1964-ben 40 év börtönre ítélték őket.
- Magdalena Solís – A Vér Főpapnője néven ismert sorozatgyilkos és szektavezető, aki 15 olyan gyilkosság lebonyolításáért volt felelős, amelyeket az áldozatok vérének megivásáért követtek el.
- Silvia Meraz Moreno – Sorozatgyilkos és szektavezér, akit három gyilkosság miatt ítéltek el 2009 és 2012 között Nacozariban. A gyilkosságok emberi áldozatok voltak Santa Muertenek.
- Francisco Guerrero Pérez – Ő volt az első sorozatgyilkos, akit elfogtak Mexikóban, bár nem ő volt az országban az első nyilvántartott. Összesen 20 nőt ölt meg Mexikóvárosban 1880 és 1888 között.
- Abdul Latif Sharif – Az egyiptomi származású gyilkos több tucat gyilkosságért felelős.
- Jorge Humberto Martinez Cortes – Másnéven The Girlfriend Killer ("A Barátnő Gyilkos"). 2015 és 2017 között 4 nőt ölt meg Mexikóban, a hajukat leborotválta.
- José Luis Calva – Iró és sorozatgyilkos. 2007-ben legalább 3 ember (köztük barátnője) meggyilkolásával és kannibalizmussal vádolták.
- Andres Mendoza – Kannibál sorozatgyilkos. 2001 és 2021 közötti húsz év alatt 9 nőt ölt meg, a holttesteket a háza alá ásta el.
- Fernando Hernández Leyva – 1982 és 1999 között bizonyítottan 33 emberrel végzett, de a gyanú szerint az áldozatainak tényleges száma akár a 137-et is elérheti, ezzel ő lehet Mexikó legtöbb áldozatot szedő sorozatgyilkosa.

### Németország
- Jürgen Bartsch – Tinédzser fiú, aki 4 fiút ölt meg 1962 és 1966 között, az ötödik áldozat túlélte a támadást. Egy kasztrálási műtét során halt meg túladagolás következtében.
- Karl Denke – Kannibál és állítólag 30 emberrel végzett.
- Karl Grossmann – Nőket gyilkolt és húsukat eladta a fekete piacon. Legalább 22 emberrel végzett, de a becslések szerint akár 100 áldozata is lehetett.
- Irma Grese – "A Halál Szőke Angyala", náci felügyelőnő, több száz foglyot kínzott meg kéjvágyból.
- Gesche Gottfried – "A brémai angyal" 15 embert mérgezett meg egérvajjal.
- Fritz Honka – 4 prostituáltat gyilkolt meg 1970 és 1975 között Hamburgban.
- Ilse Koch – "A Buchenwaldi boszorkány", náci parancsnok feleség, több száz deportáltat kínzott halálra a Buchenwaldi koncentrációs táborban.
- Fritz Haarman és Hans Grans – Legalább 24 gyereket gyilkoltak meg, húsukat eladták.
- Volker Eckert – Egykori kamionsofőr, aki 2001 és 2006 között legalább 6 stoppos nővel végzett Nyugat-Európa szerte. A hatóságok szerint az áldozatai száma jóval magasabb is lehet.
- Joachim Kroll – Másnéven a "Ruhr-vidéki Kannibál", aki 14 gyilkosságot követett el 1955 és 1976 között, de "csak" nyolcért ítélték el.
- Christa Lehmann – 3 embert megmérgezett.
- Anna Maria Zwanziger – Megközelítőleg 80 embert is megmérgezhetett, de sokan túlélték.
- Heinrich Pommerenke – 1959 februárja és júniusa között legalább 4 nőt gyilkolt meg és még többet megtámadott Baden-Württemberg tartományban. 2008-as haláláig ő volt leghosszabb ideig börtönben lévő fogoly Németországban.
- Peter Goebbels – 1984 és 1985 között 4 fiatal nőt fojtott meg Berlinben. Az utolsó gyilkosság helyszínén hagyta a személyi igazolványát, ezért tudta végül a rendőrség elfogni.
- Peter Kürten – Másképpen Vampire der Düsseldorf (a Düsseldorfi vámpír), illetve Monster der Düsseldorf (a Düsseldorfi rém). 1931. nyarán 9 gyilkosság és további 7 gyilkossági kísérlet elkövetése miatt végezték ki, de utólag az feltételezhető, hogy összesen 79 emberrel végzett.
- Wolfgang/Beate Schmidt – Transznemű sorozatgyilkos, aki 1989 és 1991 között 6 nőt gyilkolt meg Potsdam környékén.
- Paul Ogorzow – Más néven The S-Bahn Murderer. Erőszaktevő sorozatgyilkos, aki 8 nőt erőszakolt és gyilkolt meg Berlinben 1940 októbere és 1941 júliusa között.
- Werner Boost – Másképpen The Couples Killer, aki 1953 és 1956 között 5 emberrel végzett Düsseldorf környékén. Egyik esetnél hipnotizálta barátját, Franz Lorbach-ot, hogy segítsen neki annak elkövetésében. Tényleges életfogytiglanra itélték.
- Manfred Seel – Más néven The Hesse Ripper ("A Hesse-i Hasfelmetsző") és Jack the Ripper of Schwalbach ("A schwalbachi Hasfelmetsző Jack"). 1971 és 2004 között bizonyítottan 5 gyilkosságot követett el, de a gyanú szerint akár 9 áldozata is lehetett.
- Stephan Letter – Egykori ápoló, aki legalább 29 betegének haláláért felelős. 2006-ban tényleges életfogytiglanit kapott.
- Niels Högel – Ápoló, aki 2000 és 2005 között 85-nél is több pácienssel végzett több különböző kórházban.
- Adolf Seefeldt – Más néven Sandman ("A Homokember"). 1908 és 1935 között bizonyítottan 12 fiatal fiúval végzett, de az áldozatainak a száma akár a 100-at is elérheti. Nyaktilóval végezték ki 1936-ban.
- Egidius Schiffer – 5 nőt gyilkolt meg 1983 és 1990 között. 2007-ben fogták el. 2018-ban a börtönben áramütés végzett vele.
- Frank Gust – A Rajnai Hasfelemtsző, aki 4 nőt gyilkolt meg a kilencvenes évek második felében.
- Ernst-Dieter Beck – 1961 és 1968 között 3 nőt fojtott meg Nyugat-Németországban. Életfogytiglani börtönbüntetésre ítélték, 2018-ban hunyt el a börtönben.
- Norbert Poehlke – Más néven The Hammer Killer ("A Kalapácsos Gyilkos"). Rendőrtiszt, aki 1984 és 1985 között bankrablásokat követett el, amelyek során 6 emberrel végzett. Bűnei csak a halála után derültek ki, miután öngyilkosságot követett el.
- Friedrich Schumann – 1911 és 1919 között rablásokat követett el, amelyek során 6 embert ölt meg. 1920 augusztusában baltával lefejezték.

### Norvégia
- Edgar Antonsen – 1962 és 1974 között 2 nőt és egy fiatal lányt ölt meg, utóbbi gyilkosságban a féltestvére is segítette. Életfogytiglani börtönbüntetésre ítélték, ám 1988-ban kiszabadult, és 1993-ban öngyilkosságot követett el.
- Roger Haglund – 4 embert meggyilkolt Tistedalenben 1991 és 1992 között, de gyanították egy kettős gyilkossággal is az 1980-as évekből. A maximális ítéletre, 21 év letöltendő börtönbüntetésre ítélték, majd szabadlábra helyezték. Szabadlábon halt meg 2011-ben.
- Sofie Johannesdotter – Svéd szobalány, aki 1869 és 1874 között legalább 3 embert mérgezett meg arzénnal a mai Halden területén. 1876-ban kivégezték.
- Arnfinn Nesset – Egy orkalandi idősek otthonának vezetője, aki 22 bentlakót mérgezett meg szuxametónium-kloriddal éveken keresztül, mielőtt 1983-ban elítélték.

### Olaszország
- Luigi Chiatti – Másképpen Mostro di Foligno ("Foligno réme"). Áldozatai gyerekek voltak. 2 gyilkosságért ítélték el.
- Leonarda Cianciulli – Másképpen Saponificatrice di Correggio ("A correggiói szappanfőzőnő") aki 3 nőt ölt meg.
- Gerardo Colazio – 35 gyereket ölt meg.
- Wolfgang Abel és Marco Furlan – Német-Olasz sorozatgyilkos duó, akik 1977 és 1984 között legalább 28 emberrel végeztek.
- Ferdinand Gamper – Más néven Monster of Merano (Merano-i szörny), aki 1996 során 6 emberrel végzett. Egy rendőrségi üldözés során végzett önmagával.
- Roberto Succo – 5 embert ölt meg (köztük a saját szüleit is) 1981 és 1988 között.
- Simone Pianetti – Olasz sorozatgyilkos, aki 7 embert ölt meg.
- Donato Bilancia – Más néven The Liguria Moster ("A liguriai szörny"). 1997 októbere és 1998 májusa közötti 6 hónap alatt 17 embert mészárolt le.
- Marco Bergamo – Más néven Monster of Belzamo. 5 nőt gyilkolt meg 1985 és 1992 között. 2017-ben halt meg egy tüdőfertőzés miatt.
- Antonio Boggia – Más néven Monster of Milan ("A milánói rém"). Az első dokumentált olasz sorozatgyilkos, aki 4 embert gyilkolt meg monetáris célokból 1849 és 1859 között. 1862-ben felakasztották.
- Ralph Brydges – Más néven Monster of Rome ("Róma szörnye"). Angol lelkész, akiről úgy gondolják, hogy az 1920-as években Rómában 5 lányt gyilkolt meg, más országokban pedig még 4-et. Sosem ítélték el a bűncselekményekért.
- Sonya Caleffi – Ápolónő, aki 2003 és 2004 között haldokló betegeket mérgezett meg, akik közül 5-en meghaltak. 20 év börtönbüntetésre ítélték.
- Pier Paolo Brega Massone – Legalább 4 embert gyilkolt meg Milánóban és illegális műtéti úton megnyomorított másokat, hogy nagy összegű pénzhez jusson. Életfogytiglant kapott.
- Andrea Mateucci – Más néven Monster of Aosta ("Az Aosta-i rém"). 1980 és 1995 között egy kereskedővel és 3 prostituálttal végzett. 28 és börtönre és további 3 év elmegyógyintézeti kezelésre ítélték.
- Maurizio Minghella – 5 nőt ölt meg a szülővárosában, Genovában 1978-ban, mielőtt bebörtönözték. Miután kiengedték, még legalább 4 nőt gyilkolt meg, de további gyilkosságokkal is gyanúsítják, amelyeket 1997 és 2001 közt követhetett el. Életfogytig tartó szabadságvesztésre ítélték.
- Giorgio Orsolano – Más néven Hyena of San Giorgio ("A San Giorgio-i hiéna"). Megerőszakolt, megölt és feldarabolt 3 lányt 1834 és 1835 között szülővárosában, San Giorgio Canavesában. 1835-ben kivégezték.
- Ernesto Picchioni – Más néven The Monster of Nerola ("Nerola szörnye"). A saját otthonaik környékén gyilkolt embereket, amely számot a hatóságok 4 és 16 közé tesznek; szívmegállás miatt halt meg 1967-ben.
- Milena Quaglini – Meggyilkolta férjét és két másik férfit, akik 1995 és 1999 között megpróbálták megerőszakolni. 2001-ben a börtönben öngyilkos lett.
- Gianfranco Stevanin – Más néven Mosnter of Terrazzo – ("A terrazzói rém"). Prostituáltakat erőszakolt és gyilkolt meg 1993 és 1994 között, valamit erőszakoskodott egyik áldozata holttestével. Életfogytig tartó szabadságvesztésre ítélték.
- Giulia Tofana – Női méregkeverők csoportjának a vezetője a 17. században, aki 600 férfi meggyilkolását ismerte el rokonainak; az ágyában halt meg. Sosem tartóztatták le.
- Giorgio Vizzardelli – 5 embert lőtt agyon Sarzana környékén 1937 és 1939 között. Életfogytig tartó szabadságvesztésre ítélték, ám 1973-ban egy késsel felvágta a torkát és öngyilkos lett.
- Roberto Spinetti – 2003 októbere és novembere között 3 prostituáltat ölt meg és rabolt ki azzal a céllal hogy kifezesse a szerencsejáték tartozásait. Életfogytiglanra és 56 év börtönbüntetésre ítélték.
- Umberto Zadnich – 1974-ben megölte élettársát Triesztben, majd cellatársát is az elmegyógyintézetben; szabadulása után megölte a lányát 1987-ben. Azóta egy pszichiátriai kórházban tartják fogva.
- Antonio Mantovani - Más néven Il Mostro di Milano ("A milánói szörny"), aki 1983-ban meggyilkolt egy nőt, majd szabadulása után, 1996 és 1997 között további 3 nővel is végzett. 2001-ben életfogytiglanra ítéték, de két évvel később öngyilkos lett a börtönben.
- Vitalino Morandini - Más néven Il Mostro di Pontoglio ("A pontiglói szörny") olasz sorozat-és tömeggyilkos, aki legalább 9 embert gyilkolt meg Bergamo és Brescia megyékben 1955 és 1956 között. Nagynénje 1947-es halálával is gyanúsították, de sosem vádolták meg vele. 1960 nyarán négyszeres életfogyitlani börtönbüntetésre ítélték, de két hónappal később felakasztotta magát a cellájában.
- Sergio Curreli - Más néven Il Mostro di Arbus ("Az arbusi szörny"). Olasz sorozatgyilkos és bérgyilkos, aki 1982 és 1990 között 5 embert gyilkolt meg Szardíniában. Életfogytiglani börtönbüntetésre ítélték.

### Oroszország
- Andrej Csikatilo – A „rosztovi rém”, vagy a „rosztovi Hasfelmetsző”. 1978 és 1990 között 56 nőt és gyereket ölt meg, 1994-ben kivégezték.
- Alekszandr Picsuskin – A „sakktáblás gyilkos” vagy a „bitcevszkiji rém”. 61 embert ölt meg, ám eredetileg 64-et tervezett – amennyi megegyezik a sakktábla mezőinek számával. 48 gyilkosságért mondták ki bűnösnek, jelenleg életfogytiglani börtönbüntetését tölti 2007 óta.
- Vlagyimir Ionyeszjan – „Moszgaz”, úgy jutott be lakásokba, hogy a moszkvai gázszolgáltató alkalmazottjának adta ki magát. 1963 és 1964 között 5 embert ölt meg. Sortűzzel végezték ki.
- Darja Szaltikova – A „véres bárónő”. Szadista földbirtokosnő, aki 1756 és 1762 között saját jobbágyait kínozta halálra. Áldozatainak számát 28 és 138 közé helyezik.
- Tamara Szamszonova – A „hasfelmetsző öregasszony”. Bizonyítottan 2 embert ölt meg különös kegyetlenséggel, még 3 feltételezett. Jelenleg intézetben kezelik.
- Mihail Popkov – Az „angarszki mániákus”. Volt rendőrtiszt, aki 1992 és 2010 között legalább 84 nővel végzett, ezzel ő Oroszország legkíméletlenebb sorozatgyilkosa.
- Anatolij Szlivko – A „túravezető hasfelmetsző”. 1964 és 1985 között 7 fiatal fiút erőszakolt és gyilkolt meg. 1989. szeptember 16-án kivégezték.
- Jevgenyij Csuplinszkij – A „váll-lapos mániákus”, aki bizonyítottan 19 nőt ölt meg, de a gyanú szerint áldozatainak száma akár a 80-at is elérheti. Jellegzetees aláírása az volt, hogy kivágta áldozatai szívét.
- Szergej Martinov – A „baskír vadállat”. 1992-ben megölt egy nőt, majd 2005 és 2010 között további 8 emberrel végzett – bevallása szerint –19-cel.
- Alekszandr Bicskov – A „belinszkiji kannibál”. Többnyire férfi alkoholistákat szemelt ki magának, akiket elcsalt egy elhagyott helyre, majd ott konyhakéssel végzett velük. A 9 bizonyított áldozata közt volt az anyja szeretője is. Tetteiért 2013-ban életfogytiglanit kapott.
- Radik Tagirov – A „kazanyi fojtogató”, aki 2011 és 2012 között 31 idős asszonyt gyilkolt meg Kazanyban. 2020-ban fogta el a rendőrség.
- Irkutszki mániákusok – Artyom Anufrijev és Nyikita Litkin volt, aki a dnyepropetrovszki mániákusokat utánozva megöltek 6 embert 2010 és 2011 között. Artyom tényleges életfogytiglant, Nyikita pedig 24 év börtönt kapott.
- Pavel Vojtov és társai – Magukat a „tisztogatóknak” nevezték, akik 2014 és 2015 között legalább 15 hajléktalant gyilkoltak meg Moszkva-szerte.
- Henadz Mihaszevics – A „vicebszki fojtogató”. Egykori rendőrtiszt, aki 1971 és 1985 között legalább 33 nővel végzett, de az áldozatai valódi száma elérheti az 55-öt is. 1987-ben végezték ki. Korábban több tettért ártatlanokat tartoztattak le és végeztek ki.
- Irina Gajdamacsuk – A „kalapácsos szőke”. Alkoholista, aki 2002 és 2010 között 17 idős nőt ölt meg és rabolt ki, hogy tudja finanszírozni a függőségét.
- Alekszandr Taran – Az „alekszandrovszkojei lövész”, aki bosszúból megölt 3 rendőrtisztet 2003 és 2004 között.
- Artur Rino és Pavel Szkacsevszkij – 2007 és 2009 között - rasszista indíttatásból - legalább 20 emberrel végeztek Moszkva környékén.
- Dmitrij Csernov – Más néven A gorlovkai mániákus. Odesszai születésű emberevő, a Doneck melletti Horlivkában fogták el. 4 emberrel végzett 2017 és 2018 során, de több gyilkossággal is gyanúsítják. Az áldozatok máját „részesítette előnyben”.
- Dmitrij Karimov – a „jekatyerinburgi mániákus”. Erőszaktevő, aki 2005 és 2006 között 10 nőt támadott és erőszakolt meg, közülük 7-et meg is ölt.
- Dmitrij Golubev – Üzbég születésű sorozatgyilkos, aki 1991 és 2008 között 4 emberrel végzett.
- Zaven Almazján – A „Halottvadász”. 1970 áprilisa és októbere között 3 nőt erőszakolt és gyilkolt meg Rosztov-na-Donuban és Vorosilovgrádban. 1973-ban kivégezték.
- Oleg Kuznyecov – Más néven A balasihai Hasfelmetsző Jack. Sorozatgyilkos és erőszaktevő, aki 10 lányt és nőt gyilkolt meg 1991 és 1992 között.
- Andrej Jevszejev – A taganszkiji mániákus. 9 nőt gyilkolt meg Moszkva térségében 1974 és 1977 között. 1979-ben kivégezték.
- Nyikolaj Fefilov – a „nekrofil”. 7 fiatal lányt erőszakolt és fojtott meg Szverdloszkban 1982 és 1987 között. 1988 nyarán, letartóztatásban a cellatársai fojtották meg.
- Vaszilij Filippenko – Az úgynevezett „abszolút gonosz”. 1967-ben 5 nőt erőszakolt és fojtott meg. 1968-ban kivégezték.
- Igor Csernat – „Kaukjarvi gonosz szelleme”, aki 1985 és 1986 között bizonyítottan 4 nőt ölt meg, de 13-ról számolt be. A rá következő évben végezték ki.
- Dmitrij Grigyin – Más néven A Liftes. 3 fiatal lányt erőszakolt és ölt meg 1989-ben. Halálra ítélték, később életfogytiglanra módosították az ítéletet.
- Borisz Guszakov – Más néven A Diáklányvadász. 1964 és 1968 között 15 lányt és fiatal nőt erőszakolt meg Moszkva környékén, közülük 6-ot meggyilkolt. 1970-ben kivégezték.
- Gennagyij Ivanov – Más néven A Gorkiji Mániákus. Rabló és erőszaktevő, aki 1973 és 1980 között Gorkijban és Vurnariban 8 nőt ölt meg. 1982-ben kivégezték.
- Vaszilij Komarov – Más néven A Csomagoló. 1921 és 1923 között összesen 33 férfival végzett. Még az elfogása évében, 1923-ban kivégezték.
- Borisz Kornyejev – Más néven Gyilkos Erőművész. 1968-ban 3 nőt fojtott meg, valamint egyik áldozata apjával és egy rendőrrel is végzett. Egy pszichiátriai kórházban a szobatársai végeztek vele.
- Vaszilij Kulik – 1984 és 1986 között legalább 30 fiatal lányt és idős asszonyt erőszakolt meg, közülük legalább 13-mal végzett is. 1989-ben kivégezték.
- Alekszandr Labutkin – Más néven A Félkarú Bandita. 1933 és 1935 között 15 embert ölt meg egy leningrádi erdőben egy revolver segítségével. 1935-ben kivégezték.
- Szergej Madujev – Profitorientált gyilkos, aki 1988 és 1990 között 10 emberrel végzett. 1991-ben megszökött a börtönből.
- Mihail Makarov – Más néven A Bakó. 1986-ban két fiatal lányt és egy idős asszonyt szúrt le Leningrádon, majd kirabolta a házukat. 1988-ban kivégezték.
- Vjacseszlav Markin – (Ördög a tubákos szelencéből) 1991-ben 6 emberrel végzett. Az ítélethirdetés előtt öngyilkosságot követett el.
- Anatolij Nagijev – (Veszett) 1979 és 1980 között legalább 6 nővel végzett, de több bűnténnyel is gyanúsították. 1981-ben kivégezték. Célja az volt, hogy a gyilkosságokkal Alla Pugacsova orosz énekesnőt lenyűgözze.
- Jurij Rajevszkij – Más néven ("A Vnukovói Mániákus"). 1971 során megerőszakolt, meggyilkolt és kirabolt 6 nőt szerte a Szovjetúnióban.
- Nyikolaj Szaharov – Más néven a vologdai hasfelmetsző Elrabolt, megerőszakolt és meggyilkolt 3 kislányt Vologdában. 1979-ben kivégezték.
- Borisz Szerebrjakov – Más néven ("A kujbisevi rém"). Nekrofil, aki 1969 és 1970 között 9 nővel végzett, a testüket megcsonkította. 1971-ben kivégezték.
- Szergej Scserbakov – a szépfiú 5 nőt (köztük egy várandósat) valamint egy fiatal lányt ölt meg 1985-ben. 1988-ban kivégezték.
- Nyikolaj Sesztakov – Más néven ("A ljuberci mániákus"). Kamionsofőr, aki 1975 során 12 nőt és fiatal lányt erőszakolt és ölt meg. 1977-ben kivégezték.
- Andrej Szibirjakov – Más néven az ellenőr. Szentpéterváron kirabolt és meggyilkolt 5 nőt. 1989 vagy 1990 során kivégezték.
- Vaszilij Szmirnov – Más néven ("A gatcsinai pszichopata"). 1977-ben kirabolt, megerőszakolt és meggyilkolt 5 nőt. 1980-ban kivégezték.
- Vlagyimir Sztorozsenko – Más néven ("A szmolenszki fojtogató"). 1978 és 1981 között szexuális élvezet céljából 13 nőt erőszakolt, kínzott és gyilkolt meg Szmolenszk környéken. Mielőtt 1981-ben letartóztatták, korábban négy ártatlan embert vádoltak tetteivel. 1984-ben kivégezték.
- Alekszej Szukletyin – Más néven az aligátor. Kannibál, aki 1979 és 1985 között 7 fiatal lányt és nőt ölt meg. 1987-ben kivégezték.
- Vlagyimir Szulima – Más néven ("A véres Casanova"). 1968-ban 3 nőt erőszakolt és gyilkolt meg a Permi területen. 1968-ban kivégezték.
- Vlagyimir Tretyjakov – Más néven ("Az Arhangelszki Mészáros"). 7 alkoholista nőt ölt és csonkított meg 1977 és 1978 között. 1979-ben kivégezték.
- Jurij Cjuman – Az"éjszakai vendég". Szülővárosában, Taganrogban 4 vagy 5 nővel végzett 1986 és 1991 között. Halálra ítélték, később életfogytiglanra módosították a büntetését.
- Filipp Tyurin – A "pokolból feltámadó" Bizonyítottan 14 emberrel végzett, de a gyanú szerint akár 29 áldozata i lehet, akiket Leningrád környékén ölt meg 1945 és 1946 során. 1947-ben kivégezték.
- Vlagyimir Uszov – Más néven ("A kisfiúvadász"). Paranoid szkizofrén, aki a Szamarai terület környékén erőszakolt és fojtott meg 5 fiatal fiút. Egy pszichiátriai klinikán halt meg.
- Anatolij Utkin – Más néven ("Az uljanovszki mániákus"). 8 lányt és egy férfit ölt meg 1968 és 1973 között. 1975-ben kivégezték.
- Vlagyimir Vinnyicsevszkij – Más néven ("Az uráli szörny"). Tinédzserkorú erőszaktevő, aki 1938 és 1939 között 8 gyermekkel végzett; az áldozatok életkora 2 és 4 év között volt. 1940-ben kivégezték.
- Firuz Ajtuganov – Illegális bevándorló, aki 2011-ben 4 nőt erőszakolt és fojtott meg Jekatyerinburgban.
- Valerij Andrejev – Más néven ("az orszki mániákus"). Kamionsofőr, aki 2006 és 2012 között elrabolt, megerőszakolt és meggyilkolt 7 fiatal lányt. Jelenleg szökésben van.
- Roman Barkovszkij – Legalább 24 nőt erőszakolt meg 2008 és 2009 között, közülük 3-at meggyilkolt. 24 év börtönre ítélték.
- Vlagyimir Belov – Más néven ("a hovrinói mániákus"). Bandita, aki 1991 és 2002 között kirabolt és megölt legalább 8 embert Moszkvában, de több gyilkossággal is gyanúsítják. Életfogytiglani börtönre ítélték.
- Vaszilij Bolgarov – Más néven a gagarini gyilkos. 2001 és 2010 között 4 embert ölt meg Gagarin városban. 25 év börtönre ítélték.
- Roman Burcev – Más néven ("A kamenszki Csikatilo"). 6 fiatal lányt erőszakolt és fojtott meg 1993 és 1996 között. Halálra ítélték, később életfogytiglanra módosították az ítéletét. 2023-ban halt meg rákban.
- Szergej Csornij – Más néven ("A Bestia"). 1999-ben 10 emberrel végzett, és a gyanú szerint egy 11-ediket is vízbe fojtott. A börtönben halt meg.
- Nyikolaj Csigirinszkih – Más néven a pervouralszki fojtogató aki 2005 és 2009 között legalább 3 lányt erőszakolt, ölt és csonkított meg, az áldozatok ruháit elégette.
- Oleg Csizsov – Más néven ("A birszki mániákus"). 22 és fél évre ítélték 4 lány megerőszakolásáért és brutális meggyilkolásáért.
- German Ljubomirovics Hrisztan – 5 embert ölt meg 2003 és 2017 között. Életfogytiglanra ítélték.
- Jevgenyij Csuplinszkij – Más néven ("A novoszibirszki mániákus"). 19 prostituálttal végzett 1998 és 2006 között.
- Vlagyimir Draganyer – Más néven ("A kamisini mániákus"). 4 fiatal lányt és két tinédzser lányt ölt meg 1999-ben.
- Nyikolaj Dugyin – Más néven magányos mániákus. 1987 és 2002 között 13 emberrel végzett, köztük a saját apjával is.
- Alekszandr Jelisztratov – Más néven véres taxis. 2005 és 2007 között 6 utasával végzett, majd kirabolta őket.
- Vagyim Jersov – Más néven krasznojarszki vadállat. 1992 és 1995 között 19 embert ölt meg. Halálra ítélték, később életfogytiglanra módosították az ítéletet.
- Alekszej Falkin – Más néven ("a kedves arcú mániákus"). 2004 és 2017 között 4 emberrel végzett.
- Viktor Fokin – Más néven nyugdíjas mániákus és hasfelmetsző papa 1996 és 2000 között gyilkolta áldozatait, akik főleg alkoholisták és erőszakos bántalmazók voltak. A börtönben halt meg.
- Agaron Galsztján – Más néven taxis mérgező. Taxisofőr, aki Szentpéterváron drogozta be és rabolta ki utasait, akik közül 7-en meghaltak.
- Alekszandr Gerascsenko – Más néven szolikamszki lövész. 7 biztonsági őrt lőtt le és ölt meg lopott fegyverekkel 1998 és 2005 között.
- Szergej Golovkin – Más néven Fiser. Megerőszakolt, megkínzott és meggyilkolt 13 fiatal fiút moszkvai garázsa alatt 1986 és 1992 között.
- Alekszandr Greba – Más néven a belgorodi Maugli. 5 emberrel végzett 1995 és 2009 között.
- Jurij Gricenko – Más néven zelenográdi kalapácsharcos. 2001 során 5 emberrel végzett. 22 év börtönre ítélték.
- Alekszej Gromov – Öt, női hozzátartozóját ölte meg 1996 és 2001 között a Jaroszlavli területen..
- Ivan Malisev – Más néven a permi kannibál. Legalább két gyilkosságot követett el Perm környékén1997 és 1998 között.
- Abdufatto Zamanov - Más néven The Krasnoyarsk Chikatilo ("A Krasznojarszki Csikatilo"). 2002 júniusa és 2004 novembere között személyes ellenségeskedésből 9 férfit és 5 nőt ölt meg Krasznojarszkban és környékén, valamint k megerőszakolt két, 12 és 16 éves lányt.
- Andrej Barausov - Más néven The Lensky Maniac ("A Lenszkij-i mániákus") Erőszaktevő, aki 1983 és 1997 között legalább 7 kiskorú lányt gyilkolt meg Szahában. 2023-ban oldották meg az ügyet a hatóságok, mikor Barausov beismerő vallomást tett; először tizennyolc évre ítélték, majd később ehhez hozzáadódott még további 21 év letöltendő börtönbüntetés.
- Fjodor Prodan - 1997 és 2017 között 4 embert gyilkolt meg három régióban. Életfogytiglani börtönbüntetésre ítélték.
- Ion Prodan - Más néven The Upyr of Domodedovo. Moldovai sorozatgyilkos, aki legalább 5 nőt meggyilkolt és további 17-et megerőszakolt Moszkvában 1998 és 1999 között. 25 év, szigorú rezsimű büntetőtáborban letöltendő börtönbüntetésre ítélték.
- Andrej Jezsov - Más néven The Kazisky Maniac ("A Kasirszkij-i Mániákus") 2009 és 2010 között kilenc nőre támadt rá és erőszakolt meg Moszkvában, közülük legalább 7-tel végzett is. Beismerte a bűncselekményeket, de felakasztotta magát a fogolytáborban, mielőtt vádat emelhettek volna ellene.

### Pakisztán
- Javed Iqbal – 100 fiút ölt meg. Megerőszakolta, feldarabolta, majd savban feloldotta áldozatait. 2001-ben öngyilkosságot követett el a börtönben.
- Amir Quayyum – Más néven The Brick Killer ("A Tégla Gyilkos"). 2005 májusa és júniusa közötti egy hónap alatt 14 hajléktalant gyilkolt meg kövekkel és téglákkal Lahore-ban, miközben azok aludtak. 2006 májusában halálra ítélték.
- Imran Ali – Legalább 8 gyereket erőszakolt és gyilkolt meg. 2018-ban kivégezték.

### Peru
- Pedro Pablo Nakada Ludeña – Más néven The Apostle of Death ("A halál apostola"). 17 gyilkosságért ítélték el, amely bűncselekményeket 2005 januárja és 2006 decembere között követett el, bár ő maga 25 gyilkosságot vallott be. 35 év börtönbüntetésre ítélték.

### Portugália
- Diogo Alves – Rabló és sorozatgyilkos, aki a Vízvezetékes gyilkos néven vált híressé, miután 1836 és 1840 között 70 embert ölt meg, és a holttesteket az akkoriban épített vízvezeték-rendszerbe rejtette el. 1841-ben felakasztották.

### Románia
- Ion Rîmaru – A Bukaresti-Vámpír aki 4 fiatal nőt gyilkolt Bukarestben 1970 és 1971 között. 1971-ben kivégezték.
- Vera Renczi – Fiúkat és férfiakat mérgezett meg, áldozatai száma ismeretlen.
- Vasile Tcaciuc – 1917 és 1935 között legalább 26 embert gyilkolt meg az otthonában. A rendőrök lőtték le, miközben épp a börtönből próbált megszökni.
- Gheorghe Dincă – 2019-ben fogták el és bevallotta egy 15 és egy 18 éves lány megerőszakolását és megölését.
- Adrian Stroe – Korábbi taxisofőr, aki 1992 márciusa és szeptembere között 3 örömlányt gyilkolt meg Bukarest környékén.
- Ion Turnagiu – 4 embert (köztük két rokonát) ölte meg 1993 és 1998 között. 2020-ban öngyilkos lett.

### Ruanda
- Denis Kazungu – 14 embert ölt meg, főként nőket. Áldozatait bárokból az otthonába csalogatta, majd megerőszakolta, kirabolta és megölte őket. 2023 szeptember 5-én tartóztatták le és később bűnösnek vallotta magát a gyilkosságokban.
- Aloys Tubarimo - 2007 folyamán 7 taxisofőrt gyilkolt meg, hogy ellophassa a járművüket. Még ebben az évben elfogták és magánzárkában letöltendő életfogytiglani börtönbüntetésre ítélték.

### Spanyolország
- Manuel Delgado Villegas – 1964 és 1971 között bizonyítottan 7 embert ölt meg, bár ő 48 gyilkosságot vallott be.
- Alfredo Galán – Másképpen The Playing Card Killer ("A Játékkártyás Gyilkos"), aki 2003 januárja és márciusa között 6 embert lőtt le hidegvérrel. Nevét onnan kapta, hogy az esetek többségében egy kártyát hagyott a támadások helyszínén.
- Joan Vila Dilmé – Volt biztonsági őr, aki 2009 és 2010 között Gironaban összesen 11 idős beteget mérgezett meg egy idősek otthonában. 2013-ban ítélték 127 év letöltendő börtönbüntetésre.
- Jose Antonio Rodriguez Vega – Az Öreg Hölgyek Gyilkosaként vált ismertté. Megerőszakolt, majd megölt 16 idősödő asszonyt Santanderben, Cantabria tartományban. Rabtársai végeztek vele a börtönben.
- Enriqueta Martí – Önjelölt boszorkány, aki gyermekeket rabolt el, testükből főzeteket készített és Barcelonában árusított. 1900 és 1912 között bizonyítottan 12 gyerekkel végzett, de az áldozatok valódi száma nem ismert.
- Joaquín Ferrándiz Ventura – 1995 júliusa és 1996. szeptembere között 5 nőt gyilkolt meg a spanyol Castellón tartományban.
- Remedios Sánchez – 2006-ban számos idős nőt rabolt ki Barcelonában, akik közül hármat meg is ölt. Tetteiért 144 év börtönre ítélték.
- Margarita Sánchez Gutiérrez – Más néven "Barcelona fekete özvegye" aki a kilencvenes évek elején 4 embert mérgezett meg. Tetteiért 34 év börtönre ítélték.

### Svédország
- Thomas Quick – Állítása szerint gyerekeket erőszakolt és gyilkolt, valamint, hogy legalább 30 áldozata volt. Mint utólag kiderült, hazudott és csak hírnévre vágyott. Jelenleg szabadlábon él.
- Tore Hedin – Rendőrtiszt, aki egyszerre volt sorozatgyilkos és tömeggyilkos is. 1951 novemberében megölte az egyik barátját, majd 1952. augusztus 22-én gyilkos ámokfutásba kezdett, amely további 9 ember halálát eredményezte (köztük a szüleiét és a volt barátnőjéét is). Ezután önmagával is végzett.
- Hilda Nilsson – Más néven The Bruks Street Angel Maker ("A Bruks Utcai Angyalcsináló"). Több mint 8 csecsemőt és kisgyermeket gyilkolt meg 1915 és 1917 között. 1917. június 15-én halálra ítélték, de augusztus 10-én felakasztotta magát a cellája ajtajára.

### Szerbia
- Ana di Pistonja - Más néven Baba Anujka. A 19. század végén és a 20. század elején legalább 50 embert ölt meg mérgekkel, de a gyanú szerint az áldozatok száma elérhette a 150-et is.

### Szlovákia
- Ondrej Rigo – 8 nőt valamint egy 14 éves fiút ölt meg 1990 és 1992 között.
- Marek Zivala – Szadista hajlamú kéjgyilkos, aki 1996 és 1998 között 3 nőt gyilkolt meg.[9]
- Juraj Lupták – A Besztercebányai Fojtogató, aki 1978 és 1982 között meggyilkolt 3 fiatal nőt. 1987-ben végeztek ki.

### Szlovénia
- Metod Trobec – Legalább 5 nővel végzett. 2006-ban öngyilkos lett a börtönben.

### Tajvan
- Lin Yu-ju - Tajvan első sorozatgyilkosa, aki 2008 és 2009 között 3 embert (köztük édesanyját) mérgezte és ölte meg haszonszezés céljából. Halálra ítélték, jelenleg a Taichung Női Börtönben várja az ítélet végrehajtását.
- Chen Jui-chin - Más néven The Chiayi Demon ("A Chiayi-i Démon"). Legalább 6 embert (köztük feleségét és két lányát) ölte meg 1985 és 2003 között, de két további gyilkossággal is gyanúsítják. 2013-ban főbelövéssel kivégezték.

### Törökország
- Adnan Çolak – Másképpen az Artvin-i rém, aki 1992 és 1995 között 11 idős nőt gyilkolt meg.
- Özgür Dengiz – Másképpen az Ankara-i kannibál, aki 1997 és 2007 között 3 férfit ölt meg.
- Yavuz Yapıcıoğlu – Becenevén a "Csavarhúzó Gyilkos". Ő az ország legtermékenyebb sorozatgyilkosa, aki legalább 18 embert gyilkolt meg 1994 és 2002 között, de egyes beszámolók szerint akár 40 ember haláláért is felelős lehet. 40 év börtönbüntetésre ítélték.
- Atalay Filiz – Legalább 3 gyilkosságért felelős, 2012 és 2016 között. Egy negyedik gyilkosságot is hozzákötnek.
- Hamdi Kayapinar – 1994 és 2018 között 8 nőt gyilkolt meg, köztük a húgát is.
- Orhan Aksoy – Más néven The Parcel Killer ("A Csomagos Gyilkos"). 2000 és 2001 között 5 embert fojtott meg Isztambul környékén, a holttesteket gyümölcsös ládákba rejtette, amelyeket mezőkön vagy építési területeken rejtett el.
- Ali Kaya – Más néven The Babyface Killer ("A Babaarcú Gyilkos"). 10 embert ölt meg 1997 óta; 2014 óta szökésben van.
- Özkan Zengin - Más néven The Well Driller Killer ("A Kútfúró" Gyilkos"). Bizonyítottan 3 homoszexuális férfival végzett 2008 nyarán, a holttesteket kútba dobta. Gyanúsítják további három gyilkosság elkövetésével is. Életfogytiglani börtönbüntetésre ítélték.

### Uganda
- Musa Musasizi – Más néven Uncle ("Bácsi"). 4 nőt és egy négy hónapos kislányt gyilkolt meg 2021 februárja és márciusa között. 105 év börtönbüntetésre ítélték.

### Ukrajna
- Anatolij Onoprijenko – Másképpen „A Terminátor”. 52 embert ölt meg 1989 és 1996 között.
- Dnyepropetrovszki mániákusok – Viktor Szajenko és Igor Szuprunyuk 2007 nyarán egy brutális támadássorozatot hajtottak végre, amelynek következtében 21 ember halt meg. Mindkettejüket tényleges életfogytiglanra ítélték.
- Jurij 'Elvisz' Kuzmenko – Más néven „A bojarkai sorozatgyilkos”, aki 2006 és 2009 között 13 fiatal nőt gyilkolt meg, de ő maga 206 gyilkosságot ismert be. Állításait nem tudta bizonyítani a rendőrség. Tényleges életfogytiglanra ítélték.
- Ruszlan Vitalijovics Hudolij – Bandájával 29 embert ölt meg 1998 és 2004 között.
- Ruszlan Rahimovics Hamarov – Apai ágon ujgur származású. 11 nővel végzett 2000 és 2003 között. Életfogytiglanra ítélték.
- Jurij Volodomirovics Szusko – Más néven "A hajléktalangyilkos". 2013 és 2015 között 5 hajléktalannal végzett.
- Vlagyiszlav Volkovics és Volodimir Kondratenko – Az ún. Nighttime Killers. 1991 és 1997 között 16 emberrel végeztek Kijev területén. Kondratenko a letartóztatásuk után öngyilkos lett, Volkovics életfogytiglani börtönbüntetést kapott.
- Szerhij Fedorovics Tkacs – Egykori rendőr, aki fiatal lányokat és nőket támadott meg 1980 és 2005 között. 37 gyilkosság elkövetéséért ítélték életfogytiglanra, de a becslések szerint áldozatai száma a 100-at is elérheti. 2018-ban meghalt a börtönben.
- Dmitro Petrovics Voronenko – Kirgíziai születésű ukrán sorozatgyilkos, az ún. Pétervári mániákus. 2006 és 2007 között 4 lányt és fiatal nőt ölt meg Szentpéterváron.
- Zaven Szarkiszovics Almazján – Más néven "A vorosilovgrádi mániákus". Örmény származású katona, aki megerőszakolt és meggyilkolt 3 nőt Vorosilovgrádban; 1973-ban kivégezték.
- Olekszandr Berlizov – Más néven "Az Éjszakai Démon". A szülővárosában 9 embert ölt meg 1969 és 1972 között.
- Szerhij Ivanovics Dovzsenko – 17 embert ölt meg mariupoli otthonukban rablási szándékkal; életfogytiglanra ítélték.
- Tamara Antonovna Ivanyutina – Más néven "A kijevi méregkeverő". Személyes ellentét miatt megmérgezett embereket 1976 és 1987 között, 9 embert ölt meg. 1987-ben kivégezték.
- Oleh Volodimirovics Kuznecov – Más néven "A balasihai hasfelmetsző". Összesen 10 embert ölt meg Oroszországban és Ukrajnában; halálra ítélték, később a börtönben halt meg.
- Anatolij Tyimofejev – Betörő, aki 1991 és 1992 között legalább 13 nyugdíjast fojtott meg Ukrajnában és Oroszországban, de további 4 gyilkossággal is gyanúsították; 1996-ban kivégezték.
- Jevhenyij Balan – Más néven The Fastiv Maniac ("A fastivi mániákus"). 9 embert gyilkolt meg és további 3 nőt megerőszakolt 2006 és 2011 között Kijev környékén. Életfogytiglani börtönbüntetésre ítélték.

### Üzbegisztán
- Zokhid Otaboev – 2010 és 2017 között meggyilkolta szomszédainak 3 gyermekét, hogy bosszút álljon rajtuk. Életfogytiglani börtönbüntetésre ítélték.

## Azonosítatlan sorozatgyilkosok
- ABC gyilkos (más néven ABC-s gyilkos, angolul Alphabet Killer, illetve a sorozatot nevezték ABC gyilkosságoknak is) – 3 kislányt ölt meg az 1970-es évek elején; történetében az a különös, hogy az áldozatok vezeték-és keresztnevének, valamint a gyilkosságok helyének kezdőbetűi megegyeztek. Könnyen lehet, hogy az elkövetőt Agatha Christie Az ABC-gyilkosságok című, egészen hasonló témájú bűnügyi regénye motiválta.
- Axeman of New Orleans ("A New Orleans-i hóhér") – 12 embert ölt meg 1918 és 1919 között.
- Austin Axe Murderer ("Az austin-i baltás gyilkos"), Servant Girl Annihilator ("A cselédlányok megsemmisítője") – 7 nőt ölt meg 1884 és 1885 között.
- Bible John ("A bibliai János") – 3 gyilkosságot követett el Glasgow -ban az 1960-as évek környékén.
- Cleveland Torso Murderer, The Mad Butcher of Kingsbury Run ("A Kingsbury Run őrült mészárosa") – 12 embert ölt meg, ebből csak kettőt tudtak azonosítani a csonkítások miatt.
- Jack the Ripper ("Hasfelmetsző Jack"), Az egyik leghíresebb sorozatgyilkos, aki prostituáltakat gyilkolt 1888-ban Londonban.
- Jack the Stripper ("Vetkőztetős Jack")- 1964 és 1965 között 6 prostituáltat ölt meg.
- Oakland County Child Killer ("Az Oakland megyei gyerekgyilkos"), The Babysitter Killer és The Snow Murderer – 1976 és 1977 között 4 gyereket ölt meg.
- The Phantom Killer ("A fantom gyilkos") – 1946-ban számos gyilkosságot követett el Texarkana közelében.
- Stoneman ("A kőember") – az 1980-as években számos hajléktalant ölt(ek) meg valaki/valakik Indiában.
- A "4-es főúti sorozatgyilkos" – ismeretlen személy (vélhetően férfi), aki Karcag környékén gyilkolt prostituáltakat 2007 és 2010 között. A gyanú szerint az elkövetőnek köze lehetett további néhány emberöléshez az 1990-es években is.
- Texas Killing Fields Killer ("A texasi "Killing Fields" gyilkos) – ismeretlen férfi; az 1971 júliusától kezdődő három évtized során több, mint 40 meggyilkolt fiatal lány holttestét találták meg Kelet-Texasban, Houston és Galveston között. A gyilkosságok és a hozzájuk kapcsolt ügyek azóta is megoldatlanok.
- Ann Arbor Hospital Murders ("Az Ann Arbor kórházi gyilkosságok") – 1975-ben 10 beteget gyilkoltak meg a Michigan állambeli Ann Arbor Kórházban.
- Atlanta Ripper ("Az atlantai torokmetsző") – 1911-ben 15 nőnek vágta át a torkát, de a becslések szerint az áldozatok száma a 21-et is elérhette.
- Charlie Chop-off ("Darabolós Charlie") – 1972 és 1973 között 4 fiatal afroamerikai fiút gyilkolt meg, akiknek holttesteit Manhattan háztetőin találták meg, megcsonkított nemi szervekkel.
- A whitechapeli gyilkosságok – tizenegy nő brutális meggyilkolásának máig megoldatlan eseménysorozata, amiket London elszegényedett East End-i negyedében, Whitechapelben követtek el 1888 és 1891 között.
- Chigaco Strangler ("A chicagói fojtogató") – 2001 és 2018 között több mint 55 nőt és lányt erőszakolt és fojtott meg Chicagóban. A rendőrség nyomoz az esetek összefüggésén.
- The Colonial Parkway Killer ("A Colonial Parkway Gyilkos") – 1986 és 1989 között 4 párt gyilkolt meg.
- The Connecticut River Valley Killer ("A Connecticut River Valley-i gyilkos") – 1978 és 1987 között 7 nőt ölt meg New England államban.
- Dayton Strangler ("A daytoni fojtogató") – 1900 és 1909 között 5 nőt és egy férfit fojtott meg az Ohio állambeli Daytonban.
- Denver Prostitute Killer ("A denveri prostituáltgyilkos") – 1975 és 1995 között legkevesebb 17 nőt támadott, erőszakolt és fojtott meg.
- Denver Strangler ("A denveri fojtogató") – 1894 és 1903 között 5 prostituáltat fojtott meg.
- Detroit East Side Killer – 2018 és 2019 között 4 prostituálttal végzett Detroit keleti részén.
- The Doodler ("A Firkáló") – 1974 és 1975 között 14 homoszexuális férfival végzett San Franciscóban, Kaliforniában.
- Dr. No – 1981 és 2004 között 9 embert ölt meg számos államban.
- The Long Island Serial Killer ("A Long Island-i sorozatgyilkos"), más néven Gilgo Beach Killer ("a Gilgo Beach-i gyilkos"). Vélhetően 1996 és 2010 között volt aktív a New York állambeli Long Island-en; áldozatainak számát 10 és 16 közé teszik a hatóságok.
- Eastbound Strangler ("Az Eastbound-i fojtogató") – 2004 és 2006 között 4 nőt fojtott meg Atlantic City közelében, New Jersey államban. Gyanítják, hogy az elkövető azonos a Long Island-i sorozatgyilkossal.
- Edgecombe County Serial Killer ("Az Edgecombe megyei sorozatgyilkos") – A 2000-es években 9 nővel végzett Észak-Karolinában.
- Frankford Slasher ("A frankfordi késelő") – 1985 és 1990 között 9 embert ölt meg Frankfordban, Philadelphia elővárosában, Pennsylvania államban.
- Freeway Phantom ("Az Autópálya Fantom") – 1971 és 1972 között 6 fiatal lányt erőszakolt és fojtott meg Washington államban.
- Skid Row Stabber ("A Skid Row-i szúrkáló") – 1978 és 1979 között 12 gyilkosságot követett el Los Angelesben, Kaliforniában.
- The Manchester Pusher ("A manchesteri Lökdöső") – 2007 óta több mint 80 embert ölt meg úgy, hogy a Manchesteren átfolyó kanálisba lökte őket. A rendőrség nyomoz az esetek összefüggésén.
- The New Bedford Highway Killer ("A New Bedford-i Országúti Gyilkos") – 1988 márciusa és 1989 áprilisa között bizonyítottan 9 nőt ölt meg a Massachusetts állambeli New Bedford közelében a 140-es autópályán.
- Monster of Florence ("A firenzei rém") – 1968 és 1985 között 8 párt mészárolt le Firenze környékén.
- Lisbon Ripper ("A liszaboni hasfelmetsző") – 1992 és 1993 között 3 prostituáltat gyilkolt meg Lisszabonban.
- Sleepy Hollow Killer – 1990 és 2007 között volt aktív KwaZulu-Natalban, áldozatai számát 13 és 16 közé teszik.
- Thames Torso Murderer ("A temzei Torzó gyilkos") – 1887 és 1889 között 4 gyilkosságot követett el, a megcsonkított testeket a Temzébe dobta.
- Hellsinki Cellar Killer ("A hellsinkii Pince Gyilkos") – 3 nőt erőszakolt és fojtott meg 1976 és 1981 között. Az áldozatokkal a saját pincéjükben végzett, majd rájuk zárta az ajtót.
- Beer Man ("A Sör Ember") – 7 embert gyilkolt meg Mumbai déli részén 2006 októbere és 2007 januárja között. Nevét onnan kapta, hogy két áldozat holtteste mellett sörösdobozokat találtak.
- Monster of Udine ("Az Udine-i rém") – Legalább 4 áldozatát ölte meg az olaszországi Udine tartományban 1971 és 1991 között, de a gyanú szerint akár 16 áldozatot is szedhetett.
- The Wednesday Strangler ("A szerdai fojtogató") – 1975 és 1989 között 7 gyereket és nőt fojtott meg Saga tartományban, Japánban.
- B1 Butcher ("A B1-es mészáros") – A Dél-Afrikán áthaladó B1-es állami országúton 2005 és 2007 között legalább 5 nőt gyilkolt meg.
- Honolului fojtogató ("Honolulu Strangler") – 1985 és 1986 között 5 fiatal nőt erőszakolt és fojtott meg Honoluluban, Hawaii szigetén.
- I-45 Killer ("A 45-ös Államközi Autópálya Gyilkos") – 1980-ban gyaníthatóan 4 nőt erőszakolt és fojtott meg Texasban. Csak egy áldozatát sikerült azonosítani.
- I-70 Killer ("A 70-es Államközi Autópálya Gyilkos") – 1980 és 1994 között bizonyítottan 6 áldozatával végzett az Indiana, Missouri, Kansas és Texas közötti autópályákon. Két további gyilkossággal is gyanúsítják.
- Jeff Davis 8, más néven A jenningsi 8-as – 2005 és 2009 között 8 nőt gyilkolt meg Jefferson Davis Parish közelében, Louisiana államban.
- Santa Rosa Hitchhiker Killer ("A Santa Rosa-i Stoppos Gyilkos") – 1972 és 1973 között 7 stoppos nővel végzett Santa Rosában, Kaliforniában.
- The West Mesa Bone Collector ("A West Mesa-i Csontgyűjtő") – 2001 és 2005 között 11 női szexmunkást gyilkolt meg az új-mexikói Albequerque közelében. A tömegsírt, ahová az áldozatait rejtette, csak 2009-ben fedezték fel.
- The Paraquat Killer – Fukuyamában, Japánban italautomaták mellé helyezett gyomirtóval mérgezett üdítőitalokkal 12 embert ölt meg 1985. április 30 és november 17 között.
- The Smiley Face Murders ("A mosolygós arcú gyilkosságok") – Az 1990-es években és a 2000-es évek elején több mint 40 férfit fojtottak meg. A tetthelyeken mosolygós arcokat rajzoltak a holttestek mellé, innen kapták a nevüket.
- Tube Sock Killings – Legalább 4 embert ölt meg az ismeretlen gyilkos a Washington állambeli Mineralban 1985-ben.
- The Bible Belt Strangler – Az ún. "Redhead gyilkosságok" tettese. 1978 és 1992 között legalább 8 áldozatával végzett Tennessee, Arkansas, Kentucky, Mississippi, Pennsylvania és Nyugat-Virginia területén.
- February 9 Killer ("A Február Kilencedikei Gyilkos") – 2006-ban egy állapotos nőt és annak magzatát ölte meg, majd 2008-ban egy további nőt fojtott meg a lakásában. A két esetet DNS-bizonyíték köti össze.
- Bigfoot Killer ("A Nagyláb Gyilkos") – 7 szexmunkást gyilkolt meg Detroit-ban 1975-ben. Becenevét a bűnügyi helyszíneken talált, nagyméretű cipőlenyomatokról kapta.
- The Castrator Killer ("A Kasztráló Gyilkos") – Legalább 5 férfit gyilkolt meg Wyoming, Pennsylvania, Utah, Georgia és Connecticut államokban. Áldozatait tarkólövéssel kivégezte, majd eltávolította a nemi szerveiket.
- Flat-Tire Murderer ("Lapos Gumiabroncs Gyilkos") – Fiatal lányokat és nőket ölt meg Broward és Miami-Dade megyékben, Floridában. Segítséget kínált áldozatainak azok hibás autóabroncsainak kijavításában, mielőtt szexuálisan bántalmazta és egy csatornába fojtotta őket. 1975 és 1976 között 12 áldozatának holttestére bukkantak rá, de a gyanú szerint az áldozatok száma akár a 35-öt is elérheti.
- Flint Serial Slasher ("A flinti sorozatvágó") – 5 afroamerikai férfit késelt meg Flint-ben, Michiganben; célpontjai alacsony növésű izraeli férfiak voltak.
- Barnaul Maniac ("A barnauli mániákus") – 9 fiatal lányt és 2 nőt gyilkolt meg az oroszországi Barnaul városában és Buranovo közelében. 1997 és 2000 között.
- Belize Ripper (A Belize-i Hasfelmetsző) – A Közép-Amerikai ország városában rabolt el, erőszakolt és gyilkolt meg 5 fiatal lányt 1998 és 2000 között.
- The Bowraville Murders („A bowraville-i gyilkosságok”) – 1990 szeptembere és 1991 februárja között 3 nőt öltek meg az új-dél-walesi városban.
- Brabant Killers („A brabanti gyilkosok”) – Egy (feltehetően) csapat gyilkos, akik 28 embert öltek meg és további 22-t megsebesítettek 1982 és 1985 között. A gyilkosok mind a mai napig szökésben vannak.
- Butcher of Mons („A monsi mészáros”) – 5 nőt gyilkolt meg a belgiumi Monsban 1996 januárja és 1997 júliusa között.
- Chain murders of Iran – Irán néhány híres elitjének rejtélyes halála, akiket 1988 és 1998 között gyilkoltak meg.
- Chilobwe Murders – A Dél-Afrikai Malawi-ban lévő Chilobwe külvárosaiban legalább 31 embert öltek meg 1968 szeptembere és 1970 márciusa között.
- Cumminsville Murders – Dél-Cumminsville-ben, Ohióban 5 embert öltek meg 1904 és 1910 között.
- The Danilovsky Maniac ("A Danilovsky Mániákus") – Legalább 7 embert ölt meg 2004 és 2007 között az oroszországi Cherepovets városában.
- El Psicópata ("A Pszichopata") – 1986 és 1996 között legalább 19 áldozatával végzett Costa Ricában.
- Hamburg Rubble Murderer ("A hamburgi törmelék gyilkos") – 1947 elején 4 nővel végzett, a holttesteket összeomlott épületek és törmelékek alá rejtette.
- The Hanover Saw Killer ("A hannoveri Fűrész Gyilkos") – Legalább 4 nővel és két férfival végzett az 1970-es években. Az áldozatokat egy fűrésszel darabolta fel.
- Monster of the Mangones ( "A Mangonák Szörnye") – 1963 és 1970 között Caliban elrabolt, megerőszakolt, megkínzott majd meggyilkolt 38 fiatal fiút. Indítéka gyaníthatóan a klinikai vámpírizmus.
- The Rainbow Maniac ("A Szivárvány Mániás") – 13 homoszexuális férfit lőtt agyon a brazíliai Carapicuibai-ban lévő Paturis Parkban 2007 júliusa és 2008 augusztusa között.
- Oklahoma City Butcher ("Az Oklahoma City-i Mészáros") – 3 nőt ölt és csonkított meg Oklahoma City-ben, Oklahoma államban 1976 és 1986 között.
- The Package Killer ("A Csomag Gyilkos") – 1990 májusa és szeptembere között 5 prostituáltat ölt meg Missouri államban
- The Storyville Slayer ("A Storyville-i Mészáros") – Több mint 24 prostituálttal és kábítószerfüggő nővel végzett New Orleansban 1991 és 1996 között.
- The Pittsburg Serial Killer ("A Pittsburgi Sorozatgyilkos") – 5 embert ölt meg a Kalifornia állambeli Pittsburgben 1998 és 1999 között. Az áldozatai főleg prostituáltak és kábítószerhasználók voltak.
- Miami Strangler ("A Miami-i Fojtogató") – Legalább 9 nőt gyilkolt meg Miamiban, de a gyanú szerint akár 11 áldozata is lehet, akikkel 1964 és 1970 között végzett.
- The Shaw Creek Killer ("A Shaw Creek-i Gyilkos") – 1987 és 1993 között 4 nőt gyilkolt meg Dél-Karolina erdeiben.
- Highway of Tears ("A Könnyek Országútja") – Brit-Columbiában a 16-os főúton gyilkolt meg valaki / gyilkoltak meg valakik legalább 18 nőt és lányt 1969 és 2011 között, de a gyanú szerint akár a 40-et is elérheti az áldozatok száma.
- Gold Sock Killer ("Arany Zokni gyilkos") – 1973 júliusa és augusztusa között 3 nőt fojtott meg a saját zoknijukkal a floridai Broward megyében, a negyedik áldozat túlélte a támadást.
- Main South Woodsman – 2002 és 2007 között bizonyítottan 3 prostituáltat gyilkolt meg Worcesterben, de további két gyilkossággal is kapcsolatba hozták.
- Bouncing Ball Killer ("Pattogó labda gyilkos") – 1959 és 1960 között legalább 6 idős nőt erőszakolt és fojtott meg azok Los Angeles-i lakásában.
- Great Basin Murders ("Nagy medencei gyilkosságok") – Legalább 9 nőt és tinédzser lányt öltek meg 1983 és 1997 között Wyoming, Utah, Nevada és Idaho államokban; a rendőrség nyomoz az összefüggések között.
- Sacramento Mad Killer ("A sacramentói Őrült Gyilkos") – Legalább 5 középkorú férfit ölt meg Sacramentóban 1940 és 1941 között, egy áldozata túlélte a támadást.
- San Diego serial murders ("A San Diegói sorozatgyilkosságok") – 1985 és 1990 között 43 drogfüggő prostituáltat gyilkoltak meg San Diegóban
- Madman of the Route ("Az útvonal őrültje") – 14 prostituáltat erőszakolt és gyilkolt meg Buenos Airesben 1996 és 1999 között.
- Vaslui serial killer ("A Vaslui-i sorozatgyilkos") – 4 nőt gyilkolt meg 2000 és 2004 között a romániai Vaslui megyében.
- Fosaville serial killer ("A Fosaville-i sorozatgyilkos") – 13 nőt gyilkolt meg a dél-afrikai Newlands Westben 1999 és 2003 között.
- Axeman Billy ("Fejszés Billy") – Más néven Ax-Man, Midwest Axeman és Man of the Train. Sorozatos családirtó, aki főként az Egyesült Államok középnyugati részén tevékenykedett 1898 és 1912 között. Áldozatai számát korábban 24 és 30 közé tették, de az újabb elméletek szerint ez a szám akár a 90-et is elérhette.
- Gulf Killer ("Öböl Gyilkos") – 16 emberrel, köztük két férfival végzett 1971 és 1978 között Floridában.
- Shotgun Man ("Sörétespuska Ember") – Legalább 15 olasz bevándorlót gyilkolt meg 1910 januárja és 1911 márciusa között az Illinois állambeli Chicagóban.
- Severed Leg Killer ("Levágott Láb Gyilkos") – 2000 és 2001 között 8 embert (hat nőt és két férfit) gyilkolt meg Isztambulban.
- The Kigali Ripper ("A Kigali-i hasfelmetsző") – Más néven Jack the Ripper of Africa ("Az afrikai Hasfelmetsző Jack"). 2012 júliusa és augusztusa között legalább 15 prostituálttal végzett, de további három gyilkossággal összefüggésbe hozták a gyilkost.
- Monster of Modena ("A modenai szörnyeteg") - Legalább 8 prostituáltat és drogfüggő nőt gyilkolt meg az olaszországi Modena városában 1985 és 1995 között, de további két gyilkossággal is gyanúsítják.
- Tyumen Maniac ("A tyumeni mániákus") - Legalább 8 gyereket rabolt el és gyilkolt meg az oroszországi Tyumenben 1997 és 2009 között.

## Fordítás
Ez a szócikk részben vagy egészben  a   List_of_serial_killers_by_country című angol Wikipédia-szócikk fordításán alapul.  Az eredeti cikk szerkesztőit annak laptörténete sorolja fel. Ez a jelzés csupán a megfogalmazás eredetét és a szerzői jogokat jelzi, nem szolgál a cikkben szereplő információk forrásmegjelöléseként.